# Lista de personagens de Naruto
A série de mangá e anime Naruto (em japonês: ナルト) apresenta um extenso elenco de personagens criados por Masashi Kishimoto. A série se passa em um universo fictício onde os países disputam o poder empregando ninjas que podem usar habilidades sobre-humanas em combate. O enredo é dividido em duas partes, simplesmente chamadas de Parte I e Parte II, com a última ocorrendo dois anos e meio após a conclusão da Parte I. É seguida pela sequência da série Boruto: Naruto Next Generations de Ukyō Kodachi, que continua de onde parou o epílogo da primeira série. O enredo da série segue as aventuras de um grupo de jovens ninjas da vila de Konohagakure (Vila Oculta da Folha).
O personagem homônimo da primeira série é Naruto Uzumaki, um ninja enérgico que deseja se tornar Hokage, o líder de Konohagakure e possui um monstro chamado Nove Caudas em seu corpo. Durante a primeira parte da série, Naruto é designado para o Time 7, no qual ele conhece seu rival Sasuke Uchiha, um "gênio" taciturno e altamente qualificado do clã Uchiha; Sakura Haruno, que é apaixonada por Sasuke e tem a atenção de Naruto e Kakashi Hatake, o quieto e misterioso líder da equipe. Ao longo da série, procurando Sasuke quando ele fugiu da vila, Naruto interage e faz amizade com vários outros ninjas em Konohagakure e outras vilas. Ele também encontra os antagonistas da série, incluindo Orochimaru, um ex-ninja de Konohagakure planejando destruir sua antiga casa, bem como ninjas de elite da organização criminosa Akatsuki que procura por jinchurikis como Gaara para obter as bestas com cauda.
O personagem homônimo da segunda série é Boruto Uzumaki, filho de Naruto e Hinata Hyuga que é designado para o Time Konohamaru também conhecido como Time 7, que inclui a filha de Sasuke e Sakura – Sarada Uchiha, filho criado artificialmente de Orochimaru – Mitsuki e o líder do grupo – Konohamaru, neto do Terceiro Hokage com quem Naruto fez amizade quando criança. Posteriormente, Sarada é promovida a líder da equipe no lugar de Konohamaru e se junta a eles Kawaki, um jovem garoto com um passado traumático que é acolhido pela família Uzumaki, tornando-se assim filho adotivo de Naruto e Hinata, e irmão adotivo de Boruto e Himawari.

Durante o desenvolvimento da série, Kishimoto criou os três personagens principais como base para as outras equipes de três pessoas. Ele também utilizou personagens de outros mangás shōnen como referência na criação de seus personagens, uma decisão que foi criticada por várias publicações de anime e mangá. Os personagens que Kishimoto desenvolveu foram, contudo, elogiados por incorporar muitos dos melhores aspectos de personagens de mangás shōnen anteriores, embora muitas publicações lamentassem a percepção da falta de desenvolvimento dos personagem, além de tais estereótipos. A apresentação visual dos personagens foi comentada por revisores, com elogios e críticas, devido ao trabalho de Kishimoto no mangá e na adaptação para o anime.

## Criação e concepção
Quando Masashi Kishimoto originalmente criou a série Naruto, ele buscou em outros mangás shōnen influências com o objetivo de tentar tornar seus personagens tão únicos quanto fosse possível. Kishimoto cita a série Dragon Ball de Akira Toriyama como uma de suas várias influências, notando que Goku, o protagonista da série, foi um fator decisivo para a criação de Naruto Uzumaki devido à sua personalidade enérgica e travessa. Para complementar Naruto, Kishimoto trabalhou na criação de um rival que fosse um "gênio legal", pois ele acreditava este era "o arquetípico personagem rival". Depois de analisar diferentes mangás em busca de idéias, ele finalmente desenvolveu Sasuke Uchiha. Sobre a criação da heroína principal, Kishimoto admitiu: "Eu não tinha uma imagem definida do que uma heroína deve ser". Ele eventualmente criou Sakura Haruno, destacando "sua energia e seu espírito vaidoso" como suas principais características. Esses três personagens serviriam como modelo para as outras três equipes principais de Naruto.
A separação dos personagens em diferentes times foi feita com a intenção de dar a cada grupo um toque especial. Kishimoto queria que cada membro da equipe fosse "extremo", tendo uma grande quantidade de aptidão em um atributo, contudo, tendo apenas um pequeno talento em outro. Esta abordagem foi usada para fazer com que cada equipe obtivesse o seu melhor, quando todos os membros trabalhassem juntos para superar suas fraquezas. Depois de assistir a filmes tokusatsu quando criança, Kishimoto queria que nenhum dos personagens das equipes fosse "forte ao ponto da perfeição". Kishimoto observa que os diferentes papéis que os personagens assumem é semelhante a classes de personagens em RPGs, e que "cada personagem se destaca melhor deste jeito".
Kishimoto inseriu vilões na história para contrabalancear os valores morais dos personagens principais. Ele afirmou que esse foco em demonstrar a diferença de valores é fundamental para criação de vilões a ponto de que, "Eu realmente não penso neles em combate". As aparências físicas dos vilões também foram enfatizadas, a fim de diferenciá-los dos outros personagens, tornando mais fácil para o leitor acompanhar a história e identificar os vilões, mesmo em cenas de batalha. Kishimoto observou que fazer os vilões "ornamentados" com "trajes vistosos" é "um dos meus princípios", bem como torná-los "mais memoráveis".
Ao desenhar os personagens, Kishimoto segue consistentemente um processo de cinco etapas: conceito e esboço, rascunho, tinta, sombreamento e coloração. Essas etapas são seguidas quando ele está desenhando o mangá e fazendo as ilustrações coloridas que geralmente adornam a capa do tankōbon, a capa da Weekly Shōnen Jump ou outras mídias, mas o kit de ferramentas que ele usa muda ocasionalmente. Por exemplo, ele usou um aerógrafo para uma ilustração para uma capa da Weekly Shōnen Jump, mas decidiu não usá-lo para desenhos futuros em grande parte devido à limpeza necessária.

## Personagens principais

### Naruto
Os protagonistas da série Naruto são Naruto Uzumaki, Sasuke Uchiha, Sakura Haruno e Kakashi Hatake, que formam o "Time 7" (第7班, Dainanahan) de Konohagakure. Após a deserção de Sasuke Uchiha e a saída de Naruto de Konohagakure no final da Parte I, a equipe se desfaz. Durante a Parte II, a equipe se transforma no "Time Kakashi" (カカシ班, Kakashi-Han) com dois novos membros: Sai, que ocupa a posição de Sasuke, e Yamato, que se torna o capitão interino. Durante a Quarta Grande Guerra Ninja, o Time 7 se reúne para lutar contra Madara Uchiha e Kaguya Ōtsutsuki quando ela possui o primeiro. Assim que a guerra termina, Naruto e Sasuke têm sua batalha final que lhes permite resolver seus problemas com seu grupo totalmente reunido logo depois.

#### Naruto Uzumaki
Naruto Uzumaki (うずまき ナルト, Uzumaki Naruto) é o personagem-título e principal protagonista da franquia. Ele foi o primeiro personagem criado por Kishimoto durante a concepção da série e foi desenhado com muitas características de outros personagens shōnen. Ele é freqüentemente evitado pelos aldeãos de Konohagakure, já que ele é o anfitrião da Kurama, a Raposa de Nove Caudas que atacou Konoha. Ele se tornou um ninja depois de treinar duro e ser retido por alguns anos na Academia Ninja, aprendendo habilidades de ninjutsu e taijutsu, e compensa isso com sua personalidade alegre e turbulenta ao desenvolver sua frase de efeito "Tô certo!" (～だってばよ, dattebayo), jurando nunca desistir de qualquer meta que ele definir. Em particular, Naruto tem ambições de se tornar Hokage, o líder ninja mais forte de Konohagakure, para ganhar o respeito dos aldeões e ser capaz de protegê-los. Durante uma batalha como um ninja, Naruto dominou várias habilidades poderosas de ninjutsu, incluindo a capacidade de criar um enorme quantidade de clones de si mesmo conhecido como "Jutsu Clone das Sombras", a capacidade de usar sua natureza de vento que ele é capaz de dominar para formar uma poderosa esfera de chakra espiral conhecida como "Rasengan" para fins ofensivos, e outras inúmeras habilidades como usar o chakra da Raposa de Nove Caudas que aumenta sua velocidade, força, agilidade e até mesmo tornando-o furioso e selvagem, mas que mais tarde, na Parte II, ele consegue controlar o chakra da Nove Caudas. Ao longo da série, Naruto faz amizade com muitos estrangeiros e pessoas de Konoha e, eventualmente, reivindica um impacto positivo considerável em suas vidas, o que lhe concede fama mundial. Naruto finalmente realiza seu sonho de se tornar Hokage, se casa com Hinata Hyuga e tem dois filhos chamados Boruto Uzumaki e Himawari Uzumaki. Naruto é dublado por Junko Takeuchi em japonês, por Úrsula Bezerra no Brasil e Alexandra Sedas em Portugal.

#### Sasuke Uchiha
Sasuke Uchiha (うちはサスケ, Uchiha Sasuke) é o rival e melhor amigo de Naruto. Ele foi desenhado por Kishimoto como o "gênio legal", já que ele sentiu que isso era parte integrante de uma rivalidade ideal. O irmão mais velho de Sasuke, Itachi Uchiha, matou o resto de sua família. Por causa disso, o único desejo de Sasuke é matar seu irmão, e ele desenvolve uma personalidade fria e retraída, vendo as pessoas como ferramentas para alcançar seus objetivos, embora também ganhe o afeto da maioria das garotas que conhece, para seu aborrecimento. Depois de se tornar um membro do Time 7, Sasuke parece começar a considerar seus companheiros preciosos a ponto de arriscar sua vida para protegê-los, enquanto se concentra menos na vingança do que no início da série. Durante a batalha, Sasuke é um especialista em taijutsu e dominou sua habilidade de manipular inúmeras técnicas de fogo, incluindo o conhecido como "Estilo de Fogo: Jutsu Bola de Fogo", manipulando uma fúria de relâmpago conhecida como "Chidori" e como membro do clã Uchiha, ele usa a habilidade ocular Sharingan que lhe permite sentir os movimentos e ataques do oponente. Após um encontro e uma subsequente derrota nas mãos de seu irmão na Parte I, no entanto, Sasuke rompe seus laços e deixa a vila para buscar mais poder com Orochimaru. Pelos eventos da franquia Boruto, Sasuke se tornou um vigilante investigando o clã Otsutsuki para Konohagakure e leva Boruto sob sua proteção. Sasuke é dublado por Noriaki Sugiyama no anime japonês, enquanto seu dublador no Brasil é Robson Kumode e em Portugal é Peter Michael.

#### Sakura Haruno
Sakura Haruno (春野 サクラ, Haruno Sakura) é uma membra do Time 7. Ao criar a personagem, Kishimoto admitiu que tinha pouca percepção de como uma garota ideal deveria ser. Quando criança, Sakura foi provocada por outras crianças por causa de sua testa grande, uma característica que Kishimoto tentou enfatizar na aparência de Sakura. Ela foi consolada por Ino Yamanaka e as duas desenvolveram uma amizade. No entanto, à medida que as duas cresciam, elas se tornavam cada vez mais distantes devido à afeição compartilhada por Sasuke Uchiha. Como uma kunoichi, Sakura possui uma força superior para desferir seu soco poderoso contra os oponentes quando fica furiosa ao dizer "Cha!" (しゃーんなろー！, Shānnarō!) e como uma ninja médica, ela pode curar todos os ferimentos sempre que alguém é ferido. Durante os primeiros momentos da Parte I, Sakura está apaixonada por Sasuke e se ressente de Naruto Uzumaki, embora Sasuke a veja como "irritante" e Naruto tenha sentimentos por ela. Sua percepção sobre Naruto eventualmente muda, no entanto, e ela passa a vê-lo como um amigo, enquanto seus sentimentos por Sasuke se transformam em amor profundo. No anime japonês, sua dubladora é Chie Nakamura, e ela é dublada por Tatiane Keplmair na adaptação no Brasil.

#### Kakashi Hatake
Kakashi Hatake (はたけカカシ, Hatake Kakashi) é o líder inteligente e descontraído do Time 7, composto por Naruto Uzumaki, Sasuke Uchiha e Sakura Haruno. Kakashi teve um passado sombrio, mas não foi afetado por ele quando adulto. Ele foi uma chave vital para o sucesso de Naruto, treinando-o para ser um grande ninja. Como Sasuke, Kakashi também é um mestre do Sharingan, que ganhou de presente de seu falecido amigo, Obito Uchiha, e pode manipular a "Lâmina Relâmpago" semelhante ao Chidori de Sasuke. Enfrentando Obito depois de saber que ele sobreviveu e se tornou aprendiz de Madara, o olho original de Kakashi foi restaurado no final da segunda parte da série e recuperando o Sharingan quando Obito o ajuda em espírito para ajudar na luta contra Kaguya. Kakashi sucede Tsunade como o Sexto Hokage após o término da Quarta Grande Guerra Ninja, com Naruto sucedendo-o anos depois.

### Sai
Sai (サイ?) é um ninja que se junta ao Time 7 na Parte II. Por ter que substituir Sasuke na equipe, Kishimoto foi cuidadoso com sua concepção para fazê-lo se destacar. Como membro da "Fundação" desde criança, foi treinado para não possuir ou demonstrar qualquer tipo de emoção ou compaixão sendo um personagem bastante introvertido e fechado. No entanto, após passar o tempo junto com Naruto Uzumaki, ele passa a criar laços com outras pessoas, o que desde então se tornou seu principal objetivo na série. As tentativas de Sai em se aproximar dos outros envolvem dar nome de animais a eles; porém, ele geralmente diz o que realmente acha da pessoa e acaba apelidando-os com nomes como "gordo" e "feio". Ele aprende com seus erros e tenta fazer o contrário, por exemplo, chamando Ino Yamanaka de "moça bonita". Quando não está tentando se relacionar com os outros, passa seu tempo pintando e desenhando. Seus talentos artísticos servem também para lutar, pois através da infusão de chakra em seu pincel, ele pode fazer seus desenhos ganharem vida. Em algumas vezes ele acaba sendo enganado por Sakura quando ela sorri para Sai, só que de mentira. O dublador do personagem na versão original do anime é Satoshi Hino e no Brasil é Marcus Pejón. Se casou com Ino Yamanaka e teve um filho cujo nome é Inojin Yamanaka, que assim como o pai, desenha muito bem.

### Yamato
Yamato (ヤマト?) conhecido por Kakashi como Tenzou (テンゾウ Tenzō?) e originalmente chamado de Kinoe (甲?) é apresentado durante a Parte II da série como um membro da ANBU e um substituto temporário para Kakashi Hatake como o líder do Time 7. Após o retorno de Kakashi, ele permanece na equipe em uma posição de liderança adicional. "Yamato" não é seu nome verdadeiro, mas sim um codinome atribuído a ele com o fim de juntar ao Time 7 dado por Tsunade. Diferente de Kakashi, que se importa mais com seus companheiros do que com o sucesso das missões, ele disse que deixaria para trás qualquer um que se tornasse um fardo à conclusão da missão, pois segundo ele um ninja deve ser capaz de cuidar de si próprio. Quando criança, Yamato foi sequestrado por Orochimaru, que fez experiências com ele a fim de reproduzir as habilidades do Primeiro Hokage. No entanto, como Orochimaru foi forçado a deixar a Vila da Folha antes de terminar seus testes, ele nunca soube se Yamato havia obtido a técnica Mokuton, que lhe permite manipular livremente a madeira. Depois ele é treinado por Danzo e também desenvolve o elemento madeira em que assume o codinome Kinoe, no Filler. Essa foi a principal razão para ele ingressar no Time 7, pois com suas habilidades poderia controlar Naruto caso Kurama, a Raposa de Nove Caudas que fica dentro dele, despertasse. O dublador do personagem na versão original do anime é Rikiya Koyama e o dublador Brasileiro é Glauco Marques.

### Boruto: Naruto Next Generations
Os protagonistas da série Boruto: Naruto Next Generations são Boruto Uzumaki, filho de Naruto e Hinata, Sarada Uchiha, filha de Sasuke e Sakura, Mitsuki, filho de Orochimaru, e Konohamaru Sarutobi, que formam o "Time Konohamaru" (木ノ葉丸班, Konohamaru-Han). Antes dessa série, Konohamaru era um personagem coadjuvante na série Naruto, enquanto Boruto, Sarada e Mitsuki foram apresentados no epílogo de Naruto.

#### Boruto Uzumaki
Boruto Uzumaki (うずまき ボルト, Uzumaki Boruto) é filho de Naruto Uzumaki e Hinata Hyuga que frequenta a academia ninja de Konoha, herdando de sua família paterna o cabelo loiro curto, olhos azuis e o tique verbal "Tá ligado!" (だってばさ, dattebasa). Ele também herda a técnica Punho Gentil de sua família materna, apesar de não ter herdado o Byakugan, ao contrário de sua irmã Himawari. Assim como seu pai pregava peças para ter sua existência reconhecida, Boruto comete travessuras para chamar a atenção de seu pai após sua ascensão a Hokage, como desfigurar o Monumento Hokage durante os eventos do epílogo da série. Boruto também admira o rival e amigo de seu pai, Sasuke, buscando seu treinamento para superar seu pai, sendo posteriormente aceito como seu aluno. Em Boruto: Naruto the Movie, e suas versões, Boruto se junta aos Exames Chunin com seu melhor amigo Shikadai e seus companheiros de equipe, e tenta trapacear nos exames. Quando Naruto é sequestrado por Momoshiki, Boruto faz as pazes com seu pai e ajuda ele e Sasuke a derrotar o Otsutsuki, e é marcado pela entidade moribunda com uma marca chamada Karma. Ele resolve seguir o caminho de Sasuke em ajudar o Hokage pelas sombras. Embora seja capaz de usar um Rasengan, Boruto acidentalmente desenvolve o Rasengan Desaparecedor como um ataque característico. Boruto pode ativar um dojutsu semelhante ao Byakugan em seu olho direito, embora não à vontade. Na versão japonesa, Boruto é dublado por Kokoro Kikuchi em The Last: Naruto the Movie e por Yuuko Sanpei em todas as aparições subsequentes. Na versão em português, ele é dublado por Yago Contatori em The Last e por Mariana Zink em todas as aparições subsequentes.

#### Sarada Uchiha
Sarada Uchiha (うちはサラダ, Uchiha Sarada) é filha de Sasuke Uchiha e Sakura Haruno. Ela parece ter herdado características de ambos os pais. Como sua mãe, ela é crítica com desordeiros; ela também herdou seu tique verbal, "Shannarō!" (しゃーんなろー). Como seu pai, ela é geralmente distante e relutante em reconhecer certas pessoas, a menos que ela ache que elas mereçam. Sarada é a personagem central de Naruto: The Seventh Hokage and the Scarlet Spring, procurando por seu pai distante enquanto sente erroneamente que ela e Sakura não são parentes. Ganhando seu Sharingan no processo, mas não tendo uma boa primeira impressão de seu pai Sasuke, Sarada se sente magoada e traída quando suspeita incorretamente ser filha biológica de Karin, já que as duas usam óculos semelhantes. Enquanto Naruto a ajuda a perceber que família não é uma questão de sangue, Sarada finalmente descobre que Sakura é sua mãe biológica, já que Karin mais tarde explica que ela era a parteira de Sakura. Antes de sair novamente, Sasuke mostra a Sarada o quanto a ama cutucando sua testa e promete voltar para casa em breve. Tendo admirado Naruto e sua dedicação à sua aldeia, Sarada tem como objetivo se tornar a próxima Hokage. Ela acha Boruto irritante, mas depois é insinuado que ela tem uma paixão mútua por ele. Sarada é dublada por Kokoro Kikuchi em japonês, enquanto na versão em português ela é dublada por Luciana Milano em Naruto Shippuden: Ultimate Ninja Storm 4 e por Luiza Porto em todas as aparições subsequentes.

#### Mitsuki
Mitsuki (ミツキ) é um companheiro de equipe de Boruto e Sarada, um garoto misterioso com uma mente calma e uma tendência para fazer comentários sarcásticos. Sua história de fundo é explorada em Naruto Gaiden: The Road Illuminated by the Full Moon, que revela que Mitsuki é um humano artificial criado por Orochimaru, e um clone modificado dele, ganhando o nome de Mitsuki pelo fato de ser um "recipiente" ( 杯, tsuki) para a "cobra" (巳, mi) habitar. Ele foi testado por Orochimaru e outra de suas criações chamada Log (ログ, Rogu) para determinar sua lealdade; Mitsuki decidiu seguir seu próprio caminho como a "lua" em vez de um navio, partindo em direção à Vila Oculta da Folha para encontrar seu "sol": Boruto Uzumaki. Mitsuki pode estender seus membros usando chakra para deslocar suas articulações, enquanto a experimentação de Orochimaru permite que ele acesse o Modo Sábio. Ele é dublado por Ryūichi Kijima em japonês e por Lucas Gama na dublagem brasileira.

#### Konohamaru Sarutobi
Konohamaru Sarutobi (猿飛 木ノ葉丸, Sarutobi Konohamaru), nomeado em homenagem a Konohagakure, é o neto do Terceiro Hokage Hiruzen Sarutobi. Ele se esforça para substituir seu avô como Hokage para que os aldeões o reconheçam pelo nome, não apenas como o neto do Hokage. Ele olha para Naruto como um mentor nesta busca, emulando sua ética de trabalho, determinação e jutsu de assinatura, como o Rasengan e o Jutsu Sexy. Konohamaru insiste, no entanto, que ele só se tornará Hokage depois que Naruto for Hokage primeiro. No epílogo da série, Konohamaru ascendeu ao posto de jonin e é o capitão do Time Konohamaru. O design de Konohamaru causou grandes dificuldades para Masashi Kishimoto; ele pretendia que Konohamaru parecesse um "punk" menor que Naruto, mas todas as suas tentativas resultaram em uma recriação de Naruto. Ele finalmente deu a Konohamaru olhos pequenos e raivosos e ficou instantaneamente feliz com o design. Embora dublado no anime japonês por Ikue Ōtani e por Akiko Koike como substituto, o eu adulto de Konohamaru é dublado por Hidenori Takahashi. Na versão brasileira, Fátima Noya dá voz ao eu pré-adulto de Konohamaru, e Diego Lima dá voz ao seu eu adulto.

## Personagens secundários

### Time 8
Time 8 (第8班, Daihappan) é um grupo de ninjas de Konohagakure liderados por Kurenai Yuhi. Os membros do Time 8 se concentram principalmente em rastrear, com cada uma das habilidades únicas dos membros usadas nessa função. Durante a Parte II, o Time 8, excluindo Kurenai devido a sua gravidez, se junta a Naruto Uzumaki e o Time 7 em sua busca por Itachi Uchiha e Sasuke Uchiha.

#### Hinata Hyuga
Hinata Hyuga (日向ヒナタ, Hyūga Hinata) é um membro do Time 8, que sofre com baixa auto-estima e timidez ao longo da série sendo bastante introvertida. Ela é sempre relutante em falar o que pensa ou fazer algo que possa contrariar alguém se tornando uma pessoa dócil, gentil e compassiva com as pessoas. Tendo então uma fragilidade resultando dificuldades a si mesma sempre que está em uma missão. Sua personalidade oposta a seu parceiro de clã Neji Hyuga o irrita causando uma desvalorização do mesmo para ela. A incapacidade de Hinata faz com que seu pai a deserde quando jovem. Expulsando-a efetivamente do clã Hyuga mesmo sendo a filha mais velha do líder e, portanto, sua herdeira, deixando-a sob os cuidados de sua professora Kurenai Yuhi. Logo após sua introdução, Hinata começa a treinar para se tornar mais forte, para superar suas próprias fraquezas e para provar o seu valor a seu pai. Seus esforços começam a ser bem sucedidos no final da Parte I, despertando um interesse maior de seu pai nela e em seu treinamento. Embora seu treinamento tenha sido em grande parte, para provar seu valor e sua mudança, ela também treina para tentar ganhar a atenção de Naruto Uzumaki. Inspirada pela confiança e determinação de Naruto, ela se apaixona por ele. No entanto, com o progredir da série, ela passa a agir a seu próprio modo e também a ajudá-lo ser tornando uma personagem comunicativa e corajosa. Apesar de Hinata hesitar em admitir abertamente seus sentimentos por ele, a maioria dos personagens têm conhecimento deles. No anime, as tentativas de Hinata em impressionar Naruto resultam na criação de uma nova habilidade capaz de instantaneamente bloquear ou atacar qualquer coisa em seu campo de visão ampliado. Durante a Parte II, Hinata admite seu amor por Naruto enquanto tenta protegê-lo de Pain. Na batalha contra o Jubi, Naruto fica perplexo, não apenas pela morte de Neji, mas dos outros que foram mortos pelo Jubi. Hinata toca no rosto de Naruto e fala para não perder o foco da batalha. Ela fala se realmente se render, o sacrifício de Neji terá sido em vão e também para não perder a esperança. Naruto se recompõe, pega a mão de Hinata que estava em seu rosto e direciona sua atenção ao Jubi e a Madara e Obito. Com o fim da guerra, ela termina se casando com Naruto e tiveram dois filhos Boruto e Himawari. A dubladora da personagem na versão original do anime é Nana Mizuki e na versão brasileira Flávia Narciso.

#### Kiba Inuzuka
Kiba Inuzuka (犬塚 キバ, Inuzuka Kiba) é um membro do time 8 caracterizado por uma série de características caninas tais como ser muito protetor de seus companheiros e ter sentidos extremamente aguçados, como o olfato. Kiba costuma ser descrito como um personagem bastante mal-humorado e impulsivo, e pode ser propenso a cometer erros quando fica agitado na batalha. E, apesar de sua atitude bastante rude, muitas das ações de Kiba revelam que ele é muito próximo de seus companheiros de equipe e bastante amigável. O que mais evidencia sua ligação com os cães é a constante presença de seu cachorro ninja (忍犬, ninken), Akamaru. Kiba é extremamente fiel a seu cão, sendo relutante em abandoná-lo e até colocando a si mesmo em perigo para protegê-lo. Em troca da devoção de Kiba, Akamaru luta junto dele; ele usa seus sentidos aguçados para dar vantagem a Kiba e ajuda-o no trabalho em equipe com diversos ataques físicos. Devido a Akamaru ser naturalmente melhor equipado para o combate, Kiba normalmente modifica suas próprias habilidades no início de uma batalha, fazendo suas garras crescerem e passando a andar sob seus quatro membros para aumentar a sua velocidade. Ele também pode aumentar drasticamente o seu olfato, e na segunda metade da série, ele pode usá-lo para detectar coisas que os cães não conseguem. O dublador do personagem na versão original do anime é Kōsuke Toriumi e na brasileira é Fábio Lucindo.

#### Akamaru
Akamaru (赤丸) é o cachorro ninja, melhor amigo e o companheiro constante de Kiba Inuzuka. No início da série Kiba carregava-o na cabeça ou dentro de sua jaqueta. Na Parte II da história de Naruto, ele cresce o suficiente para carregar Kiba em suas costas, mas por estar sempre com Akamaru, ele não consegue perceber essa mudança drástica. Com seu senso de olfato, audição e a capacidade de detectar os níveis de chakras dos outros, Akamaru se torna muito útil para Kiba em situações adversas. Para ajudar Kiba a localizar seus adversário, Akamaru pode urinar sobre eles, dando-lhes um forte odor que pode ser facilmente sentido. Na batalha, no entanto, ele depende de Kiba para fornecer o chakra para ataques em dupla, o que requer que Akamaru se transformar em um clone de Kiba. Na versão original do anime, ele é dublado por Junko Takeuchi, em sua forma original, e Kōsuke Toriumi, quando se transforma em um clone de Kiba.

#### Shino Aburame
Shino Aburame (油女 シノ, Aburame Shino) é um dos membros do Time 8 e é fascinado por insetos; ele gasta seu tempo livre capturando e estudando insetos e às vezes os usa em analogias durante conversas. Há uma profunda ligação com insetos em sua família, já que cada pessoa que nasce no clã Aburame tem implantada uma raça especial de insetos conhecidos como "insetos destruidores" (寄壊蟲, kikaichū) dentro de seu corpo. Em troca de usar Shino como uma colmeia e de se alimentarem de seu chakra, os insetos obedecem seus comandos. Durante as batalhas, Shino pode usar seus insetos para atacar o seu adversário, que entram dentro deles sem seu conhecimento e absorvem seu chakra. As tendências impiedosas de Shino, no que diz respeito aos oponentes, assim como a sua fixação por insetos, têm feito com que outros personagens o chamem de "assustador". No entanto, Shino é calmo, sereno, excêntrico e se preocupa profundamente com seus companheiros de equipe, sendo consciente de que tem que trabalhar em equipe e sempre lamentando quando ele é incapaz de ajudá-los. Na série Boruto: Naruto Next Generation ele se torna professor de seus alunos. O dublador do personagem na versão original do anime é Shinji Kawada e na brasileira é Márcio Araújo.

#### Kurenai Yūhi
Kurenai Yuhi (夕日 紅, Yūhi Kurenai) é a líder do Time 8. Kurenai é uma mulher inteligente, carinhosa e corajosa. Ela demonstra grande cuidado e preocupação com seus alunos e tem um grande interesse em ver seu crescimento pessoal. Entre todos seus alunos, o mais a ela próxima é Hinata, para qual ela age como uma mãe substituta na ausência do seu pai e ajuda-a superar suas fraquezas. Sempre que Kurenai aparece na série, ela geralmente está acompanhada Asuma Sarutobi. Devido a isso, muitos outros personagens assumem que eles sejam um casal, o que ambos negam. Durante a parte II da série, é revelado que Kurenai está grávida de Asuma, revelando a relação entre eles. Em batalha, ela é especializada em usar ilusões, mostrando-se particularmente hábil com as ilusões que envolvem plantas. A dubladora da personagem na versão original do anime é Rumi Ochiai e na brasileira é Samira Fernandes.

### Time 10
Time 10 (第10班, Daijippan) é um grupo de ninjas de Konohagakure liderado por Asuma Sarutobi. Os pais dos três membros da equipe Choji Akimichi, Shikamaru Nara e Ino Yamanaka também estavam juntos em uma equipe, e ambas as gerações se referem a sua equipe usando o apelido de "Ino-Shika-Cho". Durante a Parte II, Asuma é morto em um encontro com membros da Akatsuki, e Kakashi Hatake brevemente assume a liderança da equipe para caçar os responsáveis pela morte de Asuma. No epílogo da série, os três membros vivos do Time Asuma estão treinando seus filhos para se tornarem o próximo grupo "Ino-Shika-Cho".

#### Shikamaru Nara
Shikamaru Nara (奈良 シカマル, Nara Shikamaru) é um dos membros do Time 10. Kishimoto observou que ele "gosta" de Shikamaru, devido à sua natureza calma apesar de ser um gênio, o que contrasta com a personalidade inteligente, mas abrasiva de Sasuke Uchiha. A inteligência de Shikamaru é tanta que Asuma Sarutobi, o líder da equipe, nunca conseguiu o derrotar em jogos como shogi e go, e ele pode elaborar estratégias complexas, mesmo durante uma batalha. No entanto, sua preguiça frequentemente o impede de utilizar toda sua inteligência. Shikamaru é um amigo de longa data de Choji Akimichi, seu companheiro de time, pois ele escolheu olhar para Choji como uma pessoa, ao invés de considerar apenas seu tamanho. Em batalha, ele pode manipular sua sombra, e, estendendo-a até a sombra de outra pessoa, ele pode forçar o alvo a imitar seus movimentos. Com o fim da quarta guerra Shinobi, ele se dá bem com Temari, até ambos se casarem e ganharem um filho, Shikadai. O dublador do personagem na versão original do anime é Showtaro Morikubo, porém no episódio 141, Nobutoshi Canna atuou como um substituo para Morikubo. Na versão brasileira é dublado por Vagner Fagundes.

#### Choji Akimichi
Choji Akimichi (秋道 チョウジ, Akimichi Chōji) é um membro do Time 10, que é caracterizado por seu profundo amor pela comida, ao ponto que, sempre quando aparece durante a série tem um lanche com ele. Apesar de seu hábito de sempre comer lhe dar uma aparência relativamente grande, Choji insiste que não é gordo, e explica dizendo que tem "ossos grandes". Quando alguém se refere a ele como gordo, Choji instantaneamente se torna hostil e aumenta a sua vontade de batalha. Shikamaru Nara nunca achou problema o peso de Choji, e ao invés disso ele escolheu olhar a força interior de Choji. Devido a isso, Choji o respeita como seu melhor amigo, afirmando que ele estaria disposto a dar sua vida para defender Shikamaru. Em batalha, ele pode aumentar o tamanho de seu corpo para melhorar a quantidade de dano que seus ataques causam em seus oponentes. Chōji é uma pessoa muito gentil, educada e atenciosa, porém possuía muita pouca confiança em si mesmo e suas habilidades, que muitas vezes impediam suas ações ou mesmo a progressão em alguns aspectos. Durante a Quarta Guerra Mundial Shinobi, no entanto, Chōji foi capaz de superar esses problemas e se tornar um dos principais fatores que contribuíram para as Forças Aliadas Shinobi virarem a maré da batalha a seu favor. Com o fim da guerra, Choji termina ficando com Karui da Kumogakure embora quase nunca ter um diálogo com ela no anime. O dublador do personagem na versão original do anime é Kentaro Ito e na brasileira Kleber Brianez.

#### Ino Yamanaka
Ino Yamanaka (山中 いの, Yamanaka Ino) é a única garota do Time 10, popular e habilidosa. Ela é uma amiga de infância de Sakura Haruno, que ajudou a desenvolver sua própria identidade. Quando ela descobriu que ambas gostavam de Sasuke Uchiha, Sakura terminou sua amizade para que elas pudessem competir adequadamente pelo seu afeto. As duas eventualmente fazem as pazes e reatam sua amizade, mas ainda mantém uma atitude competitiva em relação a outra. No anime, quando Sakura se torna excelente em técnicas de cura, Ino também se interessa pela profissão, na esperança de ser mais útil para seus amigos e companheiros de equipe como uma ninja médica. Ino é descrita como relativamente alegre, confiante, extrovertida, brincalhona e sedutora, porém as vezes mandona, orgulhosa, arrogante e geniosa. Em termos de habilidades de combate, Ino é especializada em técnicas de troca de mentes. Para usar estas técnicas, Ino transfere sua consciência para a mente de seu alvo, ganhando controle sobre seu corpo, que ela pode usar para atacar os outros. Na segunda parte do anime Shippuden ela passa a querer se envolver com Sai, companheiro de time de Naruto e Sakura, como depois se casam no fim da quarta guerra Shinobi e tiveram um filho, Inojin. A dubladora da personagens na versão original do anime é Ryōka Yuzuki e na versão brasileira Fernanda Bullara.

#### Asuma Sarutobi
Asuma Sarutobi (猿飛 アスマ, Sarutobi Asuma) é o líder do Time 10 e o filho de Hiruzen Sarutobi, o terceiro Hokage. Sua personalidade e descrita como tranquila e sincera. Ele teve uma breve discussão com seu pai e abandonou a vila quando era mais jovem. Os dois não haviam se reconciliado completamente quando Hiruzen morreu. Asuma geralmente é visto fumando um cigarro, hábito que ele diminui temporariamente quando algo o está incomodando, como quando seu pai morreu. Dentre todos os seus alunos, tem uma relação particularmente estreita com Shikamaru Nara, e os dois muitas vezes jogam shogi ou go juntos. Asuma frequentemente aparece ao lado de Kurenai Yuhi, levando muitos personagens a suporem que os dois são um casal. Ambos negam isso e prontamente tentam mudar de assunto sempre que isso é mencionado. Durante a parte II da série, no entanto, é revelado que Kurenai está grávida de Asuma, tornando relação entre eles explícita. Em batalha, Asuma empunha suas lâminas especiais que podem ser infundidas com chakra. Quando combinada com seu chakra do tipo vento, Asuma pode estender comprimento das lâminas e facilmente perfurar uma rocha. Após ser morto por Hidan, um membro da organização criminosa Akatsuki, suas facas ficam em posse de Shikamaru, e ele os usa para derrotar Hidan e vingar Asuma. Com o início da Quarta Grande Guerra Ninja, Asuma é ressuscitado pelo Edo Tensei, e continua lutando até ser derrotado pelos seus próprios alunos e selado. O dublador do personagem na versão original do anime é Jūrōta Kosugi e na brasileira é Nestor Chiesse.

### Time Guy
Time Guy (ガイ班, Gai-Han) é um grupo de ninjas de Konohagakure liderados por Might Guy. Os membros do Team Guy se concentram principalmente em ataques físicos e armas. Eles são um ano mais velhos que os outros membros das equipes de Konohagakure, já que Guy queria esperar um ano antes que eles pudessem fazer o teste para avançar na classificação ninja e se tornar Chunin. Na Parte II, o Time Guy se junta ao Time 7 em uma tentativa de salvar Gaara da organização criminosa Akatsuki.

#### Rock Lee
Rock Lee (ロック・リー, Rokku Rī) é um membro do Time Guy e o estudante favorito do líder da equipe, Might Guy. Lee é extremamente otimista, modesto, carismático e possuí excesso de entusiasmo. Apesar de sua natureza muito extrovertida, Lee também mostra fortes instintos, sempre estando focado nas missões que realiza, raramente perdendo a compostura. Na academia ninja, ele era incapaz de usar ninjutsu e genjutsu, mas sua persistência impressionou Guy. Seu professor passa boa parte do seu tempo livre treinando Lee para ajudá-lo a realizar seu sonho de se tornar um ninja respeitado usando apenas taijutsu. Lee adotou vários dos hábitos de Guy, tal como o seus trajes e sua perseverança. Guy o ensinou diversas técnicas poderosas e até mesmo proibidas, entre estas, os jutsus que envolvem as Lótus (Lótus primária do primeiro portão e Lótus oculta dos cinco portões). Como algumas dessas técnicas, tais como a capacidade de abrir os oito portões de chakra, podem representar um risco grave para seu corpo, ele só tem permissão para usá-las para proteger algo ou alguém querido para ele. Após lutar com Sasuke, o Sharingan copiou uma de suas técnicas que agora é compartilhada com Sasuke, a Rajada de Leões. Consiste em uma sequência de socos e chutes no ar e uma finalização levando o corpo do oponente para baixo instantaneamente com um chute e prensá-lo no chão, sendo uma habilidade do Taijutsu eficaz em vários casos e sem representar grandes riscos como a Lótus. Na versão japonesa do anime e do mangá ele sempre usa títulos honoríficos, como "san" e "kun". Na versão original do anime é dublado por Yōichi Masukawa e na brasileira por Thiago Keplmair.

#### Neji Hyuga
Neji Hyuga (日向 ネジ, Hyūga Neji) foi um membro do Time Guy e uma criança prodígio do clã Hyuga, e também o primo de Hinata. Neji era extremamente sério, introvertido, responsável e maduro para a sua idade, e tinha um grande controle sobre suas emoções sendo bastante frio e estrategista no campo de batalha. Apesar de seu talento natural, ele é impedido de aprender as técnicas mais secretas do clã por não ser de sua ramificação principal. No início da série, Neji deixa explicito seu ódio pela casa principal, por isso, ataca seus membros verbal ou fisicamente, sempre que tem oportunidade. Neste ponto da série, ele acredita em uma filosofia fatalista, na qual o destino de uma pessoa é inevitável e onde uma pessoa fraca será sempre fraca. No entanto, após ser derrotado por Naruto, um personagem que provou que seu "destino" estava errado ao se tornar mais forte, ele muda de pensamento. Ele abandona a ideia de um destino predeterminado e resolve ficar forte o suficiente para nunca mais perder uma batalha. Ele também tenta se reconciliar com os membros da casa principal, resultando em seu treinamento com o líder da casa principal, no final da Parte I. Neji carrega o título de prodígio do clã Hyuga por toda a série; quando aparece pela primeira vez, ele é altamente proficiente com o estilo de combate Punho Gentil. Tomando uma postura aparece um sistema dos 8 Trigramas no chão. Neji com seu Byakugan é capaz de ver as redes de chakra do inimigo, o Punho Gentil ou Punho Suave é uma técnica que consiste em aplicar golpes em todos os pontos de chakra, normalmente são 64 pontos de chakra, mas ele pode dobrar o número, ou até triplicá-lo, e prejudicando parcialmente ou totalmente o fluxo de chakra do oponente, inutilizando-o, atordoando-o e impedindo de usar algum jutsu já que não haverá chakra. A frase para este jutsu é: "8 Trigramas, sessenta e quatro golpes." É extremamente rápido e é a sua habilidade mais notável. Apesar de nunca o tê-lo treinado realmente, ele foi capaz de reproduzi-lo, assim como seus ataques mais poderosos, através de simples observação. Conforme a série progride, Neji refina essas habilidades tornando-as mais poderosas, seja aumentando a sua potência ou corrigindo uma falha inerente. Um exemplo é o seu Byakugan, uma técnica ocular que, por padrão dá ao proprietário um campo de visão perto de 360 graus dentro de um raio de 50 metros. Neji constantemente treina para superar um pequeno ponto cego e para aumentar o alcance do Byakugan. Ele é morto durante a Quarta Guerra Ninja por um golpe do Jubi ao se sacrificar para proteger Naruto e Hinata, mas ainda admite a Naruto que continua sendo o grande gênio de Konoha e também compreende de seu verdadeiro propósito antes de se juntar a seu pai no além. Na versão original do anime ele é dublado normalmente por Kōichi Tōchika e por Keiko Nemoto quando Neji aparece como criança. Na versão brasileira, é dublado por Michel Di Fiori.

#### Tenten
Tenten (テンテン) é a garota do Time Guy e anseia em provar que uma ninja pode ser tão habilidoso como um ninja. Tenten é retratada como uma personalidade curiosa, observadora, espirituosa, analítica, inteligente e perspicaz com um sonho pessoal de se tornar uma kunoichi lendária como Tsunade. Tenten é gentil e meiga com as pessoas, confortando seus amigos quando eles estão passando por um momento difícil. Tenten exibe uma aversão à fraqueza e pode ser bastante geniosa às vezes. Seguindo essa crença deixa de lado as inúmeras técnicas ninjas e utiliza somente armas ou ferramentas padrões de um ninja. Carrega consigo um misterioso pergaminho que do mesmo saem suas ferramentas garantindo habilidade e domínio em sua técnica. Tenten é uma ninja muito habilidosa, forte e corajosa capaz de fazer tudo com treino duro, Tenten aparece pouco nos primeiros 100 episódios de Naruto Classico mas a partir dai ela retorna e se torna uma personagem fantastica com bastantes fãs. Apesar de suas poucas aparições, o criador da série, Masashi Kishimoto, trabalhou seu design mais do que em qualquer um dos outros personagens femininos que ele criou; assim como Masashi Kisimoto diz que Tenten é uma das suas personagens favoritas e que era para Tenten ter ganho a luta do exame chunnin que nao iria ser contra Temari, iria ser contra Naruto e ela iria ganhar, mas Masashi Kishimoto decidiu fazer os 3 irmãos da Areia serem muito fortes adversários e assim chamar atenção de Sasuke, o que teria que fazer Tenten perder ; outra alternativa seria Tenten ser da equipe de Kakashi e Sakura do time Gai, mas achou que Tenten deveria ter uma personalidade mais forte para ser do time 7 e trazer um drama triste para o Anime. Masashi Kishimoto diz tambem que Tenten em nenhum momento do anime terá seu cabelo solto, se tiver nao ira passar de 10 segundos. A dubladora da personagem na versão original do anime é Yukari Tamura e na brasileira é Jussara Marques.

#### Might Guy
Might Guy (マイト・ガイ, Maito Gai) é o líder do Time Guy, e dedica a maior parte de seu tempo a apenas um de seus estudantes, Rock Lee. Guy é excêntrico e muitas vezes visto por outros personagens como sendo pateta. No entanto, ele é indiscutivelmente um dos personagens mais fortes da série e um dos melhores shinobi. Por conta de sua dedicação a ele, Lee inspirou-se na imagem de seu mestre, imitando o macacão verde de Guy e seu corte de cabelo tigela. Lee também adotou muitos dos maneirismos de Guy, incluindo sua filosofia "Minhas Regras", que envolve a definição de rígidas punições auto-impostas, pois na concepção dele, isso vai torná-lo mais forte. O criador da série, Masashi Kishimoto, compara a personalidade apaixonada de Guy ao de um professor de educação física que teve na escola, mas afirma que o professor não serviu de modelo para o personagem. Em batalha, ele se especializou em ataques físicos, que ele constantemente tenta ensinar a Lee. Enquanto seu aluno é forçado a se concentrar em ataques físicos, devido à sua incapacidade em usar outros tipos de técnicas, ele escolheu deliberadamente não usar outras técnicas que não fossem ataques físicos. Quando não está ensinando Lee uma nova habilidade, Guy, geralmente, se encontra competindo com seu auto-proclamado rival, Kakashi Hatake. Ao longo da série, Kakashi nunca demonstrou interesse algum nessa rivalidade, o que só mais motivava Guy em derrotar Kakashi e sua "frieza". O dublador do personagem na versão original do anime é Masashi Ebara e na brasileira é Afonso Amajones.

### Irmãos da Areia
Os Irmãos da Areia (砂の三姉弟, Suna no Sankyōdai) são ninjas da vila de Sunagakure e filhos do Quarto Kazekage, o antigo líder da vila. Eles vêm para Konohagakure para participar dos exames Chunin bianuais e servem como antagonistas na subsequente invasão de Konohagakure. Por causa de suas interações com Naruto Uzumaki, e descobrindo que seu pai foi assassinado por seu suposto aliado Orochimaru, os Irmãos da Areia retornam como aliados de Konohagakure, ajudando o grupo de Naruto em suas tentativas de resgatar Sasuke Uchiha das forças de Orochimaru. Kishimoto mudou seus trajes para o retorno devido à dificuldade em desenhar seus trajes originais, bem como para simbolizar sua nova amizade com Konohagakure. Na Parte II, Gaara se torna o Kazekage com seus irmãos mais velhos servindo sob ele como guarda-costas durante a Reunião dos Kage no País do Ferro.

#### Baki
Baki é o instrutor dos Irmãos da Areia e membro do conselho consultivo de Sunagakure. Ele matou Gekko Hayate durante a Invasão em Konoha.

#### Gaara
Gaara (我愛羅) é o mais novo dos três irmãos. Ele foi criado por Kishimoto para se contrapor a Naruto Uzumaki, com uma história semelhante, mas uma personalidade altamente divergente. Antes mesmo de Gaara nascer, seu pai tinha o propósito de fazê-lo uma poderosa e perigosa arma de terror selando nele a besta de uma cauda Shukaku. Semelhante a Naruto, Gaara foi atormentado e rejeitado por seus companheiros aldeões por ser o hospedeiro de uma besta de cauda. Depois de uma de suas relativas poucas permanências tentaram matá-lo. Gaara desenvolveu uma personalidade sádica e retraído, matando outros para afirmar o valor de sua existência. Sua batalha com Naruto mudou essa mentalidade; como resultado, ele se tornou de boa vontade para ajudar os outros e não ser mais considerado uma arma de terror como novo propósito da sua existência. E se tornou e foi bem sucedido como Kazekage. No Brasil, Gaara é dublado por Yuri Chesman. A dublagem japonesa de Gaara é de Akira Ishida.

#### Kankuro
Kankurō (カンクロウ?) é o mais velho dos três irmãos. Na primeira metade da série, ele frequentemente está em desacordo com Gaara, mas ele temendo o irmão tende a se manter quieto, por medo de ser morto. Dublado no Japão por Kouyori Katase e no Brasil por Eduardo Serandini. Na Parte II, uma vez Gaara começa a revelar seus sonhos e motivações para Kankuro, Kankuro se torna muito protetor de Gaara. Ele se opõe a qualquer um que fala mal de Gaara e quando Gaara é sequestrado, arrisca-se prontamente sua vida para salvá-lo. Kankuro é talentoso no jutsu na técnica de marionetes e tem três bonecos em seu arsenal: Karasu (烏? lit. "Corvo"), Kuroari (黒 蟻? iluminado. "Black Ant"), e Sanshōuo (山椒 魚? lit. "Salamandra"). Crow é usado para fins ofensivos, Black Ant elabora armadilhas no corpo de seus adversários para torná-los alvos mais fáceis e Salamander trabalha na guarda de Kankuro e seus aliados. As marionetes são todas destruídas por seu criador original, Sasori, na Parte II. Kankuro é visto mais tarde usando o corpo de Sasori, que é uma marionete humana, como seu fantoche novo.

#### Temari
Temari (テマリ) é a segunda mais velha dos três. Ao contrário de seus irmãos que gostam de combate, Temari valoriza a paz, podem pode demonstrar às vezes certas atitudes arrogantes, orgulhosas e crueis como durante suas lutas contra Ten Ten e ao assistir a luta de Gaara contra Rock Lee, inclusive questionando o motivo pelo qual a Vila da Areia deve ir a guerra contra a Vila da Folha. Temari é descrita como uma pessoa prudente, estoica, contundente e sincera. Sua arma de combate é um leque gigante com que domina o vento contendo as três luas que liberadas variam seus poderes e técnicas. Ela meio que as vezes confunde as coisas, mesmo quando está com Shikamaru, na novel. Eles depois se casam e tiveram um filho, Shikadai. Na dublagem em japônes ela é dublada por Romi Paku e na brasileira ela é dublada por Priscila Concépcion.

### Time Moegi
Time Moegi (モエギ班, Moegi-Han) é um grupo de ninjas de Konohagakure liderado por Moegi Kazamatsuri que aparece em Boruto: Naruto Next Generations. Os três membros são a mais nova geração do Ino-Shika-Cho, uma equipe geracional que abrange membros dos clãs Akimichi, Nara e Yamanaka.

#### Shikadai Nara
Shikadai Nara (奈良 シカダイ, Nara Shikadai) é o filho de Shikamaru Nara e Temari, e o melhor amigo de Boruto, que frequenta a academia ninja de Konoha. Ele herda a personalidade descontraída e sem entusiasmo de seu pai e o estilo de luta através da Técnica de Imitação das Sombras, enquanto é franco como sua mãe. Durante os eventos de Boruto: Naruto the Movie, Shikadai enfrenta Boruto nas finais do Exame Chunin e é considerado o vencedor por padrão porque Boruto foi descoberto por ter trapaceado durante a partida. Shikadai é dublado por Kenshō Ono em japonês e por Diego Marques na dublagem brasileira.

#### Chocho Akimichi
Chocho Akimichi (秋道 チョウチョウ, Akimichi Chōchō) é filha de Choji Akimichi e Karui que frequenta a academia ninja de Konoha. Como seu pai, herdando o estilo de luta do clã Akimichi, ela nunca recusa um convite quando se trata de comida e é bastante confiante e segura de si mesma, uma característica que talvez tenha herdado de sua mãe. Ela também é uma romântica de coração, deliciando-se com uma boa história de amor e esperando encontrar um grande amor de sua vida algum dia. Apesar de sua natureza bastante excêntrica, Chōchō também é uma pessoa muito meiga e gentil. Mas durante os eventos de Naruto: The Seventh Hokage and the Scarlet Spring, Chocho se torna consciente de seu peso enquanto começa a pensar que ela pode ser uma criança adotada. Chocho acompanha sua amiga Sarada em busca de seu pai, Sasuke, acreditando que a viagem seja em busca de seu "verdadeiro" pai. Ao testemunhar a figura esbelta de seu pai, ela fica ansiosa para aprender a técnica. Chocho é dublado por Ryoko Shiraishi em japonês e por Bianca Alencar na dublagem brasileira.

#### Inojin Yamanaka
Inojin Yamanaka (山中 いのじん, Yamanaka Inojin) é o filho de Sai e Ino Yamanaka que frequenta a academia ninja de Konoha. Inojin aparenta ser muito obediente, razoável e motivado da nova geração do trio Ino–Shika–Chō. Ao mesmo tempo, ele pode ser muito frio e indiferente com pessoas, situações e sentimentos daqueles envolvidos, até o ponto de ser condescendente. Devido à sua natureza, Inojin é um indivíduo muito atento com notáveis poderes de observação, porém as vezes pode ter a língua afiada. Inojin usa a técnica Super Beast Scroll, seguindo seu pai, mas também está sendo treinado para usar as técnicas de alteração da mente de seu clã por sua mãe. Inojin é dublado por Atsushi Abe em japonês e por Vitor Mello na dublagem em português.

#### Moegi Kazamatsuri
Moegi Kazamatsuri (風祭モエギ) é uma membra do Time Ebisu, composto por ela, Konohamaru Sarutobi e Udon Ise, com quem ela forma o "Esquadrão Ninja Konohamaru". A equipe ainda é formada por alunos da academia na Parte 1, mas se formou em genin na Parte 2. Na série de mangá Boruto: Naruto Next Generation, a agora adulta Moegi foi promovida a jonin e está liderando Shikadai, Chocho e Inojin como parte da equipe dela. Assim como Hashirama e Yamato, Moegi possui a habilidade de usar o Jutsu Estilo Madeira. Ela é dublada por Noriko Shitaya no anime japonês e Flora Paulita na adaptação em português.

## Taka
Taka (鷹) originalmente chamado de "Hebi" (蛇), é um grupo que foi criado por Sasuke Uchiha que libertou os prisioneiros de Orochimaru após Sasuke o matar. Depois de liberado, Sasuke buscou Suigetsu para que este lhe ajudasse em sua missão e logo depois libertou Karin para ir junto com ele e Suigetsu, e por último libertou o Juugo, depois o Time Hebi foi formado. A missão deles era matar Itachi Uchiha, após cumprir essa missão, e descobrir a verdade sobre Itachi, Sasuke muda o nome pra Taka e fala que a única missão do Taka era Destruir Konoha.
| Nome            | Data de Nascimento      | Idade      | Status |
| --------------- | ----------------------- | ---------- | ------ |
| Suigetsu Hōzuki | 18 de Fevereiro (18/02) | 32~33 anos | Vivo   |
| Karin Uzumaki   | 20 de Junho (20/06)     | 32~33 anos | Viva   |
| Juugo           | 1 de Outubro (01/10)    | 34~35 anos | Vivo   |
| Sasuke Uchiha   | 23 de Julho (23/07)     | 32~33 anos | Vivo   |

### Suigetsu Hōzuki
| Sinopse |
| --- |
| Suigetsu Hōzuki (z 灯 水月, Hōzuki Suigetsu) é o primeiro membro a se unir. Originalmente de Kirigakure, seu objetivo é reivindicar todas as espadas empunhadas pelos Sete Espadachins da Névoa, e dali reformar a organização em memória de seu falecido irmão Mangetsu, que também era membro. Embora seu sonho tenha sido inicialmente interrompido por Orochimaru, depois que Sasuke o libertou, ele conseguiu reivindicar a espada de Zabuza, mas a perdeu enquanto lutava contra os Kage. Suigetsu tende a ter uma personalidade sádica, constantemente fascinante sobre cortar as coisas e, consequentemente, irritar Karin, mas se vê normal em comparação com a maioria das outras pessoas. Seu clã tem a capacidade de transformar qualquer parte do corpo em água, mas deve permanecer hidratado para fazê-lo. Suigetsu é dublado por Takashi Kondo em japonês e Grant George na dublagem em inglês. |

### Karin Uzumaki
| Sinopse |
| --- |
| Karin (香 燐) é o segundo membro de Taka e um membro do clã Uzumaki ao qual Naruto pertence. Ela era originalmente de Kusagakure e mais tarde outra vila sem nome, mas depois que a última foi destruída, ela foi levada por Orochimaru, tornando-se uma serva leal a ele. Depois de encontrar brevemente Sasuke durante os exames de Chunin, ela se viciou nele e decidiu se juntar a Taka para ficar ao seu lado. Karin foi gravemente ferido por Sasuke durante sua batalha contra Danzo, e depois que ele a deixou para trás, Karin foi preso por Kakashi, por sua vez, encontrando Naruto pela primeira vez. Mais tarde, ela se encontrou com Sasuke para confrontá-lo, mas em vez disso o perdoou imediatamente. Algum tempo depois, ela saiu de Sasuke por querer que ele fosse feliz e ajudou a libertar a filha de Sasuke e Sakura, Sarada. Karin é um tipo de sensor, capaz de sentir o chakra de outras pessoas e sentir a aura de uma pessoa dessa maneira, como ver o chakra de Naruto como "brilhante e quente". Ela também pode curar as pessoas se elas a morderem, o que as leva a absorver o chakra, deixando marcas permanentes por todo o corpo, mas devido aos riscos envolvidos, ela só pode usá-lo uma vez por dia. Em japonês, Karin é dublada por Kanako Tōjō até o episódio 485, quando Toa Yukinari assume. Em inglês, ela é dublada por Ali Hillis. |

### Juugo
| Sinopse |
| --- |
| Juugo (重 吾, Jūgo) é o terceiro membro do Taka. Seu clã tem a capacidade de usar senjutsu, mas devido à grande quantidade de energia natural que eles absorvem, eles são propensos a ataques de extrema violência, com efeitos colaterais adicionais, pois eles podem reverter para uma forma infantil se a usarem da maneira errada. Por isso, na infância, Jugo era um pária, acabando encontrando consolo em Kimimaro, a quem via como um irmão mais velho. Depois de conhecer Sasuke, ele tentou se recusar a fazer parte de Taka e usou suas habilidades, mas Sasuke conseguiu acalmá-lo. Como Kimimaro era a única outra pessoa que poderia fazer isso, Jugo decidiu seguir Sasuke na crença de que ele era a reencarnação de Kimimaro. Jugo é dublado por Shuhei Sakaguchi em japonês e Travis Willingham na dublagem em inglês. |

| Topo da Página |
| -------------- |

## Aldeia do Som
A Vila Oculta do Som (音隠れの里, Otogakure no Sato) é uma vila fundada por Orochimaru com o objetivo de coletar ninjas para suas experiências para aprender todos os jutsus do mundo. Essa vila não é unida, mas sim composta por várias bases e esconderijos localizados dentro e fora do País dos Campos de Arroz. A Aldeia do Som descobriu que o único jeito de unir a aldeia é trazer um membro do Clã Uchiha para se juntar a Aldeia do Som, mas o Itachi Uchiha interrompeu os planos da Aldeia do Som porque matou todos os membros do Clã Uchiha, com a exceção de Sasuke Uchiha. A Aldeia do Som tentou outras maneiras de se unir, mas tudo acabou em vão e continuou tentando até encontrar Sasuke Uchiha pela primeira vez junto com Naruto Uzumaki e Sakura Haruno, mas já conhecia Kakashi antes.
| Nome           | Data de Nascimento      | Idade      | Status   |
| -------------- | ----------------------- | ---------- | -------- |
| Orochimaru     | 27 de Outubro (27/10)   | 69~70 anos | Revivido |
| Kabuto Yakushi | 29 de Fevereiro (29/02) | 46~47 anos | Vivo     |

### Orochimaru
| Sinopse |
| --- |
| Orochimaru (大蛇丸) é um criminoso que um dia já fez parte da Vila Oculta da Folha. Para enfatizar seu papel como vilão, Kishimoto trabalhou para fazê-lo parecer "pálido e doentio", pois ele achava que isso ajudaria a distinguir os vilões dos protagonistas. Na série, ele é um antigo ninja da Vila da Folha e também um ex-aluno do terceiro Hokage. Durante a época em que viveu na vila, destacou-se como um dos mais fortes ninjas ao lado de seus companheiros de equipe, Jiraiya e Tsunade. Seu desejo de se tornar imortal faz com que ele conduza experimentos nos outros ninjas de sua vila e mais tarde fuja da aldeia e se junte à organização criminosa conhecida como Akatsuki. Após atacar seu companheiro Itachi Uchiha, que o derrota, ele deixa Akatsuki e cria sua própria aldeia ninja, a Vila Oculta do Som, na esperança de destruir a sua antiga aldeia. Sua técnica de imortalidade envolve a transferência de sua consciência para diferentes corpos e seu desejo de conseguir um novo hospedeiro, que ele prefere que seja Sasuke, é uma de suas motivações durante toda a série. Por conta de seus diferentes hospedeiros e os disfarces que ele assume, diversos dubladores foram utilizados; o dublador que mais vezes atua como o personagem na versão original do anime é Kujira e na versão brasileira seu dublador é Renato Soares. |

### Kabuto Yakushi
| Sinopse |
| --- |
| Kabuto Yakushi (薬師 カブト, Yakushi Kabuto) é o leal espião e braço direito de Orochimaru, inicialmente introduzido como um experiente genin da Vila da Folha que auxilia o Time 7 durante o Exame Chunnin. Quando criança, ele foi achado num campo de batalha por uma freira da Vila da Folha que o criou como seu filho e depois o entregou aos cuidados de Orochimaru após ter sido recrutado como um espião para a vila, que mais tarde tentaria matá-lo para evitar que ele revelasse todas as informações que aprendeu. Kabuto então começou a agir como um espião para vários países e organizações, incluindo a criminosa Akatsuki. Kabuto usa suas inúmeras afiliações anteriores para reunir informações em favor de seu mestre; por exemplo, ele participou do Exame Chunnin como um cidadão da Vila da Folha para juntar informações dos outros participantes. Kabuto é altamente competente com técnicas medicinais, se comparando à Tsunade: ele pode se regenerar de machucados ao reativar células mortas para fazer novas crescerem e formar um bisturi com seu chakra para aplicar golpes cirúrgicos em seu oponente graças ao seu conhecimento da anatomia humana. Na Parte II, após a derrota de Orochimaru, Kabuto injeta os restos de seu mestre em seu corpo para se tornar forte o suficiente a ponto de nunca mais ter de servir alguém. O DNA de Orochimaru gradualmente começa a tomar conta de seu corpo, mas o desejo de Kabuto em matar Sasuke o mantinha sob controle. Mais tarde ele resolve seus problemas com Naruto, uma vez que aprendeu a controlar os restos de Orochimaru. Após dominar o jutsu de invocação de almas dos mortos, Kabuto chantageia Tobi e forma com ele uma aliança sobre a promesa ter a posse de Sasuke assim que eles vencessem a guerra contra a Aliança Shinobi. Contudo, durante a guerra Kabuto perde o controle sobre Itachi Uchiha e é derrotado por ele, ao lado de Sasuke. O dublador do personagem na versão original do anime é Nobutoshi Canna e na versão brasileira é Gilson Ajala e Silas Borges. |

| Topo da Página |
| -------------- |

## Quarteto do Som
O Quarteto do Som (音隠れの忍四人衆, Otogakure no Shinobi Yonin Shū, lit. "Os Quatro Shinobi da Vila do Som") são os guarda-costas mais fortes de Orochimaru. Eles são introduzidos durante a invasão de Orochimaru à Vila da Folha, mas não ganham importância na história até Sasuke tentar deixar a vila para se juntar a Orochimaru. O Quarto do Som recebe a missão de proteger o garoto, e apesar de todos serem derrotados por ninjas das Vilas da Folha e da Areia, Sasuke consegue escapar. O grupo originalmente se chamava Quinteto do Som, já que os quatro membros foram forçados a aceitar Kimimaro (君麻呂) como seu líder após perderem para ele em batalha. No entanto, Kimimaro desenvolveu uma doença misteriosa e foi obrigado a se retirar momentaneamente, fazendo com que o grupo se tornasse o Quarteto do Som. Como um grupo, eles se especializaram na criação de barreiras, paredes defensivas e técnicas de selamento, além de possuírem suas próprias habilidades. O grupo é composto por Jirōbō, Kidōmaru, Sakon, Ukon, Tayuya e Kimimaro.
| Nome         | Data de Nascimento      | Idade              | Status |
| ------------ | ----------------------- | ------------------ | ------ |
| Jirōbō       | 26 de Junho (26/06)     | Morreu com 14 anos | Morto  |
| Kidōmaru     | 16 de Dezembro (16/12)  | Morreu com 14 anos | Morto  |
| Sakon e Ukon | 20 de Junho (20/06)     | Morreu com 14 anos | Morto  |
| Tayuya       | 15 de Fevereiro (15/02) | Morreu com 14 anos | Morta  |
| Kimimaro     | 15 de Junho (15/06)     | Morreu com 15 anos | Morto  |

### Jirōbō
| Sinopse |
| --- |
| Jirobo (次郎坊, Jirōbō) É um homem grande especializado em combates corpo-a-corpo que pode absorver o chakra do inimigo. Ele é dublado por Kenta Miyake no anime japonês, enquanto seu dublador inglês é Michael Sorich. |

### Kidōmaru
| Sinopse |
| --- |
| Kidomaru (鬼童丸, Kidōmaru), um ninja de seis braços que consegue produzir teias de aranha para lutar e é especialista em combates à longa distância, |

### Sakon e Ukon
| Sinopse |
| --- |
| Sakon (左近) e Ukon (右近), os mais fortes do Quarteto do Som, dois irmãos gêmeos que podem combinar seus corpos, |

### Tayuya
| Sinopse |
| --- |
| Tayuya (多由也), a única kunoichi de seu grupo, ela usa sua flauta para controlar demônios que ela mesma invoca e criar ilusões. |

### Kimimaro Kaguya
| Sinopse |
| --- |
| Kimimaro (君 麻 呂), o último do Clã Kaguya que tem a habilidade Kekkei Genkai de seus parentes em manipular sua estrutura óssea, chamada Shikotsumyaku, tornou-se o líder depois que ele derrotou o grupo inteiro em batalha. Ele é dublado por Toshiyuki Morikawa no anime japonês, com Makoto Tsumura dublando-o quando criança. Seu dublador inglês é Keith Silverstein, com Kari Wahlgren dublando-o quando criança. Todos os cinco possuem o selo amaldiçoado de Orochimaru, que aumenta seus poderes quando ativado. Kimimaro é revivido por Kabuto durante a guerra contra a Aliança Shinobi, e este também usa o DNA dos outros quatro membros para ter suas habilidades. |

| Topo da Página |
| -------------- |

## Akatsuki
Akatsuki (暁, lit. "Amanhecer" ou "Aurora") é uma organização formada por ninjas criminosos que são os principais antagonistas de Naruto. Liderados por Tobi, que age através de Pain que se passa pelo líder, o objetivo da Akatsuki é dominar o mundo usando o poder das nove Bijuu. Os membros da Akatsuki são ninjas que abandonaram sua vilas e são considerados por seus antigos lares como criminosos de classe S, os ninjas mais poderosos e procurados do mundo de Naruto. Até certo período, a Akatsuki é composta por oito membros, que agem em equipes de dois homens. Todos eles usam trajes similares, um comprido manto preto com nuvens vermelhas e colares. Fora a tentativa de Itachi Uchiha e Kisame Hoshigaki em capturar Kurama (a raposa de nove caudas seladas dentro da Naruto) a Akatsuki não aparece muito na Parte I. Na Parte II, eles estão mais presentes, capturando Gaara e extraindo o tanuki de uma cauda, Shukaku, de seu corpo, bem como na procura pelas Bijuu restantes. Kishimoto chamou os membros da Akatsuki de anti-heróis, pois ele desejava expandir as suas histórias mais do que as dos protagonistas, o que contrastaria com os outros tipos de vilões.
| Nome                     | Data de Nascimento      | Idade                             | Status                        |
| ------------------------ | ----------------------- | --------------------------------- | ----------------------------- |
| Madara Uchiha            | 24 de Dezembro (24/12)  | Morreu depois de centenas de anos | Morto                         |
| Tobi (Obito Uchiha)      | 10 de Fevereiro (10/02) | Morreu com 30 anos.               | Morto                         |
| Pain (Yahiko)            | 20 de Fevereiro (20/02) | Morreu com 30 anos                | Morto                         |
| Nagato Uzumaki           | 19 de Setembro (19/09)  | Morreu com 35 anos                | Morto                         |
| Konan                    | 26 de Fevereiro (26/02) | Morreu com 35 anos                | Morta                         |
| Zetsu                    | Não existe              | Não existe                        | Metade Selada e Metade Morta. |
| Deidara Tsukuri          | 5 de Maio (05/05)       | Morreu com 19 anos                | Morto                         |
| Sasori da Areia Vermelha | 8 de Novembro (08/11)   | Morreu com 35 anos                | Morto                         |
| Itachi Uchiha            | 9 de Junho (09/06)      | Morreu com 21 anos                | Morto                         |
| Kisame Hoshigaki         | 18 de Março (18/03)     | Morreu com 32 anos                | Morto                         |
| Kakuzu                   | 15 de Agosto (15/08)    | Morreu com 91 anos                | Morto                         |
| Hidan                    | 2 de Abril (02/04)      | 22 anos                           | Desmembrado e Enterrado Vivo  |

### Madara Uchiha
| Sinopse |
| --- |
| Madara Uchiha (うちは マダラ, Uchiha Madara) é um dos fundadores da Vila da Folha e o líder do clã Uchiha. Apos uma luta contra Tobirama Senju, seu irmão mais novo se sacrifica e da seu olhos para Madara com o objetivo de proteger os Uchiha, obtendo assim o Eien Mangekyo Sharingan para continuar lutando contra os clãs rivais. No entanto, a fundação da aldeia pelos Uchihas e Senjus para acabar com a guerra faz Madara deixar a aldeia e tentar matar o líder dos Senjus, o primeiro Hokage Hashirama Senju, controlando a poderosa raposa de nove caudas, Kurama. Foi alegado que Madara teria morrido pouco depois de sua derrota, porém mais tarde é revelado que ele sobreviveu, tendo tomado uma amostra de sangue de Hashirama e usado em si mesmo para aumentar seu poder para iniciar seu plano "Olho da Lua". Durante a maior parte da série Naruto, Obito usa o nome de Madara até Kabuto Yakushi encontrar o verdadeiro Madara e reanimá-lo para lutar contra a Aliança Shinobi. |

### Tobi
| Sinopse |
| --- |
| Tobi (トビ), cujo verdadeiro nome é Obito Uchiha (うちはオビト, Uchiha Obito), é o líder da Akatsuki que inicialmente age como um membro qualquer do grupo. Ele aparece pela primeira vez como uma pessoa descontraída e brincalhona cujas ações muitas vezes resultam em ser atacado por seu parceiro, Deidara. Após Deidara se suicidar em uma tentativa de matar Sasuke Uchiha, Tobi começa a ter um interesse especial no desenvolvimento de Sasuke que tenta matar seu irmão, Itachi Uchiha. Ele então revela a verdade por trás da vida secreta de Itachi, para poder ter Sasuke ao seu lado na tentativa de destruir a Vila da Folha. Ele finge ser Madara Uchiha, o líder do clã Uchiha, e passa a demonstrar uma personalidade mais séria. Tobi usa o Sharingan de seu olho direito para realizar uma técnica de espaço-tempo que lhe permite ir para uma outra dimensão para tornar seu corpo intangível, bem como para se teletransportar por grandes distâncias. Ele foi o responsável pela libertação de Kurama, a raposa de nove caudas, de sua antiga hospedeira, Kushina Uzumaki, que atacou a Vila da Folha antes do início da série, resultando no sacrifício do Quarto Hokage, Minato Namikaze, que selou Kurama em seu filho Naruto. Após a morte de Pain, ele revela aos cinco Kage o plano Olho da Lua, em que ele planeja recriar o Dez Caudas usando as nove Bijuu, se tornando seu hospedeiro e utilizando seu poder para criar uma eterna ilusão chamada de Tsukyominy Infinito, onde cade pessoa teria o seu próprio mundo de paz na terra, pois o mesmo acreditava que o mundo era um inferno que nunca encontraria a paz. Depois que os Kage se recusam a se render, Tobi declara a Quarta Grande Guerra Ninja. Kabuto Yakushi obriga-o a formar uma aliança relutante, ao mostrar que tem a posse do cadáver do verdadeiro Madara, o que o desmentiria. Tobi recupera o Rinnegan de Nagato e o usa para substituir o Sharingan de seu olho esquerdo. Ele revive os corpos dos Jinchuriki capturados para ter o poder das bijuu. Durante a guerra, Madara é revivido e então é revelado que Tobi é um impostor; enquanto luta contra Naruto, é revelado que ele é Obito Uchiha, um colega de equipe de Kakashi Hatake que lhe deu o Sharingan antes de sua suposta morte durante a Terceira Guerra Ninja. Na guerra, é revelado que sua personalidade brincalhona é na verdade Zetsu GuruGuru. Tobi era o membro da Akatsuki preferido de Kishimoto na hora de se desenhar, devido a sua simples máscara. Na versão original do anime ele é dublado por Sousuke Komori, enquanto Obito, e por Wataru Takagi, quando está disfarçado de Tobi. Dublado na versão brasileira por Diego Lima. |

### Pain
| Sinopse |
| --- |

Os Seis Caminhos da Dor, da esquerda para direita: Animal, Naraka, Asura, Deva, Humano, Preta.

| Pain (ペイン, Pein) também chamado de Nagato (長門) usa o corpo morto de Yahiko (弥彦) para fingir ser o líder da Akatsuki para que Tobi possa comandar secretamente a organização. É o parceiro de Konan e o membro principal na cerimônia de selamento de Bijuus graças a sua habilidade de manipular almas. O primeiro Pain a aparecer na série é, na verdade, Deva Pain, um dos seis diferentes corpos conhecidos coletivamente como Os Seis Caminhos da Dor (ペイン六道, Pein Rokudō). Controlados por uma única pessoa, cada um dos seis corpos foram individualmente nomeados a partir dos seis caminhos budistas da reencarnação. Todos, exceto um dos corpos tem o cabelo laranja e um número de piercings que, do ponto de vista do design, segundo Kishimoto, dão a Pain uma aparência "mais perigosa" e relacionam a dor de colocá-los com o nome do personagem. Cada um deles também possuem o Rinnegan (輪廻眼, lit. "Olho de Saṃsāra"), uma técnica ocular única possuída pelo Sábio dos Seis Caminhos. Os seis Caminhos usam o Rinnegan para compartilharem informações visuais e planejarem seus ataques. É revelado que os Caminhos da Dor são corpos de pessoas mortas controladas por Nagato (長門) que, assim como Konan, era um órfão da Vila da Chuva treinado por Jiraiya, e companheiro de Yahiko (弥彦), antes dele se tornar o Deva Pain. Nagato desejava trazer a paz para o mundo e criou a Akatsuki para lutar contra o opressivo líder de sua vila, Hanzo. Após anos da morte de Yahiko causado por Hanzo, Nagato chegou à conclusão de que a paz só poderia ser alcançada se ensinasse ao mundo a dor causada pela guerra. Para isso, ele adotou o nome "Pain" e matou Hanzo, tornando-se um "deus" aos olhos dos cidadãos da Vila da Chuva. Todos os seis corpos de Pain são eventualmente derrotados por Naruto, que é capaz de renovar a fé de Nagato em seu antigo mestre e na possibilidade de paz, levando Nagato a sacrificar sua vida para reviver as pessoas que ele matou na Vila da Folha. Nagato é posteriormente ressuscitado por Kabuto e enviado juntamente com Itachi para a lutar com Naruto e Killer Bee, mas após Itachi escapar do controle de Kabuto ele é selado por Itachi. Na versão original do anime todos os Pain com exceção de seu corpo feminino são dublados por Ken'yū Horiuchi, enquanto o dublador de Nagato é Junpei Morita. Na versão brasileira ele é dublado por Wendel Bezerra. |

### Konan
| Sinopse |
| --- |
| Konan (小南) é a única kunoichi da Akatsuki. Como tal, Kishimoto originalmente queria que ela tivesse uma aparência obscena mostrando mais de seu busto. Sendo uma companheira de Nagato, ela também foi uma aluna de Jiraiya depois de ter virado órfã quando criança por conta de uma de muitas guerras de sua vila e foi forçada a cuidar de si mesma. Por ela ajudar Pain, ela é conhecida na vila como o "anjo de Deus". treinada por Jiraiya, aprendeu a tirar vantagem de seu talento natural com origami, usando-a como um componente chave no seu estilo de batalha. Konan pode dividir seu corpo em incontáveis folhas de papel que ela controla e remodela remotamente para explorar a área ou em forma de armas para atacar ou ainda criando asas que espelham seu título. No entanto, as habilidades de Konan ficam limitadas quando o papel está molhado; pois o papel vai se retorcer e perder sua rigidez, porém ela é capaz de usar essa fraqueza a seu favor colocando tarjas explosivas em seu clones de papel. Após a morte de Nagato, ela revoga sua posição na Akatsuki e deixa a organização. Mais tarde, ela é confrontada por Tobi que quer saber a localização dos olhos com Rinnegan de Nagato. Ela luta com ele, mas é morta depois de ser forçada a revelar o lugar de descanso de seu companheiro. A dubladora da personagem na versão original do anime é Atsuko Tanaka. |

### Zetsu
| Sinopse |
| --- |
| Zetsu (ゼツ) é o único membro da Akatsuki que normalmente age sem um parceiro. Isto é em parte por conta de sua habilidade de se fundir com qualquer objeto e rapidamente viajar para um local diferente, algo que apenas poucos outros ninjas são capazes de fazer. Devido a isso ele tem várias funções dentro da organização, uma delas é agir como um espião que observa e relata as batalhas de interesse. Ele é canibal, e muitas vezes é enviado para eliminar os corpos que a Akatsuki não quer que sejam encontrados. Seu corpo é divido em duas cores, o seu lado direito é preto e o esquerdo é branco. Da mesma forma, os dois lados têm suas próprias personalidades e bases de conhecimento, muitas vezes levando a discussões entre os dois. Se necessário, as duas metades pode se separaram e agir de forma independente, com a parte branca (chamada Guruguru グルグル) sendo capaz de criar clones perfeitos de si mesmo ou de quem ela toca e usá-los para atacar os adversários. Usando o DNA do Primeiro Hokage e o chakra das Bijuu, Tobi criou vários clones da metade branca de Zetsu para usar como soldados na Quarta Guerra Ninja. Kishimoto originalmente planejou a Akatsuki como um grupo de indivíduos com características quase não-humanas, e por isso ele decidiu fazer Zetsu metade preto e metade branco para enfatizar sua dupla personalidade. No final do Shippuden, é revelado que a metade preta do zetsu foi criado por kaguya, ele manipulou todos os vilões inclusive Madara e Obito para libertar sua mãe. Na versão original do anime ele é dublado por Nobuo Tobita. Dublado na versão brasileira por Márcio Marconatto. |

### Deidara Tsukuri
| Sinopse |
| --- |
| Deidara (デイダラ) é um antigo ninja da Vila Oculta da Pedra. Ele era também um terrorista de aluguel antes de Itachi Uchiha o forçá-lo a se juntar a Akatsuki. Embora ele tenha aceitado fazer parte da organização, ele mantém um rancor contra Itachi Uchiha e todos ao longo da série, pois ele sente que seus olhos com Sharingan menosprezam suas habilidades. Ao entrar para a Akatsuki, ele se torna parceiro de Sasori, que é substituído por Tobi após sua morte. Embora ele agredisse Tobi quando ficava bravo com ele, Deidara torna-se mais como um professor para Tobi, e adota um cuidado genuíno para o seu bem-estar. Cada uma das mãos de Deidara tem bocas que, através da infusão de argila ou outros minerais de granulação fina combinados a seu chakra, criam "esculturas" que na verdade são bombas que explodem com intensidades variadas. Suas bombas podem tomar qualquer forma que ele escolher, e do momento de sua criação até sua detonação, ele pode torná-las objetos animados e controlá-las remotamente. Sasuke Uchiha, irmão mais novo de Itachi, é capaz de anular sistematicamente suas bombas em combate, e assim Deidara se transforma em uma bomba humana para tentar matar Sasuke e para provar a supremacia de sua arte, mas falha. Mais tarde ele é ressuscitado por Kabuto. Na versão original do anime ele é dublado por Katsuhiko Kawamoto e seu dublador na versão brasileira é Igor Lott. |

### Sasori
| Sinopse |
| --- |
| Sasori (サソリ) é um antigo ninja da Vila Oculta da Areia que possui o apelido de "Sasori da Areia Vermelha" (赤砂のサソリ, Akasuna no Sasori). Seus pais foram mortos por Sakumo Hatake, o pai de Kakashi, deixando ele sobre os cuidados de sua avó Chiyo. Ela o ensinou a arte de controlar marionetes através de fios infudidos com chakra e ele a aprofundou para atender suas necessidades. Sem amor de seus pais, Sasori deixou sua vila quando ficou mais velho e se juntou à Akatsuki, onde ele inicialmente era parceiro de Orochimaru. Após a saída de Orochimaru, Sasori adquire um novo parceiro, Deidara, que o admira profundamente por causa de suas habilidades artísticas. Com o passar dos anos, Sasori desenvolveu a habilidade de converter cadáveres humanos em marionetes, tendo acesso aos poderes que eles possuiam quando estavam vivos. Por fim, Sasori transformou seu próprio corpo em uma marionete, se tornando imortal e tendo poder suficiente para controlar centenas de marionetes simultaneamente. Enquanto lutava contra Sakura e Chiyo, as duas conseguem destruir seu coração, a única parte de seu corpo que ainda era humana, provocando sua morte. Antes de morrer, Sasori, como prêmio por tê-lo vencido, conta à Sakura sobre seu futuro encontro com um servo de Orochimaru que previamente trabalhou como seu espião. Sasori mais tarde é revivido como um humano completo por Kabuto para participar da Quarta Grande Guerra Ninja. Ele, ao lado de Deidara, enfrenta Sai e Kankuro, mas é derrotado e libertado do jutsu de Kabuto. Na versão original do anime, Sasori é dublado por Akiko Yajima quando criança e por Takahiro Sakurai quando adulto. Seu boneco Hiruko é dublado por Yutaka Aoyama. Dublado na versão brasileira como Gilberto Baroli e Marcelo Campos. |

### Itachi Uchiha
| Sinopse |
| --- |
| Itachi Uchiha (うちは イタチ, Uchiha Itachi) é um antigo ninja da Vila da Folha e parceiro de Kisame Hoshigaki. Apesar de ter vivido sua infância como a criança prodígio do clã Uchiha, Itachi é tratado como um vilão em grande parte da história. Ele é inicialmente retratado como sendo o único responsável pela morte de seu clã inteiro, poupando apenas seu irmão mais novo Sasuke Uchiha, com a explicação de que matou sua família para evitar uma guerra ninja e so deixou o seu irmão sasuke vivo para recriar o clã. Por volta da época da sua morte, Itachi perde seu papel como vilão; não é somente revelado que ele teve a ajuda de Tobi para matar seu clã, mas também que ele realizou o massacre sob as ordens dos líderes de Konoha contra vontade do terceiro hokage para prevenir um golpe de estado dos Uchiha. Itachi Uchiha possui todas as técnicas que seu irmão Sasuke Uchiha possui, porém muito mais poderosas, possuem a potência de nível A e fazem com que o chakra de Itachi se esgotar lentamente, exceto quando Itachi está em força total. O dublador do personagem na versão original do anime é Hideo Ishikawa e na versão brasileira é Reinaldo Rodrigues |

### Kisame Hoshigaki
| Sinopse |
| --- |
| Kisame Hoshigaki (干柿 鬼鮫, Hoshigaki Kisame) é um antigo ninja da Vila Oculta da Névoa e parceiro de Itachi Uchiha. Ele têm uma aparência única, com a pele azul, um rosto com brânquias e dentes triangulares e afiados. Na época em que ainda era leal a Vila da Névoa, Kisame foi um dos sete Espadachins da Névoa, um grupo de ninjas violentos que usam espadas particularmente grandes para lutar. Sua espada, Samehada (鮫肌), é uma arma viva coberta por escamas que podem absorver quantidades incalculáveis de chakra de seus oponentes. Somente permitindo ser manejada por aqueles que considera dignos, Samehada pode fornecer ao seu usuário o chakra que detém, garantindo-lhe uma quantidade infinita de energia. Kisame tem uma quantidade enorme de chakra, comparáveis a de um Bijuu, o suficiente para que um clone criado pela Akatsuki que detinha apenas 30% de seu poder tivesse uma quantidade de chakra comparável ao de Naruto enquanto ele usa o chakra da Raposa de Nove Caudas. Fundindo Samehada a ele, Kisame pode assumir uma forma mais parecida com um tubarão, o que aumenta suas habilidades. Durantes as batalhas, ele frequentemente molda a água em forma de tubarão para atacar seus adversários. Após descartar Samehada, que o troca por Killer Bee, Kisame é decapitado por Bee e pelo Raikage. Mais tarde é revelado que era apenas uma técnica de mudança de forma realizada por Zetsu; o Kisame verdadeiro se escondeu dentro da Samehada. Ele tenta fugir dos ninjas, mas é derrotado e capturado por Guy. Kisame comete suicídio através da invocação de tubarões que ele permite que o comam, mas não antes de usar um deles para roubar de volta a informação que ele havia compilado e enviar para a Akatsuki. Na versão original do anime ele é dublado por Tomoyuki Dan e seu dublador na versão brasileira é Armando Tiraboschi. |

### Kakuzu
| Sinopse |
| --- |
| Kakuzu (角都) é o parceiro de Hidan e um antigo ninja da Vila Oculta da Cachoeira. Kakuzu é motivado por sua ganância e se juntou à Akatsuki para procurar recompensas valiosas. Seu temperamento extremo o faz odiar ter um parceiro e por isso Kakuzu matou todos aqueles que foram colocados nesse cargo. Como resultado ele foi colocado ao lado de Hidan, que é imortal. Kakuzu utiliza um jutsu chamado Jiongu (地怨虞) que transforma seu corpo em um tipo de boneco de pano sustentado por centenas de fios pretos. Dessa forma ele consegue reatar qualquer parte de seu corpo, bem como esticá-las. Os fios também são capazes de perfurar carne e por isso Kakuzu os utiliza para remover os corações de seus adversários e integrá-los ao seu corpo, enganando a morte e aumentando seu tempo de vida indefinidamente. Além do seu, Kakuzu consegue armazenar quatro corações que são guardados dentro de máscaras animais em suas costas. Essas máscaras podem se desprender durante uma luta para atacar o oponente com golpes elementais e retornam rapidamente para o corpo de Kakuzu caso ele precise de um dos corações. Em combate, as máscaras ganham um corpo feito dos fios pretos. Durante uma luta contra um grupo de ninjas da Vila da Folha, os corações de Kakuzu são destruídos um por um. Depois que Naruto deixa Kakuzu com somente seu coração original, ele é morto por Kakashi. Durante a Quarta Grande Guerra Ninja, Kakuzu é rescucitado por Kabuto e enfrenta novamente vários ninjas da Vila da Folha até ser selado. Na versão original do anime ele é dublado por Takaya Hashi. Dublado na versão brasileira por Zeca Rodrigues. |

.

### Hidan
| Sinopse |
| --- |
| Hidan (飛段) é o parceiro imortal, boca-suja e sadomasoquista de Kakuzu e um antigo ninja da Vila Oculta das Fontes Termais, localizada no país homônimo. Ele é um membro da religião Jashin (ジャシン, lit. "deus maligno"), que venera uma divindade de mesmo nome e onde causar menos do que a morte ou destruição total de seu oponente em batalha é considerado um pecado. Experimentos conduzidos por sua religião levaram à criação de suas habilidades únicas; consumindo o sangue de um oponente e, em seguida, desenhando um triangulo de Jashin no chão, Hidan pode criar um vínculo similar a de um vodu com essa pessoa. Uma vez que este vínculo é criado, qualquer dano no corpo de Hidan também acontece sobre o seu adversário, permitindo com que ele mate os outros dando ataques fatais em si mesmo. Por ser imortal, não seja prejudicada, pelo contrário, ao invés disso ele sente prazer na dor que ele causa a si mesmo. Depois que ele usa esta habilidade para matar Asuma Sarutobi, Shikamaru Nara luta com ele para vingar seu mestre. A batalha culmina na explosão de Hidan, e Shikamaru enterra seus restos mortais ainda falando em um lugar onde a Akatsuki nunca será capaz de chegar. Devido a isso, Hidan passa a não ser mais considerado um membro pelo resto da Akatsuki. Na versão original do anime ele é dublado por Masaki Terasoma. e na versão brasileira dublado por Fábio Azevedo. |

| Topo da Página |
| -------------- |

## Konohagakure no Sato
A Aldeia da Folha é onde todo o anime Naruto começou pois o protagonista nasceu lá. A história da Vila da Folha é o anime todo. Vejamos os personagens secundários ou até mesmo terciários que temos na Vila Oculta da Folha.
| Nome                | Data de Nascimento     | Idade              | Status |
| ------------------- | ---------------------- | ------------------ | ------ |
| Iruka Umino         | 26 de Maio (26/05)     | 46 anos            | Vivo   |
| Konohamaru Sarutobi | 30 de Dezembro (30/12) | 28 anos            | Vivo   |
| Shizune             | 18 de Novembro (18/11) | 47 anos            | Viva   |
| Jiraiya             | 11 de Novembro (11/11) | Morreu com 54 anos | Morto  |
| Rin Nohara          | 15 de Novembro (15/11) | Morreu com 13 anos | Morta  |
| Yugao Uzuki         | 3 de Novembro (03/11)  | 42 anos            | Viva   |
| Anko Mitarashi      | 27 de Outubro (27/10)  | 43 anos            | Viva   |
| Kushina Uzumaki     | 10 de Julho (10/07)    | Morreu com 28 anos | Morta  |
| Shisui Uchiha       | 19 de Outubro (19/10)  | Morreu com 16 anos | Morto  |
| Danzou Shimura      | 6 de Janeiro (06/01)   | Morreu com 73 anos | Morto  |

### Iruka Umino
| Sinopse |
| --- |
| Iruka Umino (うみの イルカ, Umino Iruka) é um ninja da Vila da Folha e instrutor da Academia Ninja, uma escola para aspirantes a ninja. No design original de Iruka feito por Kishimoto, ele tinha olhos "maus" e maçãs do rosto mais nítidas, mas este ele abandonou essa ideia a fim de criar uma aparência mais descontraída. Dublador Brasileiro Silvio Giraldi. Quando Iruka era criança, seus pais foram mortos por Kurama, a raposa de nove caudas, que foi selada em Naruto Uzumaki. Ele não tem má vontade em relação a Naruto, sendo uma das poucas pessoas no início da série a reconhecer Naruto como uma pessoa e não apenas um recipiente para Kurama. Naruto pensa em Iruka como uma figura paterna por causa disso, e Iruka, por sua vez, tem muita fé no potencial de Naruto para ser um grande ninja. No anime, seu dublador é Toshihiko Seki, é em inglês é Quinton Flynn. |

### Konohamaru Sarutobi
| Sinopse |
| --- |
| Konohamaru Sarutobi (猿飛 木ノ葉丸, Sarutobi Konohamaru), cujo nome é uma homenagem a Vila da Folha (Konohagakure), é o neto do Terceiro Hokage. Hiperativo e convencido, mas não tanto quanto Naruto, ele se esforça para substituir seu avô como Hokage a fim de que os habitantes da vila o reconheçam pelo nome, não apenas como o neto do Hokage. Seus dubladores são Ikue Ōtani na versão infantil e adolescente e Hidenori Takahashi na versão adulta e no Brasil é Fátima Noya. Ele olha para Naruto Uzumaki como um mentor nessa missão, imitando sua ética de trabalho, determinação e assinatura de jutsu, como o Rasengan e uma variedade de outras técnicas. Konohamaru insiste, no entanto, que ele só se tornará Hokage depois que Naruto for Hokage primeiro. O design de Konohamaru causou grandes dificuldades para Masashi Kishimoto; ele pretendia que Konohamaru parecesse um "punk" menor que Naruto, mas todas as suas tentativas resultaram em uma mera recriação de Naruto. Ele finalmente deu a Konohamaru pequenos olhos irritados e ficou instantaneamente feliz com o design. Ele é dublado no anime japonês por Ikue Ōtani e por Akiko Koike como substituto. |

### Jiraiya
| Sinopse |
| --- |
| Jiraiya (自来也) era um ninja da Vila da Folha e um dos professores de Naruto. Kishimoto comentou que, de todas as relações mestre-aluno que ele criou em Naruto, o vínculo entre Naruto e Jiraiya é o seu favorito, dizendo que por isso desenhá-los "vale a pena". Enquanto criança, Jiraiya esteve sob a tutela do Terceiro Hokage, juntamente de seus companheiros de time, Tsunade e Orochimaru. Jiraiya é conhecido no mundo de Naruto como o "Sábio dos Sapos" (蝦蟇仙人, Gama Sennin) devido a seus jutsu relacionado a sapos. Apesar de permanecer afiliado à Konoha, ele passa a maior parte de seu tempo viajando. A personalidade de Jiraiya é abertamente libertina, e ele orgulhosamente se descreve como o "super pervertido", sendo autor de uma série best-seller de romances adultos. Durante a Parte I, ele aceita Naruto como seu discípulo, e só volta com ele à Vila da Folha na Parte II, pois começa a vigiar os movimentos da organização criminosa Akatsuki. Ele acaba descobrindo a localização do líder da Akatsuki, Pain, e convence Tsunade a deixá-lo verificar sozinho. Após chegar na Vila da Chuva, ele enfrenta Konan, a reconhecendo como uma ex-aluna. Por fim enfrenta Pain, e quando está prestes a morrer, consegue escrever uma última mensagem codificada nas costas de Fukasaku, sobre o segredo que permitia a existência de seis Pains com Rinnegan. Seu dublador do personagem na versão original do anime é Hōchū Ōtsuka e na brasileira é Raul Schlosser até César Emílio. |

### Shizune
| Sinopse |
| --- |
| Shizune (シズネ) é uma ninja da Vila da Folha que aparece pela primeira vez como a assistente de Tsunade. Ela deixou a vila junto de Tsunade após a morte do tio dela, e ao longo dos anos, ela a ensinou suas técnicas médicas. Apesar de sua afinidade com a medicina, muitos dos ataques que ela usa na série utilizam envolvem o uso de veneno, incluindo o uso de agulhas envenenadas ou a emissão de gás tóxico de sua boca. Foi dublada no Brasil pela Letícia Bortoletto, Andressa Andreatto, Kate Kelly e Maíra Paris. Shizune é um dos poucos personagens em que Tsunade confia com absoluta certeza, pois identifica detalhes que Tsunade tende a ignorar. Na parte II da série, a preocupação de Shizune por detalhes faz com que ela questione o julgamento de Tsunade, criando interferência nos planos de Tsunade e dificultando temporariamente o relacionamento entre os dois. No anime japonês, seu seiyū é Keiko Nemoto, e sua dubladora inglesa é Megan Hollingshead |

### Rin Nohara
| Sinopse |
| --- |
| Rin Nohara (のはらリン, Nohara Rin) foi companheira de Obito e Kakashi no Time 7, liderado por Minato Namikaze. Embora ainda apoiasse seus companheiros, também tinha uma certa atenção por Obito. Quando ela foi capturada, Kakashi escolhe cumprir a missão dependente de que seu companheiro ou companheira fosse capturado, mas Obito escolhe salvar Rin dizendo aqueles que quebram regras, são chamados de lixo e aqueles que abandonam seus companheiros são piores que isso. Depois de salvarem Rin, uma pedra cai em cima de Kakashi, mas Obito pula na frente para salvá-lo tendo parte de seu corpo esmagado. Mais a frente, Rin é capturada e teve a Isobu selada dentro de si e somente seria usada para atacar sua aldeia. Para proteger sua aldeia, Rin pula na frente de Kakashi recebendo o Raikiri se matando, fazendo Kakashi e Obito depois de ter sobrevivido da pedra perplexos. Obito mata todos os ninjas da Kirigakure, chacinando todos um a um, mas Kakashi por outro lado teve de carregar o estigma por ser conhecido como um assassino de companheiros. Obito carrega o corpo de Rin e ele próprio afirma, "Estou no Inferno". Obito depois morre ao ter seu corpo varado por Kaguya e se encontra com Rin no além, que agora estaria a espera de seu companheiro para que a acompanhe. |

#### Yugao Uzuki
| Sinopse |
| --- |
| Yugao Uzuki (卯月夕顔, Yūgao Uzuki) é uma ninja ANBU de confiança que acompanha Kakashi. Ela depois desenvolve uma paixão por Gekkou Hayate, mas este acaba sendo morto por um ninja da Sunagakure. Devido a isso, Yugao passa a ter medo de portar armas, como a espada. Com o início da quarta guerra Shinobi, ela foi confiada de selar os revividos pelo Edo Tensei, mas teria de enfrentar Hayate revivido. Durante a luta, ele mesmo se mata diante de Yugao se libertando do Edo Tensei. |

### Anko Mitarashi
| Sinopse |
| --- |
| Anko Mitarashi (みたらしアンコ, Mitarashi Anko) é uma kunoichi de Konoha e um colega da equipe Minato do. Ela foi designada para uma equipe sob a tutela de Orochimaru. Os dois se apaixonaram, e Orochimaru finalmente decidiu dar a Anko algumas de suas pesquisas. No entanto, isso resultou em Anko ser o único sobrevivente de dez sujeitos do Selo Amaldiçoado e também desenvolver várias habilidades semelhantes a cobras. Depois que Orochimaru abandonou sua vila, Anko se culpou pelo que aconteceu e fez dela seu objetivo pessoal resgatá-lo. No início da série, ela é um tokubetsu jonin alto e impetuoso e o proctor da segunda parte dos exames de Chunin. Depois de chegar prematuramente para levar os examinados para a Floresta da Morte, ela acaba assustando Naruto quando ele reclama de seus "exageros" da floresta. Ela também luta com Orochimaru na floresta sozinha quando descobre que ele está lá. Durante a Parte II, Anko é enviado pelas Forças Aliadas Shinobi para encontrar e localizar Kabuto. No entanto, Kabuto acaba derrotando-a em batalha, e usa seu Selo Amaldiçoado para alimentar seu Rutsimation Jutsu enquanto ela está inconsciente. Taka mais tarde a encontra e usa seu Selo Amaldiçoado para liberar Orochimaru, fazendo com que o Selo seja curado. No epílogo, revela-se que Anko foi encontrado, e é um instrutor da Academia, ao mesmo tempo em que se torna bastante gordo. Em japonês, Anko é dublado por Takako Honda. No dub inglês, ela é dublada por Julianne Buescher até o episódio 169, quando Laura Bailey assume; Anko também é dublado por Kari Wahlgren em Naruto: Ultimate Ninja 3 e também é dublado por Cherami Leigh em Boruto: Naruto Next Generations. |

### Kushina Uzumaki
| Sinopse |
| --- |
| Kushina Uzumaki (うずまきクシナ, Uzumaki Kushina) é a mãe do protagonista da série, Naruto Uzumaki e a esposa do Quarto Hokage, Minato Namikaze. Ela é uma série de Kurama, imediatamente anterior a Naruto. Enquanto Naruto se parece fisicamente com seu pai, Minato, ele herda a maior parte de sua personalidade de Kushina, que é impetuosa, temperamental, gosta de ramen e até tem o Acredite! (だ っ て ば ね, dattebane) tique verbal, herdado pelo filho e pelo neto. Sendo um membro do Clã Uzumaki, Kushina possui um chakra especial que foi distinguido até entre seus pares, fazendo com que ela seja enviada de sua terra natal para Konohagakure para ser a anfitriã de Kurama, substituindo Mito Uzumaki. Em Konohagakure, Kushina se encontrou com Minato, que se tornou o amor de Kushina depois que ele a salvou de um seqüestrador, levando ao casamento deles. Durante a gravidez, ela teve que ser enviada para um local secreto durante o parto para impedir que o selo de Kurama fosse quebrado. No entanto, o local foi dominado por Obito Uchiha, e ele libertou Kurama, que corria desenfreado em Konoha. Ela e Minato tanto sacrificar suas vidas para selar Kurama para Naruto após a besta cauda é enfraquecida de perder seu yin-chakra, ao mesmo tempo, colocando um pouco de seu chakra para seu filho como uma prova de falhas se ele iria quebrar o selo. Na parte II, o chakra de Kushina aparece durante a batalha subconsciente de Naruto com Kurama, ajudando seu filho a selar a raposa e a contar a verdade por trás do ataque de Kurama dezesseis anos atrás. Antes de desaparecer, ela agradece Naruto por perdoá-la por toda a provação do selamento de Kurama. No anime japonês, Kushina é dublada por Emi Shinohara. Ela foi dublada por Cindy Robinsonna versão em inglês anterior a Laura Bailey assumiu o papel desde o episódio 246 em diante. |

### Shisui Uchiha
| Sinopse |
| --- |
| Shisui Uchiha (うちはシスイ, Uchiha Shisui), conhecido como Shisui o Teletransportador (瞬身のシスイ, Shunshin no Shisui), foi um dos mais talentosos do clã Uchiha e o melhor amigo de Itachi. Shisui possuía Mangekyo Sharingan único, que lhe permite usar a habilidade Kotoamatsukami, que lhe permite manipular outras pessoas sem o conhecimento delas. Shisui pretendia usar Kotoamatsukami para parar o golpe dos Uchiha quando Danzo roubou um de seus olhos, dando outro olhar para Itachi para proteger a vila em seu lugar, quando ele comete suicídio e mais tarde encontrado no rio pelos policiais militares Uchiha e assumindo que Shisui foi assassinado por Itachi. Danzo teve o olho transplantado para que ele pudesse manipular outras pessoas como Mifune para alcançar seus objetivos, destruindo-o posteriormente em seus momentos finais para impedir que Tobi o tomasse. O olho dado a Itachi, por outro lado, é colocado em um de seus corvos e deve ser usado por Naruto contra Sasuke como forma de impedi-lo de atacar a vila. Mas um Itachi reanimado é forçado a usá-lo para se libertar do controle de Kabuto, destruindo rapidamente o olho para impedir que caia nas mãos erradas. Seu dublador no anime japonês é Hidenobu Kiuchi, enquanto seu dublador na adaptação em inglês é Nicolas Roye. |

### Danzou Shimura
| Sinopse |
| --- |
| Danzou Shimura (志村ダンゾウ, Shimura Danzō) reputado como a Escuridão dos Shinobi (忍の闇, Shinobi no Yami) — devido ao que foi muitas vezes visto como seus pontos de vista militantes e arcaicos sobre o papel de um shinobi é um homem que é favorável a guerra que acredita que todos os antigos Hokage colocaram a paz acima dos outros interesses da vila.— foi um ancião de Konohagakure e líder da facção ANBU dissolvida: "Raiz". Mais tarde ele foi apontado como o candidato oficial para Sexto Hokage (六代目火影候补, Rokudaime Hokage Koho) após a invasão de Pain, mas morreu antes que ele entrasse oficialmente ao cargo de Hokage. Foi dublado no Brasil por Carlos Campanile. Seu Destaque no anime é sua imensa quantidade de sharingans espalhados ao seu braço direito e seu olho direito. |

| Topo da Página |
| -------------- |

## Hokage
O Hokage (火影, lit. "Sombra do Fogo") é o lider da Aldeia da Folha, todos os shinobis que se tornaram Hokages tinham títulos temíveis por todos. Durante todo o anime Naruto e atualmente em Boruto existem 7 Hokages mas ainda virão mais. Os sete Hokages eram conhecidos como Deuses Shinobis. Pois eram extremamente fortes. Eles são: Hashirama Senju, Tobirama Senju, Hiruzen Sarutobi, Minato Namikaze, Tsunade Senju, Kakashi Hatake e Naruto Uzumaki.
| Nome             | Data de Nascimento      | Idade              | Status |
| ---------------- | ----------------------- | ------------------ | ------ |
| Hashirama Senju  | 23 de Outubro (23/10)   | Morreu com 44 anos | Morto  |
| Tobirama Senju   | 19 de Fevereiro (19/02) | Morreu com 44 anos | Morto  |
| Hiruzen Sarutobi | 8 de Fevereiro (08/02)  | Morreu com 68 anos | Morto  |
| Minato Namikaze  | 25 de Janeiro (25/01)   | Morreu com 26 anos | Morto  |
| Tsunade Senju    | 2 de Agosto (02/08)     | 71 anos            | Viva   |
| Kakashi Hatake   | 15 de Setembro (15/09)  | 47 anos            | Vivo   |
| Naruto Uzumaki   | 10 de Outubro (10/10)   | 33 anos            | Vivo   |

### Hashirama Senju
| Sinopse |
| --- |
| Hashirama Senju (千手柱間, Senju Hashirama) foi o Primeiro Hokage de Konoha (初代火影, Shodai Hokage) Literalmente significa "Primeira Sombra do Fogo". Ele era famoso durante sua vida como o Deus Shinobi (忍の神, Shinobi no Kami), por seu incomparável talento ninja, inclusive como maior médico ninja de todos os tempos. Apesar disso, Hashirama só queria a paz, e para esse fim ele fundou Konoha com seu amigo de infância e rival Madara Uchiha. Embora ele não tenha sido capaz de alcançar a paz durante a sua vida, seu legado continuou a viver, moldando a aldeia há décadas após sua morte. Sua neta e quinta Hokage Tsunade herdou suas técnicas ninjas e legado e até Naruto Uzumaki o chamou de Avô da Vovó Tsunade. |

### Tobirama Senju
| Sinopse |
| --- |
| Tobirama Senju (千手扉間, Senju Tobirama) foi o Segundo Hokage (二代目火影, Nidaime Hokage) Literalmente significa "Segunda Sombra do Fogo" de Konohagakure, e também, um dos mais importantes. Ele vem do clã Senju, que, junto com o clã Uchiha, fundaram a primeira vila shinobi. Tobirama também viria a ser o líder do seu próprio time. Antes de herdar a posição de Hokage, ele serviu como conselheiro de seu irmão ajudando-o com medidas políticas e sociais. |

### Hiruzen Sarutobi
| Sinopse |
| --- |
| Hiruzen Sarutobi (猿飛ヒルトン, Sarutobi Hiruzen), foi o Terceiro Hokage (三代目火影, Sandaime Hokage), literalmente significa: "Terceira Sombra do Fogo" que veio do clã Sarutobi de Konohagakure, foi o Hokage que comandou a vila por mais tempo, tendo assumido o cargo por duas vezes distintas. Na dublagem brasileira ele é dublado por Hélio Vaccari. Morreu ao realizar um jutsu de selamento, condenando a alma de Orochimaru após o golpe à Aldeia da Folha, cujo objetivo era exterminá-la. |

### Minato Namikaze
| Sinopse |
| --- |
| Minato Namikaze (波風ミナト, Namikaze Minato), conhecido como o Relâmpago Amarelo de Konoha (木ノ葉の黄色い閃光, Konoha no Kiiroi Senkō)Literalmente "Relâmpago Amarelo da Folha", era um shinobi lendário que se tornou o Quarto Hokage (四代目火影, Yondaime Hokage), literalmente significa: "Quarta Sombra do Fogo" de Konohagakure. É o pai de Naruto Uzumaki e marido de Kushina Uzumaki. Ficou reconhecido como o Herói de Konoha após salvar a mesma do ataque de Tobi, juntamente com a Raposa de Nove Caudas. Embora Naruto e Minato tenha diversas características semelhantes, seu relacionamento familiar não é revelado até a Parte II da série. |

### Tsunade Senju
| Sinopse |
| --- |
| Tsunade Senju (千手纲手, Senju Tsunade) era a Quinta Hokage (五代目火影, Godaime Hokage), literalmente significa: "Quinta Sombra do Fogo" de Konohagakure - uma posição que ela conseguiu, após a morte de seu mestre, Hiruzen Sarutobi, e um personagem importante de apoio para a série. Tsunade, Jiraiya e Orochimaru são os três ninjas lendários conhecidos como Sannin que foram treinados pelo terceiro Hokage Hiruzen Sarutobi. Tsunade pode invocar lesmas para a batalha e inclusive portar monstros Kaiju. Essa capacidade é baseada em Tsunade ter estabelecido um contrato de sangue com todas as espécies de lesma. Jiraiya e Orochimaru também podem invocar sapos e serpentes (respectivamente), e Orochimaru também é capaz de se transformar em uma cobra. Tsunade é conhecida como a melhor médica-ninja do mundo, com habilidades de cura impressionantes como apresentado no anime, ela ativa um jutsu próprio que ela herdou da avó Mito Uzumaki chamado "Byakugou" que pode regenerar qualquer órgão perfurado ou danificado, ou até se algum membro for decepado. além de uma lendária médica-nin ela também possui uma força bruta impressionante (a personagem com mais força no anime) capaz de quebrar um susanoo com apenas um golpe. Sua força é tão assustadora que deixa a força que o raikage possui (raikage também é forte "força") inferior. Sendo ela a neta do primeiro hokage, tem muita resistência física e grande quantidade de chakra. Na versão brasileira ela é dublada por Cecília Lemes. |

### Kakashi Hatake
| Sinopse |
| --- |
| Kakashi Hatake (はたけカカシ, Hatake Kakashi) era o Sexto Hokage (六代目火影, Rokudaime Hokage) literalmente significa "Sexta Sombra do Fogo" de Konohagakure. Kakashi foi recomendado por Shikaku até Danzo se pronunciar a se tornar Hokage no conselho de Konoha. Com a invasão de Sasuke no conselho dos cinco Kages e a traição de Danzo, Gaara indica Kakashi como alguém de confiança para assumir o posto de Hokage. Kakashi estava ponto para assumir o posto de Hokage, até um ninja médico, Guy no Filler dar o aviso que Tsunade se recupera do coma. Depois a mesma renuncia seu posto e dá a Kakashi no fim da quarta guerra Shinobi. Ele é bastante direto a Sasuke depois de deixá-lo na cadeia para cumprir perpétua, mas ele é absolvido. No Novel ele foi o Sexto Hokage por dois anos até depois do casamento de Naruto e Hinata após cada um fazer suas vidas na aldeia. Ele até propôs uma missão em que conseguissem um presente que satisfazes se o casal Naruto e Hinata. |

### Naruto Uzumaki
| Sinopse |
| --- |
| Naruto Uzumaki (うずまきナルト, Uzumaki Naruto) é um shinobi de Konohagakure, a reencarnação atual de Ashura e o Protagonista da série. Anos depois da Quarta Guerra Mundial Shinobi, Naruto realiza seu sonho e se torna o Sétimo Hokage (七代目火影, Nanadaime Hokage) Literalmente significa "Sétima Sombra do Fogo", enquanto também se casa com Hinata Hyūga e tem dois filhos com ela, Boruto e Himawari Uzumaki.. No capítulo final do mangá ele aparece dando um sermão em Boruto, seu filho. Ele aparece como Hokage na série Boruto: Naruto Next Generations. |

| Topo da Página |
| -------------- |

## Sunagakure no Sato
A Aldeia da Areia é a segunda Vila Ninja mais explorada no anime. Em "Naruto" não foi tão explorada, mas, ainda sim, comparada às outras foi bem explorada. Tem como líder o Kazekage. Alguns dos personagens da Vila Oculta da Areia são:
| Nome      | Data de Nascimento    | Idade              | Status |
| --------- | --------------------- | ------------------ | ------ |
| Chiyo     | 15 de Outubro (15/10) | Morreu com 73 anos | Morta  |
| Yashamaru | 23 de Maio (23/05)    | Morreu com 27 anos | Morto  |

### Yashamaru
| Sinopse |
| --- |
| Yashamaru (夜叉丸) foi o tio de Gaara que cuidou do garoto na ausência dos pais, cuja mãe faleceu ao selarem a besta de uma cauda, Shukaku em Gaara e o pai o renegava pelo mesmo motivo. Era um médico ANBU e foi enviado pelo Kazekage e pai de Gaara numa missão para testar se Gaara poderia se conter e ao seu demônio, Shukaku, para garantir que ele não viesse a se tornar um grande problema para a Aldeia da Areia. Yashamaru provoca Gaara, e lhe convence de que aceitou uma missão para matá-lo, pois o odiava profundamente por ter "matado" a sua irmã. Ele finge, ainda, que estava transtornado pela tentativa de amar "o que sobrou" de sua irmã, mas fracassou. Diante de tal pressão psicológica, enquanto Yashamaru comete suicídio, Gaara perde o controle e libera o Shukaku na Aldeia, provando ao Kazekage que ele era um "experimento falho". |

### Chiyo
| Sinopse |
| --- |
| Chiyo (チヨ) é uma idosa conselheira da Vila da Areia que aparece pela primeira vez na Parte II. Ela é desconfiada com relação as outras aldeias ninjas, fazendo tratados apenas por formalidade enquanto silenciosamente fortalece o poderio militar de sua vila. Durante as várias guerras ninja, ela usou seu conhecimento de venenos para ajudar Sunagakure, apenas para ter muitos de seus esforços anulados pelo trabalho de Tsunade. Muito habilidosa no jutsu na técnica de marionetes ensinou para seu neto Sasori tudo o que sabia. Quando Deidara derrota e seqüestra Gaara, o líder de Sunagakure, na Parte II, Chiyo une-se a um grupo de ninjas para o resgate dele. Depois que a aliança alcança os seqüestradores, Chiyo, com a ajuda de Sakura Haruno, é capaz de confrontar e matar seu neto Sasori. Apesar de seus esforços, Gaara também morre antes que eles possam resgatá-lo. Chiyo, tocada pelo verdadeiro laço formado entre Sunagakure e Konoha, dá sua vida para reviver Gaara, esperando que a relação de paz possa ser restabelecida. Em capítulos posteriores, Chiyo é trazida de volta através da Edo Tensei (Ressurreição do Mundo Impuro) para lutar contra o exército Shinobi combinado. No japão é dublada por Ikuko Tani e na versão brasileira por Zaíra Zordan. |

| Topo da Página |
| -------------- |

## Kazekage
O Kazekage (風影, lit. "Sombra do Vento") é o líder da Aldeia da Areia, a Vila da Areia diferentemente de Konoha não foi tão explorada no anime, mas em comparação às outras aldeias, ela foi bem explorada. A Vila Oculta da Areia é uma das 5 Grandes Nações e sendo assim, o líder recebe o título Kage com o nome do país onde fica a Aldeia. Sendo assim, Sunagakure fica no País do Vento que por sua vez significa "Kaze" (風) e o título "Kage" (影) que significa Sombra e que por sua vez fica no final do título sendo assim depois do "Kaze" ou outro nome em outra Aldeia. Após isso, o líder da Vila recebe o nome de Kazekage, e vem com um número antes do título indicando ser o —— Kazekage. Atualmente em Boruto existe 5 Kazekages e com certeza ainda terão mais. Os Kazekages foram os únicos que mostraram algo de Kage além do Monte Hokage de Konoha. A Aldeia da Areia mostrou estátuas dos Kazekages que por sua vez quase não foi mostrado eles. Eles são o: Reto, Shamon, Terceiro Kazekage que não foi revelado seu nome, Rasa e atualmente depois 2 décadas de governo da Vila e ainda sendo o Kazekage, Gaara. Vamos ver agora sobre cada um deles, o que tem falando sobre eles e é isso aí.
| Nome              | Data de Nascimento    | Idade              | Status |
| ----------------- | --------------------- | ------------------ | ------ |
| Reto              | 27 de Junho (27/06)   | Morreu com 58 anos | Morto  |
| Shamon Chikamatsu | 12 de Março (12/03)   | Desconhecida       | Morto  |
| "Sakitsu"         | Desconhecido          | Desconhecida       | Morto  |
| Rasa Sabaku       | 29 de Março (29/03)   | Morreu com 40 anos | Morto  |
| Gaara Sabaku      | 19 de Janeiro (19/01) | 32 anos            | Vivo   |

### Reto
| Sinopse |
| --- |
| Reto (烈斗) foi um shinobi que fundou a Vila Oculta da Areia no País do Vento. Sendo assim, ele se tornou o Primeiro Kazekage (初代風影, Shodai Kazekage) Literalmente significa "Primeira Sombra do Vento" de Sunagakure. Ele junto dos outros Kazekages foi muito pouco explorado e não se sabe quase nada sobre ele. |

### Shamon Chikamatsu
| Sinopse |
| --- |
| Shamon Chikamatsu (近松沙門, Chikamatsu Shamon) foi o Segundo Kazekage (二代目風影, Nidaime Kazekage) Literalmente significa "Segunda Sombra do Vento" de Sunagakure. Ele foi o primeiro a pesquisar sobre jinchūriki, em uma tentativa de aumentar o poder da vila. Não se sabe muito mais sobre ele. Sabe também que ele foi o primeiro shinobi de Suna à usar as marionetes. |

### Terceiro Kazekage
Atenção, irei deixar bem claro, que o nome do Terceiro Kazekage e do Terceiro Mizukage não foram revelados e nem serão. Então para não chamar de Terceiro Kaze e Mizukage eu lhes dei nome, são nomes só para que eles não ficassem sem. Se pesquisarem por esse nome, não irão encontrar nada sobre eles.
| Sinopse |
| --- |
| Sakitsu (崎津) foi o Terceiro Kazekage (三代目風影, Sandaime Kazekage) Literalmente significa "Terceira Sombra do Vento" e ele foi saudado e aclamado o Kazekage mais forte de Sunagakure por conta da sua Kekkei Genkai do Magnetismo e Controle de Areia e por conta de ser o único capaz de usar a Areia de Ferro. Mas claro, que atualmente Gaara é o Kazekage mais forte e seu filho Shinki também é capaz de usar a Areia de Ferro. |

### Rasa Sabaku
| Sinopse |
| --- |
| Rasa Sabaku (砂瀑の羅砂, Sabaku no Rasa) foi o Quarto Kazekage (四代目風影, Yondaime Kazekage) Literalmente significa "Quarta Sombra do Vento" é o pai de Gaara, Temari e Kankurō, também possui a Kekkei Genkai do Magnetismo mas não contém a Areia de Ferro e sim a de Ouro. Se tornou Kazekage devido a morte inexplicável do Sakitsu que ninguém sabia que o que houvera acontecido. Durante a invasão de Orochimaru em Konoha, Rasa foi assasinado pelo mesmo. |

### Gaara Sabaku
| Sinopse |
| --- |
| Gaara Sabaku (砂瀑の我愛羅, Sabaku no Gaara) é o Quinto e atual Kazekage (五代目風影, Godaime Kazekage) Literalmente significa Quinta Sombra do Vento de Sunagakure. Não se sabe quanto aos outros quatro Kazekages mas Gaara provavelmente foi o Kazekage mais novo, foi o shinobi de Suna mais novo a se tornar Kazekage. Os Kazekages tem uma maldição que fazem morreram rápido de demais. Não se sabe como foi feito para Shamon se tornar Kazekage, nem como Sakitsu também. Mas Rasa e Gaara foram Kazekages a força pois ambos Kazekages anteriores morreram muito rápido. Sakitsu, denominado “Kazekage mais forte” morreu para Sasori, Rasa morreu para Orochimaru e Gaara morreu para Deidara, mas foi revivido por Chiyo, já que ele é personagem principal do anime também. Se não fosse por isso, provavelmente Sunagakure já estaria no 9º ou 10° Kazekage. Gaara agora que adotou Shinki, provavelmente se aposentará depois de quase 20 anos sendo Kazekage, e passará seu cargo para Shinki. |

| Topo da Página |
| -------------- |

## Kirigakure no Sato
A Aldeia da Névoa também conhecida como Aldeia da Névoa Sangrenta, é uma das cinco grandes nações e tem como seu líder os Mizukages. A Aldeia da Névoa recebeu o nome de Sangrenta devido ao Uchiha Obito disfarçado de Uchiha Madara, que controlou o Yondaime Mizukage, Yagura durante todo seu tempo que comandava a vila. Depois de se libertar do Genjutsu ele morreu. A Aldeia da Névoa já teve 5 Mizukages e atualmente está no sexto.
| Nome            | Data de Nascimento    | Idade              | Status |
| --------------- | --------------------- | ------------------ | ------ |
| Zabuza Momochi  | 15 de Agosto (15/08)  | Morreu com 26 anos | Morto  |
| Haku Yūki       | 9 de Janeiro (09/01)  | Morreu com 15 anos | Morto  |
| Mei Terumi      | 21 de Maio (21/05)    | 47 anos            | Viva   |
| Chōjūrō         | 1 de Novembro (01/11) | 35 anos            | Vivo   |
| Ao              | 1 de Agosto (01/08)   | 62 anos            | Morto  |
| Gengetsu Hōzuki | 26 de Outubro (26/10) | Desconhecida       | Morto  |

### Zabuza Momochi
| Sinopse |
| --- |
| Zabuza Momochi (桃地再不斬, Momochi Zabuza) é um antigo ninja da Vila Oculta da Névoa e ex-membro dos Sete Espadachins da Névoa, um grupo de ninjas que utilizam espadas particularmente grandes em batalhas. Zabuza possui uma larga espada chamada Kubikiribōchō (首斬り包丁), que mais tarde é tomada por Suigetsu Hozuki após sua morte. Depois de falhar em matar o Quarto Mizukage durante um golpe de estado, Zabuza e seus seguidores deixaram a vila e começaram uma vida como mercenários assassinos. Assim como a maioria dos ninjas da Vila da Névoa, Zabuza é habilidoso com jutsus de água. Sua área de especialização, no entanto, é em assassinatos; cobrindo uma área com uma densa névoa, Zabuza consegue cegar o oponente, localizá-lo através de ruídos e matá-lo sem que este sequer sinta sua presença. Seu talento o levou a ser contratado por um criminoso chamado Gatō para matar um homem chamado Tazuna, um trabalho que Zabuza não foi capaz de cumprir graças à interferência do guarda-costas de Tazuna, Kakashi Hatake. Como ele leva muito tempo para completar a tarefa, o seu contrato foi revogado e os servos de Gatō tentam matar Zabuza. Contudo, Zabuza os mata primeiros mas termina gravemente ferido e morre logo em seguida. Seu Kubikiribōchō foi usado como lápide até ser tomado por Suigetsu. Ele é um dos ninjas ressuscitados por Kabuto para lutar ao seu lado, mas é derrotado e selado em uma revanche contra Kakashi. Na versão original do anime, Zabuza é dublado por Unshō Ishizuka e na versão brasileira seu dublador é Wellington Lima. |

### Haku
| Sinopse |
| --- |
| Haku (白) é o braço direito de Zabuza Momochi e seu mais fiel seguidor. Ele tem uma aparência fortemente andrógena, que é tanta que quando Naruto Uzumaki o encontra pela primeira vez acaba confundido-o com uma mulher. Antes de começar a trabalhar para Zabuza, ele vivia como um órfão. Seu pai matou sua mãe, quando se descobriu que ela possuía uma habilidade genética e então Haku o matou. Após perambular por diversos lugares por um tempo, ele foi encontrado por Zabuza, que reconheceu seu talento e concordou em levá-lo para usá-lo como uma ferramenta. Devido a isso, Haku se torna inquestionavelmente protetor e leal a Zabuza, e só por ser útil a alguém é que ele encontra um propósito na vida. Ele inclusive dá sua vida a fim de ser útil para Zabuza, tornando-se um escudo humano para proteger seu mestre do Raikiri de Kakashi Hatake. A herança genética de Haku, Hyōton (氷遁), lhe permite misturar os elementos vento e água para criar gelo. Ele geralmente usa esta habilidade para cercar um inimigo com espelhos de gelo que ele pode livremente se fundir e instantaneamente se mover por eles. Ele, então, bombardeia-os com agulhas, e com a sua excelente exatidão ele pode acertar pontos de pressão para colocar os adversários em um estado de quase morte. Isto reflete sua natureza pacifista; apesar de ser um ninja e ferramenta de Zabuza, Haku não gosta de lutar e faz tudo o que pode para subjugar os adversários sem realmente matá-los. Haku é ressuscitado por Kabuto para lutar na Guerra Ninja. Ele é dublado na versão original do anime por Mayumi Asano e na brasileira por Adriana Pissardini. |

### Mei Terumi
| Sinopse |
| --- |
| Mei Terumi (照美メイ, Terumi Mei) era a Quinta Mizukage (五代目水影, Godaime Mizukage) de Kirigakure. Ela possui dois kekkei genkai: o Lava Style, uma combinação de elementos de fogo e terra que lhe permite cuspir lava, e o Vapor Style, que mistura fogo e água para criar névoa corrosiva. Aparentemente, ela é relativamente nova no cargo e não se lembra da liderança anterior, que conduzia caçadas às bruxas contra usuários kekkei genkai como ela, com carinho. Durante a Cúpula Kage, Mei age um pouco desonesto quando perguntado sobre os rumores de que a Akatsuki formada em sua aldeia, e quando ela descobre que Danzo é capaz de controlar a mente, ela suspeita que ele o tenha usado no Mizukage anterior. Ela consegue quase matar Sasuke durante a reunião e inicialmente ajuda a proteger os daimyō dos Países Shinobi durante a preparação para a Quarta Guerra Ninja. Durante a guerra, Mei luta contra Madara Uchiha revivida com os outros Kages, apesar de seu impressionante trabalho em equipe, eles ainda acabam perdendo para o poder de Madara. Anos após o término da guerra, e durante algum momento do epílogo, Mei passa seu título para seu ex-guarda-costas Chōjūrō. Apesar de ser uma mulher bonita na casa dos trinta, ela nunca é casada, e o status de ser alguém a machuca. Ela é dublada por Yurika Hino no anime japonês e por Mary Elizabeth McGlynn na adaptação em inglês. |

### Chōjūrō
| Sinopse |
| --- |
| Chōjūrō (长十郎, Chōjūrō) é um dos guarda-costas de Mei Terumi, sendo o outro Ao. Ele é um dos Sete Espadachins da Névoa, carregando a espada Hiramekarei (ヒラメカレイ), mas depois de Zabuza Momochi e Kisame Hoshigaki é morto, ele se torna o único real que resta dos espadachins; além disso, ele é o único afiliado à vila no início da série. Chojuro freqüentemente irrita Ao porque ele gagueja e parece não ter autoconfiança. Depois de acompanhar o Mizukage até a Cúpula dos Kage, ele a ajuda a proteger os daimyō dos Países Shinobi e é capaz de ganhar autoconfiança suficiente para ajudar Naruto a derrotar o Black Zetsu. Mais tarde, ele se torna o Sexto Mizukage (六代目水影, Rokudaime Mizukage) algum tempo após a guerra. No anime japonês, ele é dublado por Kouki Miyata, enquanto Brian Beacock faz sua voz na adaptação em inglês. |

### Ao
| Sinopse |
| --- |
| Ao (青) é um dos guarda-costas de Mei Terumi. Ele é um ninja de meia-idade que usa um tapa-olho no olho direito, um Byakugan que adquiriu de uma casa principal Hyuga, e costuma criticar a indecisão de Chōjūrō devido à sua educação durante os dias de "Blood Mist" de Hidden Mist Village. Quando Mifune sugere Danzo Shimura para liderar o esforço entre as aldeias contra a Akatsuki, Ao revela seu Byakugan para confirmar que os olhos e o braço de Danzo pertenciam a Shisui Uchiha, a quem ele lutou e ciente da capacidade do Uchiha de manipular secretamente os outros. Ao então segue o grupo de Danzo quando eles fogem durante o ataque de Taka, apenas para serem salvos por Mei e Chōjūrō quando ele caiu em uma armadilha que os homens de Danzo montaram na tentativa de recuperar seu Byakugan. Ao serve nas Forças Aliadas Shinobi como capitão da Divisão de Sensor estacionada na sede da Aliança Shinobi em Kumogakure, mal sobrevivendo à Bomba de Besta com Cauda do Ten Tails quando obliterou sua base. Como revelado mais tarde, sobreviveu em Boruto: Naruto Next Generations, seu corpo aumentado com próteses Shinobi-Ware que incluem uma manopla Shinobi tipo 3 substituindo o antebraço esquerdo, um Ao mais velho se tornou um agente adormecido para os Kara. Ele contratou a equipe Konohamaru e Katasuke, usando as invenções deste último para matar seu assessor enquanto feria Konohamaru. Um Boruto movido por vingança consegue enganar e dominar Ao, poupando a vida do homem enquanto Ao acaba se sacrificando para salvar Boruto de ser esmagado pelo Boiler Toad de Kashin Koji. Ele é dublado por Tadahisa Saizen no anime japonês, enquanto Steven Blum o dubla na adaptação em inglês. |

### Gengetsu Hōzuki
| Sinopse |
| --- |
| Gengetsu Hōzuki (鬼灯幻月, Hōzuki Gengetsu) foi o Segundo Mizukage (二代目水影, Nidaime Mizukage) de Kirigakure. Um homem de bigode alto, cabelos grandes e esvoaçantes, maneira curiosa de se vestir e sem sobrancelhas, era descontraído e líder muito carismático preocupado com o bem-estar de sua aldeia. [ cap. 546 ] Ele detestava o Segundo Tsuchikage e seu confronto final resultou em mortes mútuas. [ cap. 525 ] Gengetsu é ressuscitado pela técnica de ressurreição de Kabuto para enfrentar a Aliança Shinobi na Quarta Guerra Ninja. Como outros membros do clã Hozuki, ele dominou a técnica de hidrificação, que se manifesta como uma substância oleosa, semelhante à água. [ cap. 548 ] Ele é dublado por Hideyuki Umezu no anime japonês, enquanto Jamieson Price o dubla na adaptação em inglês. |

| Topo da Página |
| -------------- |

## Mizukage
O Mizukage (水影, lit. "Sombra da Água") é o líder da Aldeia da Névoa, que recebe o título de Kage por ser a 3ª Grande Nação e sendo assim, ele recebe o título de Kage, sendo no caso, Mizukage. Os Mizukages foram poucos explorados, mas sabe que teve 5 Mizukages e atualmente está no sexto. Os Mizukages são: Byakuren, Gengetsu Hōzuki, Terceiro Mizukage que não é dito o nome assim como o 3º Kazekage, Yagura Karatachi, Mei Terumi e Chōjūrō. Agora vejamos sobre eles e é isso aí.
| Nome             | Data de Nascimento    | Idade              | Status |
| ---------------- | --------------------- | ------------------ | ------ |
| Byakuren Yūki    | 20 de Janeiro (20/01) | Desconhecida       | Morto  |
| Gengetsu Hōzuki  | 26 de Outubro (26/10) | Desconhecida       | Morto  |
| "Kizuna Lirium"  | Desconhecido          | Desconhecida       | Morto  |
| Yagura Karatachi | 3 de Abril (03/04)    | Morreu com 32 anos | Morto  |
| Mei Terumi       | 21 de Maio (21/05)    | 47 anos            | Viva   |
| Chōjūrō          | 1 de Novembro (01/11) | 35 anos            | Vivo   |

### Byakuren Yūki
| Sinopse |
| --- |
| Byakuren Yuki (雪白連, Yūki Byakuren) foi o Primeiro Mizukage (初代水影, Shodai Mizukage) Literalmente significa Primeira Sombra da Água. Não se sabe praticamente nada sobre o Shodai Mizukage, só que ele fundou Kirigakure. E que ele é do mesmo clã de Haku. |

### Gengetsu Hōzuki
| Sinopse |
| --- |
| Gengetsu Hōzuki (鬼灯幻月, Hōzuki Gengetsu) foi o Segundo Mizukage (二代目水影, Nidaime Mizukage) Literalmente significa Segunda Sombra da Água. Gengetsu Hōzuki é do clã Hōzuki sendo tem especialidade grande em Suiton, e é muito bom em Genjutsu quando usa sua invocação de Marisco Gigante. |

### Terceiro Mizukage
Atenção, o Terceiro Mizukage e Kazekage não tem nome, então eu lhes dei um nome, para poder falar sobre eles sem ter de falar "Terceiro Mizukage ou Terceiro Kazekage" pra tudo que eu quiser falar sobre eles. O nome do Kazekage foi dito no artigo Kazekage, e o do Sandaime Mizukage, é Kizuna Lirium, onde Lirium é o clã dele junto de Utakata, o jinchuriki de Saiken.
| Sinopse |
| --- |
| Kizuna Lirium (リリウム絆, Ririumu Kizuna) sabe apenas que foi o guarda-costas de Byakuren na primeira reunião dos Cinco Kages, e que foi a partir do reinado dele como o Terceiro Mizukage (三代目水影, Sandaime Mizukage) que a Aldeia da Névoa começou a ser considerada como Névoa Sangrenta. |

### Yagura Karatachi
| Sinopse |
| --- |
| Yagura Karatachi (枸橘やぐら, Karatachi Yagura) foi o Quarto Mizukage (四代目水影, Yondaime Mizukage) Literalmente significa Quarta Sombra da Água. Não se sabe como ou quando ele se tornou Mizukage, mas sabe se que ele já era controlado pelo Obito Uchiha. Ele era jinchūriki do Isobu, e tinha total controle da sua Bijuu. |

### Mei Terumi
| Sinopse |
| --- |
| Mei Terumi (照美メイ, Terumi Mei) foi a Quinta Mizukage (五代目水影, Godaime Mizukage) Literalmente significa Quinta Sombra da Água. Ela tem duas Kekkei Genkais: Futton (Fervura) e Youton (Lava), foi a Mizukage que quebrou o legado maligno do Shodai Mizukage e a marca de Névoa Sangrenta da Aldeia, não se sabe o que ela fez com a Vila ou quando se tornou Mizukage, pois quando se escolhe um Kage por morte do Kage anterior, fica-se um tempo sem líder na vila até que todo o conselho do País e da Aldeia. Durante a Quarta Guerra Ninja, ela foi responsável por vigiar os Senhores Feudais dos Cinco Países das Grandes Nações, junto do futuro Rokudaime, e depois, lutar junto diante outros quatro Kages contra o Uchiha Madara. Mais tarde, ela se aposenta e passa o cargo de Mizukage para Chōjūrō. |

### Chōjūrō
| Sinopse |
| --- |
| Chōjūrō (长十郎, Chōjūrō) é o Sexto Mizukage (六代目水影, Rokudaime Mizukage) Literalmente significa Sexta Sombra da Água. Ele foi o responsável por deixar a Vila da Névoa tecnologia assim como Konoha. Não se sabe quando ele fez isso, mas se sabe que ela está bem tecnológica. No arco que teve em Boruto, mostra a vila com o Chōjūrō atuando como Rokudaime. |

| Topo da Página |
| -------------- |

## Kumogakure no Sato
A Aldeia da Nuvem é a terceira vila ninja mais explorada, a Vila da Nuvem é a única que não possui membros da Akatsuki, mas possui duas Bijuus, sendo assim, alvo duplo da Akatsuki. A Vila da Nuvem foi mostrada quando Sasuke tenta capturar Killer Bee. A Vila tem o Raikage como seu líder. Vejamos alguns personagens de Kumogakure.
| Nome           | Data de Nascimento      | Idade   | Status |
| -------------- | ----------------------- | ------- | ------ |
| Killer Bee     | 15 de Maio (15/05)      | 52 anos | Vivo   |
| Kira A         | 1 de Junho (01/06)      | 63 anos | Vivo   |
| Darui          | 6 de Janeiro (06/01)    | 42 anos | Vivo   |
| Karui Akimichi | 14 de Fevereiro (14/02) | 33 anos | Viva   |

### Killer Bee
| Sinopse |
| --- |
| Killer Bee (キラービー, Kirābī) é um ninja da Vila da Nuvem. Ele aparece pela primeira vez na Parte II como um dos dois jinchuuriki que ainda não haviam sido capturados pela Akatsuki, sendo o outro o protagonista Naruto Uzumaki. O anfitrião do animal de oito caudas Gyhi, tipo ushi-oni, Killer Bee tem controle total sobre o animal selado dentro dele. Na batalha, ele usa sua grande força para aumentar a letalidade de seus ataques profissionais no estilo de luta livre, algo que o ex-editor de Kishimoto queria adicionar na série, apesar de ele ser um ninja. Ele também é um espadachim talentoso, capaz de usar até sete espadas de uma só vez e executar ataques improvisáveis o suficiente para tornar inútil o Sharingan de Sasuke. Killer Bee é o irmão adotivo de Ay (エ一, Ē), o atual Raikage de Kumogakure, e, como tal, espera-se que seja o guardião da vila. Quando Akatsuki o ataca, ele finge ser capturado para escapar à custa de perder alguns dos chakras de oito caudas e seguir uma carreira como cantor de música enka. No entanto, cruzando caminhos com Kisame e ganhando Samehada como sua arma, Killer Bee é trazido de volta a Kumogakure antes de desempenhar um papel no ensino de Naruto para subjugar Kurama. Apesar das dificuldades em fazer suas falas, Kishimoto deseja torná-lo um personagem rico. Seu seiyū no anime japonês é Hisao Egawa, e seu dublador inglês é Reno Wilson. |

### Kira A
| Sinopse |
| --- |
| Kira A (キラーエー, Kirāē) era o Quarto Raikage (四代目雷影, Yondaime Raikage). Um homem feroz com extrema convicção, o único ponto fraco de A é seu amor por seu irmão mais novo adotivo, Killer Bee. Ele é o filho do Terceiro Raikage, preparado especialmente para sucedê-lo, e acredita que os ninjas sempre devem mostrar determinação, mesmo quando são derrotados. Ele também é considerado por muitos o ninja mais rápido do mundo após a morte de Minato, até quando Naruto é capaz de evitar seus ataques. Mais tarde, ele lutaria na Terceira Guerra Mundial Shinobi, onde lutaria frequentemente com Minato Namikaze, apenas por todas as suas batalhas para criar impasses. [ cap. 542 ] Depois que Killer Bee é aparentemente sequestrada por Taka, A decide matar Sasuke e ridiculariza Naruto por tentar defendê-lo. Mais tarde, ele e Sasuke lutam no Five Kage Summit, durante o qual A perde o braço esquerdo; [ cap. 464 ] depois de aprender a verdade sobre Killer Bee, ele o ajuda a derrotar Kisame. [ cap. 473 ] Um eventualmente se torna o Comandante Supremo das Forças Aliadas Shinobi, e depois de permitir que Naruto e Killer Bee lutem na guerra, uma vez que o derrotem, lutam e perdem contra Madara. A é dublado por Hideaki Tezuka em japonês e por Beau Billingslea em inglês. |

### Darui
| Sinopse |
| --- |
| Darui (ダルイ) é um ninja Kumogakure que serve como um dos guarda-costas do Quarto Raikage durante a Cúpula Kage. Em contraste com seu mestre, ele é descontraído e tende a se desculpar, pelo que o Raikage o castiga. Ele é ensinado pelo Terceiro Raikage sobre as artes do relâmpago preto, moldando-o na forma de pantera negra, e também possui o kekkei genkai do Storm Style, uma mistura de elementos de raios e água que forma um raio que flui. Durante a Quarta Guerra Ninja, Darui lidera a Primeira Divisão especializada em batalhas de médio alcance. Em algum momento entre o final da guerra e o epílogo da série, ele se torna o Quinto e atual Raikage (五代目雷影, Godaime Raikage). Durante Boruto: Naruto Next Generations, Darui vai para a Vila da Folha para supervisionar os exames de Chunnin. Ele é dublado por Ryota Takeuchi no anime japonês e Catero Colbert na dublagem em inglês, embora Ogie Banks substitua o último na série de jogos de vídeo Ultimate Ninja Storm. |

### Karui Akimichi
| Sinopse |
| --- |
| Karui Akimichi (秋道カルイ, Akimichi Karui) é um dos subordinados de Killer Bee, parte do Team Samui. Ela está muito preocupada com o desaparecimento de seu professor após a briga com Taka e visita Konohagakure com sua equipe para encontrá-lo. Uma jovem apaixonada e ousada, ela rapidamente se envolve em uma briga com a Equipe Kakashi, culpando-os por fazer amizade e defender Sasuke Uchiha. Ela ainda dá um soco brutal no rosto de Naruto repetidamente depois que ele permite que ela o faça como compensação por não desistir de informações sobre Sasuke. Karui é designado como parte da Segunda Divisão durante a Quarta Guerra Ninja. Algum tempo depois do fim da guerra, ela se muda para Konohagakure e se casa com Choji Akimichi, dando à luz sua filha Chocho, que é uma estudante da academia no epílogo da série. [CH. 700 ] Kauri é dublado por Yuka Komatsu no anime japonês. No dub inglês, Danielle Nicolet dubla o personagem em Naruto e Sascha Alexander em Boruto: Naruto Next Generations. |

| Topo da Página |
| -------------- |

## Raikage
O Raikage (雷影, lit. "Sombra do Relâmpago") é o líder da Vila da Nuvem assim como as outras vilas ninjas apresentadas. A Aldeia da Nuvem é diferenciada das outras aldeias. O Kage dela, teve 5 Raikages, sendo, A: 1º Raikage, A: 2º Raikage, A: 3º Raikage, A: 4º Raikage, e atualmente, quebrando a sequência de mesmo nome dos Raikages, Darui. A Vila Oculta da Nuvem é a única que manteve essa tradição até o 4º. Vejamos agora, informações sobre cada um deles mesmo que seja pouco.
| Nome           | Data de Nascimento    | Idade        | Status |
| -------------- | --------------------- | ------------ | ------ |
| A (1º Raikage) | 1 de Dezembro (01/12) | Desconhecido | Morto  |
| A (2º Raikage) | 1 de Março (01/03)    | Desconhecido | Morto  |
| A (3º Raikage) | 1 de Agosto (01/08)   | Desconhecido | Morto  |
| Kira A         | 1 de Junho (01/06)    | 63 anos      | Vivo   |
| Darui          | 6 de Janeiro (06/01)  | 42 anos      | Vivo   |

### A (1º Raikage)
| Sinopse |
| --- |
| A (エー, Ē) foi o Primeiro Raikage (初代雷影, Shodai Raikage) Literalmente significa Primeira Sombra do Relâmpago. Não se tem muitas informações sobre ele. Só que ele fundou a Vila da Nuvem. |

### A (2º Raikage)
| Sinopse |
| --- |
| A (エー, Ē) foi o Nidaime Raikage (二代目雷影, Nidaime Raikage) Literalmente significa Segunda Sombra do Relâmpago. Assim como seu antecessor não se tem muita informação dele, mas sabe que ele morreu depois de se juntar com Tobirama pelo Kinkaku e Ginkaku. |

### A (3º Raikage)
| Sinopse |
| --- |
| A (エー, Ē) foi o Terceiro Raikage (三代目雷影, Sandaime Raikage) Literalmente significa Terceira Sombra do Relâmpago. Ele foi o Raikage mais forte de Kumogakure, capaz de lutar contra milhares de ninjas contra ele durante dias e noites totalmente sozinho. Também conseguiu lutar sozinho contra o Gyuuki livre e sair só com um machucado feito por ele mesmo. Ele é pai do Kira A (4º Raikage). |

### Kira A
| Sinopse |
| --- |
| Kira A (キラーエー, Kirāē) foi o Quarto Raikage (四代目雷影, Yondaime Raikage) Literalmente significa Quarta Sombra do Relâmpago. Ele era o Yondaime Raikage, e é irmão de Bee. Kira A foi o último Raikage até nascer no dia 1 de algum mês do ano, e ter o mesmo nome "A". Ele é extremamente forte fisicamente e rápido também. Depois da Quarta Guerra Ninja ele se aposenta e passa o cargo para seu braço direito, Darui. |

### Darui
| Sinopse |
| --- |
| Darui (ダルイ) é o Quinto e atual Raikage (五代目雷影, Godaime Raikage) Literalmente significa Quinta Sombra do Relâmpago. Não se sabe se Darui deixou Kumogakure tecnológica igual outras vilas, mas Darui o atual Raikage. Não vimos muito dele como Raikage. |

| Topo da Página |
| -------------- |

## Iwagakure no Sato
A Aldeia da Pedra é a segunda Vila Ninja menos explorada. Talvez até a primeira menos explorada, sabe se pouco sobre ela. O líder da Vila assim como as outras quatro vilas é um Kage, no caso, o Tsuchikage. Vejamos alguns personagens.
| Nome                | Data de Nascimento    | Idade              | Status |
| ------------------- | --------------------- | ------------------ | ------ |
| Ōnoki Kamizuru      | 8 de Outubro (08/10)  | Morreu com 95 anos | Morto  |
| Kurotsuchi Kamizuru | 6 de Setembro (06/09) | 45 anos            | Viva   |
| Akatsuchi           | 11 de Janeiro (11/01) | 36 anos            | Vivo   |

### Ōnoki
| Sinopse |
| --- |
| Ōnoki Kamizuru (上水流オオノキ, Kamizuru Ōnoki) foi o Terceiro Tsuchikage (三代目土影, Sandaime Tsuchikage) de Iwagakure, o neto do Primeiro Tsuchikage Ishikawa e um protegido de seu antecessor Mu, com o reinado mais longo como Kage, que lhe permitiu conhecer pessoalmente muitas figuras há muito mortas no presente, incluindo Madara Uchiha. [ cap. 469 ] Ele possui o Particle Style, um kekkei tota que combina elementos Fogo, Terra e Vento para criar formas tridimensionais capazes de desintegrar tudo o que toca, bem como a capacidade de alterar a gravidade, permitindo que ele voe. Ele está muito orgulhoso, apesar de sua fragilidade, [ cap. 454 ] e mostra pouco respeito por pessoas muito mais jovens que ele. Durante a Cúpula dos Kage, ele admitiu ter frequentemente contratado a Akatsuki. [ cap. 458 ] [ cap. 459 ]Enquanto Onoki justifica contratar a Akatsuki conforme necessário para proteger sua vila durante sua desmilitarização, tanto ela quanto sua idade avançada o impediram de ser nomeado líder da Aliança Shinobi, embora a intrusão de Sasuke e a conduta de Gaara façam com que Onoki recupere algumas das características mais nobres de sua juventude. Mais tarde, ele sai para encontrar Kabuto e o impede de encontrar Killer Bee e Naruto e consegue protegê-los. Durante a guerra, as técnicas de Onoki provaram ser fundamentais para manter vivos os membros da Aliança e ele se tornou o líder de fato no ataque contra o verdadeiro Madara Uchiha. Anos mais tarde, Onoki se aposenta devido à sua saúde debilitada e passa seu título para sua neta, Kurotsuchi. No Borutosérie, após um ataque à sua vila por um ninja desonesto, uma década após a Quarta Grande Guerra Ninja, que tirou a vida de seu neto Kozuchi, Onoki começou a desenvolver o Akuta como uma força de defesa para manter as pessoas seguras e ilesas. Ele continuou aperfeiçoando o processo após receber os restos de um Zetsu Branco, melhorando o Akuta enquanto criava Fabrications como seu filho clone parcial Kū, enquanto orquestrava o seqüestro de Mitsuki para refinar o processo. Mas, ao ver até que ponto as fabricações iriam ver seus ideais realizados, Onoki ajuda Boruto a parar os humanos artificiais ao custo de sua vida. Onoki é dublado por Tomomichi Nishimura no anime japonês e Steven Blum na adaptação em inglês. |

### Kurotsuchi
| Sinopse |
| --- |
| Kurotsuchi Kamizuru (上水流黒ツチ, Kamizuru Kurotsuchi) é a neta de Onoki e seu guarda-costas durante a Cúpula Kage. Ela é uma kunoichi que favorece muito os melhores interesses de sua aldeia, mesmo aconselhando Onoki a matar Naruto e Killer Bee, para evitar vê-los cair na Akatsuki. Ela também conhecia Deidara antes de sua deserção pela Akatsuki. Kurotsuchi participa da Quarta Guerra Ninja, servindo na Segunda Divisão sob seu pai, Kitsuchi. Ela sobrevive à guerra e se torna a Quarta e atual Tsuchikage (四代目土影, Yondaime Tsuchikage) pela epílogo da série, substituindo seu avô doente. Ela é dublada por Hana Takeda no anime japonês e Laura Baileyna adaptação em inglês e também é dublada por Cherami Leigh em Boruto: Naruto Next Generations. |

### Akatsuchi
| Sinopse |
| --- |
| Akatsuchi (赤ツチ) é um dos guarda-costas de Onoki que o acompanha na Cúpula Kage. Ele é um homem corpulento e jovial, no entanto, é leal e dedicado ao seu mestre. Apesar de seu tamanho grande, ele se move rápido e se destaca no Earth Style, usando-o para formar golems. Como Kurotsuchi, ele era amigo de Deidara antes de sua deserção pela Akatsuki. Akatsuchi participa e sobrevive à Quarta Guerra Ninja, continuando a servir como guarda-costas pessoal do Tsuchikage durante o reinado de Kurotsuchi. Ele é dublado por Kenta Miyake em japonês e por Kyle Hebert em inglês. |

| Topo da Página |
| -------------- |

## Tsuchikage
O Tsuchikage (土影, lit. "Sombra da Terra") assim como as outras quatro aldeias, tem um líder Kage e na Vila Oculta da Pedra, tem o Tsuchikage, que foi bem pouco bem pouco mesmo explorado no anime, até mesmo em Boruto. Os Tsuchikages são: Ishikawa, Muu, O Tsuchikage mais velho dentre os Tsuchikages, Ōnoki, a Tsuchikage mais nova, Kurotsuchi. Todos os Tsuchikages foram apresentados extremamente velhos, como o caso de Ishikawa que apareceu únicas vezes já bem velho, Muu que não o rosto nem nada de seu corpo mais já devia ser bem velho também, Ōnoki o velho de todos e Kurotsuchi que exceção entre eles pois está bem nova ainda. Vejamos agora, informações sobre cada um deles.
| Nome                | Data de Nascimento    | Idade              | Status |
| ------------------- | --------------------- | ------------------ | ------ |
| Ishikawa Kamizuru   | 6 de Maio (06/05)     | Desconhecido       | Morto  |
| Mū                  | 6 de Junho (06/06)    | Desconhecido       | Morto  |
| Ōnoki Kamizuru      | 8 de Outubro (08/10)  | Morreu com 95 anos | Morto  |
| Kurotsuchi Kamizuru | 6 de Setembro (06/09) | 45 anos            | Viva   |

### Ishikawa Kamizuru
| Sinopse |
| --- |
| Ishikawa Kamizuru (上水流イシカワ, Kamizuru Ishikawa) foi o Primeiro Tsuchikage (初代土影, Shodai Tsuchikage) Literalmente significa Primeira Sombra da Terra. Não se sabe sobre ele, mas que ele já era velho quando lhe foi mostrado no anime. E que foi ele que fundou a Vila da Pedra. Ele é do clã Kamizuru e é tataravô da Yondaime e avô do Sandaime. |

### Mū
| Sinopse |
| --- |
| Mū (無) foi o Nidaime Tsuchikage (二代目土影, Nidaime Tsuchikage) Literalmente significa Segunda Sombra da Terra. Mū foi o Segundo Tsuchikage, sabe-se devido ao Edo Tensei de Kabuto na Quarta Guerra Ninja. Ele também possuiu a kekkei genkai do Jinton e ensinou a Ōnoki. |

### Ōnoki Kamizuru
| Sinopse |
| --- |
| Ōnoki Kamizuru (上水流オオノキ, Kamizuru Ōnoki) foi o Terceiro Tsuchikage (三代目土影, Sandaime Tsuchikage) Literalmente significa Terceira Sombra da Terra. Ōnoki é neto de Ishikawa, não sabe quem são seus pais, é pai de Kitsuchi que por sua vez é pai da Yondaime. Ele era o único Vivo que possui o elemento Poeira, e que morreu atualmente em Boruto. |

### Kurotsuchi Kamizuru
| Sinopse |
| --- |
| Kurotsuchi Kamizuru (上水流黒ツチ, Kamizuru Kurotsuchi) é a Quarta e atual Tsuchikage (四代目土影, Yondaime Tsuchikage) Literalmente significa Quarta Sombra da Terra. Kurotsuchi é filha de Kitsuchi, neta de Ōnoki e tataraneta de Ishikawa, ou seja uma famílias em Tsuchikages. Ela se tornou Tsuchikage, devido a velhice de Ōnoki depois de décadas como Tsuchikage e depois de lutar contra Madara Uchiha e quase ter morrido, ele passa o cargo para Kurotsuchi. Não foi mostrado muito dela no anime de Boruto. |

| Topo da Página |
| -------------- |

## Clã Ōtsutsuki "N"
O Clã Ōtsutsuki é um clã que não é do Planeta Terra. A 1ª a ser mostrada foi a Kaguya Ōtsutsuki. Depois veio outros Ōtsutsuki e atualmente no Anime de Boruto foi mostrado mais 3, enquanto no mangá apareceu alguns. Existe vários Ōtsutsuki, mas são totalmente desconhecidos, sem informação nenhuma. Na tabela abaixo, terá somente Ōtsutsuki de Naruto, os que apareceram em Boruto não estarão aqui e sim na Lista de Personagens de Boruto que estarei criando futuramente. Veja a tabela com alguns Ōtsutsuki
| Nome               | Data de Nascimento   | Idade                             | Status                         |
| ------------------ | -------------------- | --------------------------------- | ------------------------------ |
| Kaguya Ōtsutsuki   | Desconhecida         | {\displaystyle \cong {1500}} anos | Selada                         |
| Hamura Ōtsutsuki   | 6 de Agosto (06/08)  | {\displaystyle \cong {1400}} anos | Reencarnado em Hinata Hyuuga   |
| Hagoromo Ōtsutsuki | 6 de Agosto (06/08)  | {\displaystyle \cong {1400}} anos | Reencarnado em Naruto e Sasuke |
| Ashura Ōtsutsuki   | 8 de Junho (08/06)   | {\displaystyle \cong {1295}} anos | Reencarnado em Naruto Uzumaki  |
| Indra Ōtsutsuki    | 4 de Janeiro (04/01) | {\displaystyle \cong {1300}} anos | Reencarnado em Sasuke Uchiha   |

### Kaguya Ōtsutsuki
| Sinopse |
| --- |
| Kaguya Ōtsutsuki (大筒木かぐや, Ōtsutsuki Kaguya) era a líder do Clã Ōtsutsuki, que foi também a antagonista central da série Naruto. Ao contrário de seus parentes, Kaguya decidiu manter o mundo para si mesma depois de comer um fruto da Árvore Divina naquele mundo, tornando-se parte da árvore enquanto a usava e a Rinne Sharigan para sujeitar o mundo ao Infinito Tsukuyomi para acabar com todo o conflito. Enquanto Kaguya era reverenciado como a Deusa Coelha. Kaguya foi consumida por seu poder, pois acabou perdendo a confiança na humanidade ao converter humanos assimilados pela Árvore Divina em seu exército pessoal de Zetsu Branco como defesa contra seus parentes. Este e os outros atos horripilantes que Kaguya resultou no povo então impotente para denunciá-la como um "Demônio". Mais tarde, aprendendo que parte de seu chakra passou para seus filhos, Hagoromo e Hamura, Kaguya tenta recuperar esse poder, fundindo-se na Árvore Divina e transformando-o no Dez-Caudas. Mas a batalha que se seguiu resultou na selagem das Dez Caudas na lua, quando capturadas por Hagoromo e reduzidas a Estátua Gedō Mazō depois que o chakra de Kaguya foi completamente extraído e fragmentado nas nove Bestas com Cauda. Mas Kaguya criou o Zetsu Negro no último segundo para orquestrar seu retorno, influenciando o filho mais velho de Hagoromo, Indra, e o Clã Uchiha. Tendo manipulado Madara Uchiha com sucesso para eventualmente lançar o Tsukuyomi Infinito enquanto o corpo de Dez-Caudas é absorvido pelo Uchiha, Zetsu Negro trai Madara e o converte em um navio para Kaguya habitar. A partir daí, considerando Naruto e Sasuke uma ameaça, porque são as atuais reencarnações de seus netos e por causa da semelhança com seus próprios filhos, Kaguya leva a Equipe 7 e Obito em seus reinos dimensionais para matá-los lá. No entanto, depois de ser dominado por Naruto e Sasuke e com a ajuda do soco de Sakura. |

### Hamura Ōtsutsuki
| Sinopse |
| --- |
| Hamura Ōtsutsuki (大筒木ハムラ, Ōtsutsuki Hamura) é filho de Kaguya, irmão gêmeo de Hagoromo e os Hyuugas são seus descendentes. Hamura tem o Byakugan assim como sua mãe, mas ele também tem o Tenseigan, assim como Toneri. Ele junto de Hagoromo, foi capaz de selar Kaguya no Chibaku Tensei dos Seis Caminhos que posteriormente viria a se tornar a Lua. Depois disso, Hagoromo ficou na Terra pra criar um mundo bom e Hamura foi morar na Lua. Hagoromo teve dois filhos, e aparentemente, Hamura não teve nenhum. Mas parece que o clã Ōtsutsuki todo vive na Lua. Hamura está reencarnado em Hinata Hyuuga que é descendente direta de Hamura Ōtsutsuki. |

### Hagoromo Ōtsutsuki
| Sinopse |
| --- |
| Hagoromo Ōtsutsuki (大筒木ハゴロモ, Ōtsutsuki Hagoromo) é filho de Kaguya e irmão gêmeo de Hamura. Tendo involuntariamente herdado fragmentos do chakra dos Shinju enquanto estavam no ventre de sua mãe, Hagoromo e Hamura acabaram lutando com Kaguya ao descobrir a verdade da utopia em que nasceram. Depois que os irmãos derrotaram Kaguya após sua transformação no Dez-Caudas, Hagoromo extraiu seu chakra e selou a Estátua Gedō Mazō no que se tornou a lua onde Hamura e seus descendentes residem. Usando o chakra para estabelecer uma prática conhecida como ninshu, que acabou evoluindo para o ninjutsu para sua consternação, Hagoromo iniciou uma família enquanto considerava um herdeiro de seu legado entre seus filhos, Ashura e Indra. Enquanto Indra era naturalmente talentoso e auto-suficiente, Hagoromo finalmente decidiu Ashura devido à sua capacidade de fazer amizade com outras pessoas e ideologias pacíficas. Isso causaria uma briga entre os irmãos, Hagoromo não sabia do papel de Zetsu Negro em transformar Indra contra sua família. Mais tarde, Hagoromo usa suas últimas forças para criar as Bestas com Cauda antes de morrer. Apesar de sua morte, o espírito de Hagoromo observou Ashura e Indra ao longo de suas reencarnações, incluindo Hashirama e Madara, antes das encarnações atuais de seus filhos como Naruto e Sasuke. Durante a Quarta Grande Guerra Ninja, percebendo as intenções de Madara, Hagoromo intervém para dar a Naruto e Sasuke o poder de derrotar Kaguya e depois trazer o Time 7 de volta da dimensão de Kaguya com o falecido Kage. Hagoromo finalmente parte quando Naruto e Sasuke prosseguem em seu duelo final. |

### Ashura Ōtsutsuki
| Sinopse |
| --- |
| Ashura Ōtsutsuki (大筒木アシュラ, Ōtsutsuki Ashura) é filho de Hagoromo, irmão de Indra, sobrinho de Hamura, neto de Kaguya. Ashura era o filho mais novo de Hagoromo. Ele não tinha nenhum doujutsu, não era muito inteligente, nem sabia usar seu Chakra. Mas ele gostava de ajudar as pessoas e tinham um coração puro cheio de amor. Hagoromo perto da morte pediu para seus filhos, fazerem uma missão e aquele que fizesse e terminasse mais rápido seria o escolhido para ser seu sucessor. Ashura demorou muito tempo para fazer sua missão, mas ele se preocupou com todos as pessoas que estavam junto dele. Dias e dias depois de Indra ter chegado, Hagoromo diz que Ashura era seu sucessor. Indra fica furioso e ataca a todos. Mas Hagoromo e Ashura protegem o lar deles. Depois de morrer, Ashura se reencarnou no que seria considerado “Deus Shinobi”, o futuro "Shodai Hokage", o futuro líder do clã Senju que era seu descendente junto do clã Uzumaki, ele se reencarnou em Hashirama Senju. Depois de Hashirama morrer, Ashura teve de se reencarnar em outra pessoa, esta que seria uma pessoa mais poderosa que Hashirama, Naruto Uzumaki. Naruto continua vivo até hoje então a história de Ashura acaba aqui, pois não há o que falar sobre ele mais. |

### Indra Ōtsutsuki
| Sinopse |
| --- |
| Indra Ōtsutsuki (大筒木インドラ, Ōtsutsuki Indora) é filho de Hagoromo, irmão de Ashura, sobrinho de Hamura e neto de Kaguya. Indra é filho de Hagoromo e era o contrário de Ashura. Ele tinha o Sharingan, ele era inteligente, sabia controlar muito bem seu Chakra. Mas não tinha amor por nada. Zetsu Negro foi manipulando Indra desde pequeno, até que ele ficasse totalmente impiedoso com tudo. Enquanto que na missão que Hagoromo os deu, Ashura demorou muito para acabar, Indra fez tudo sozinho praticamente. Indra não se importava com ninguém. Ele é descendente dos Uchihas, e quando morreu, se reencarnou no 1º Uchiha mais poderoso de todo o mundo: Uchiha Madara. Mas depois de um século aproximadamente, Madara morreu e Indra teve de se reencarnar em outro Uchiha, dessa vez ele escolheu Uchiha Sasuke. Sasuke continua vivo até hoje, então Indra não reencarnou novamente. Indra e Ashura se tornaram rivais. E isso fez com que eles reencarnassem em rivais descendentes deles, que foi o caso de Hashirama e Madara, e Naruto e Sasuke. |

| Topo da Página |
| -------------- |

## Bijuus
As Bijuus são monstros de Chakra criados por Hagoromo Ōtsutsuki, depois de separar o Chakra do Juubi em 9 partes. Pelo fato do Juubi ser muito forte, o Chakra dele era imenso, fazendo com que essas nove partes do Chakra se tornassem monstros para shinobis comuns. Existem 9 Bijuus ao todo, mais o Juubi que a junção das 9. E elas são: Shukaku, Matatabi, Isobu, Son Goku, Kokuō, Saiken, Choumei, Gyūki e Kurama. E por último o Juubi.
| Nome          | Nº de Caudas                  | Chakra                                                                    | Chakra | Espécie                        | Família                                                                               | Família |
| Nome          | Nº de Caudas                  | Kekkei Genkai                                                             | Elementos de Chakra | Espécie                        | Jinchūriki                                                                            | Afiliações |
| ------------- | ----------------------------- | ------------------------------------------------------------------------- | --- | ------------------------------ | ------------------------------------------------------------------------------------- | --- |
| Shukaku       | Uma Cauda (Ichibi)            | Estilo Magnetismo (Jiton)                                                 | Estilo Magnetismo (Jiton)Estilo Terra (Doton)Estilo Vento (Fūton/Fuuton) | Tanuki                         | BunpukuGaaraNaruto Uzumaki                                                            | Hagoromo ŌtsutsukiAldeia da AreiaPaís do Vento |
| Matatabi      | Duas Caudas (Nibi)            |                                                                           | Estilo Fogo (Katon) | Bakeneko                       | Yūgito NiiNaruto Uzumaki                                                              | Hagoromo ŌtsutsukiAldeia da NuvemPaís do Relâmpago |
| Isobu         | Três Caudas (Sanbi)           |                                                                           | Estilo Água (Suiton)Estilo Yin (Inton) | Tartaruga                      | Rin NoharaYagura KaratachiYūkimaru/YuukimaruNaruto Uzumaki                            | Hagoromo ŌtsutsukiAldeia da NévoaPaís da ÁguaLago em país desconhecido no anime                                                                           |
| Son Goku      | Quatro Caudas (Yonbi)         | Estilo Lava (Yōton/Youton)                                                | Estilo Fogo (Katon)Estilo Terra (Doton)Estilo Lava (Yōton/Youton) | MacacoSábio                    | RōshiNaruto Uzumaki                                                                   | Hagoromo ŌtsutsukiAldeia da PedraPaís da TerraCaverna Oculta por Água                                                                                     |
| KokuōKokuou   | Cinco Caudas (Gobi)           | Estilo Fervura ou Vapor (Futton)                                          | Estilo Fogo (Katon)Estilo Água (Suiton)Estilo Fervura (Futton) | Híbrido de Golfinho com Cavalo | HanNaruto Uzumaki                                                                     | Hagoromo ŌtsutsukiAldeia da PedraPaís da Terra |
| Saiken        | Seis Caudas (Rokubi)          |                                                                           | Estilo Água (Suiton) | Lesma                          | Utakata LiriumNaruto Uzumaki                                                          | Hagoromo ŌtsutsukiAldeia da NévoaPaís da Água |
| ChōmeiChoumei | Sete Caudas (Nanabi/Shichibi) |                                                                           | | Kabutomushi                    | Fū/FuuNaruto Uzumaki                                                                  | Hagoromo ŌtsutsukiAldeia da Cachoeira |
| GyūkiGyuuki   | Oito Caudas (Hachibi)         |                                                                           | | Ushi-oni                       | Blue BeeKiller BeeNaruto Uzumaki                                                      | Hagoromo ŌtsutsukiAldeia da NuvemPaís do RelâmpagoVale das Nuvens e Relâmpago                                                                             |
| Kurama        | Nove Caudas (Kyūbi/Kyuubi)    |                                                                           | Estilo Fogo (Katon)Estilo Vento (Fūton/Fuuton)Estilo Yang (Yōton/Youton) | KitsuneTipo Sensor             | Mito UzumakiKushina UzumakiMinato NamikazeNaruto UzumakiZetsu NegroSoraGinkakuKinkaku | Hagoromo ŌtsutsukiAldeia da FolhaPaís do FogoForças Aliadas Shinobi                                                                                       |
| ShinjūShinjuu | Dez Caudas (Jūbi/Juubi)       | Kekkei Mōra/Moura: Rinne SharinganKekkei Genkai: Estilo Madeira (Mokuton) | Estilo Fogo (Katon)Estilo Vento (Fūton/Fuuton)Estilo Relâmpago (Raiton)Estilo Terra (Doton)Estilo Água (Suiton)Estilo Madeira (Mokuton)Estilo Yin (Inton)Estilo Yang (Yōton/Youton)Estilo Yin-Yang (Onmyouton, In'youton) | Árvore e animal humanoide      | Hagoromo Ōtsutsuki (Jūbi/Juubi)Obito Uchiha (Jūbi/Juubi)Madara Uchiha (Jūbi/Juubi)    | Kaguya Ōtsutsuki (Shinjū/Shinjuu)Mundo Ninja (Shinjū/Shinjuu)Outros mundos e planetas (Shinjū/Shinjuu)Estátua Gedō Mazō/Gedou Mazou (Casca do Jūbi/Juubi) |

### Shukaku
| Sinopse |
| --- |
| Shukaku (守鶴) é a Primeira Besta com Cauda (初代尾獣, Shodai Bijuu) conhecida como Uma Cauda (一尾, Ichibi) ou também Shukaku de Uma Cauda (一尾の守鶴, Ichibi no Shukaku). O Shukaku foi criado junto das outras Bijuus pira Hagoromo Ōtsutsuki, e ele guarda um ódio enorme por Kurama devido a ela dizer que a força das Bijuus vem do número de Caudas, fazendo assim, ele ser o mais fraco. Shukaku diferentemente das outras Bijuus, não foi capturado e vendido por Hashirama, e sim, ele já era de Sunagakure. Shukaku teve dois Jinchūrikis sendo esses, Bunpuku e Gaara, e Naruto que contém uma parte do Chakra dele também. Shukaku foi capturado por Deidara, no início do Shippuden, e depois é solto na Quarta Guerra Mundial Shinobi, e depois, em Boruto, que foi mostrado que Urashiki quase o capturou. |

### Matatabi
| Sinopse |
| --- |
| Matatabi (又旅) é a Segunda Besta com Cauda (二代目尾獣, Nidaime Bijuu) conhecida como Duas Caudas (二尾, Nibi) ou também Matatabi de Duas Caudas (二尾の又旅, Nibi no Matatabi). Matatabi assim como Shukaku, foi criado por Hagoromo, e assim como o Ichibi, ela também odeia Kurama por seu modo de medir a força das Bijuus. Matatabi foi a Segunda Bijuu tendo assim Duas Caudas. Hagoromo cuidou das Bijuus até ele morrer, depois disso elas ficaram livres pelo mundo. Mais tarde, Hashirama as capturou e vendeu Matatabi para a Vila da Nuvem junto do Gyuuki. Matatabi foi selada dentro de Yugito e no início do Shippuden ela foi capturada por Hidan e Kakuzu e selada na Casca do Juubi ou Estátua Gedō Mazō. Durante a Quarta Guerra Mundial Shinobi, ela foi solta e está livre pelo mundo, com uma parte do seu Chakra dentro de Naruto. Não se sabe, se Urashiki a capturou novamente. |

### Isobu
| Sinopse |
| --- |
| Isobu (磯撫) é a Terceira Besta com Cauda (三代目尾獣, Sandaime Bijuu) conhecida como Três Caudas (三尾, Sanbi) ou também Isobu de Três Caudas (尾獣の磯撫, Sanbi no Isobu) Isobu é uma das nove Bijuus criadas por Hagoromo sendo ela a terceira. O Isobu é uma espécie de Tartaruga Gigante que tem alta velocidade e capacidade de produzir uma Névoa Ilusória. Ele foi capturado por Hashirama e vendido pra Kirigakure junto do Saiken. Ele foi colocado dentro de Rin Nohara na tentativa de destruir a Vila da Folha. O Plano não funcionou e Isobu foi selado mais tarde em Yagura, que fora morto um tempo depois. Depois disso, ele fica escondido até Deidara e Tobi o capturarem. Ele é liberto após a Quarta Guerra Mundial Shinobi mas uma parte de seu Chakra e colocado em Naruto. Não se sabe se Momoshiki, Kinshiki e Urashiki o pegaram novamente ou se ele continuar livre atualmente em Boruto. |

### Son Goku
| Sinopse |
| --- |
| Son Goku (孫悟空) é a Quarta Besta com Cauda (四代目尾獣, Yondaime Bijuu) conhecida como Quatro Caudas (四尾, Yonbi) ou também Son Goku de Quatro Caudas (四尾の孫悟空, Yonbi no Son Goku) Son Goku é uma Bijuu assim como as outras e ela tem a Kekkei Genkai da Lava, e sendo assim, é difícil enfrentar ele sem se queimar. Son Goku além das suas técnicas tem sua Bijuudama, que todas as Bijuus incluindo o Juubi também conseguem fazer. Ele assim como as outras foi capturada por Hashirama e vendida para Iwagakure junto de Kokuō, e selada em Rōshi, ele ficaram junto por 40 anos. Depois, Kisame foi capturar o Yonbi. Somente depois da Quarta Guerra Mundial Shinobi que ele se libertou mas deixando um pouco de seu Chakra em Naruto. Não se sabe se ele está livre ainda. |

### Kokuō
| Sinopse |
| --- |
| Kokuou (穆王, Kokuō) é a Quinta Besta com Cauda (五代目尾獣, Godaime Bijuu) conhecida como Cinco Caudas (五尾, Gobi) ou também Kokuou de Cinco Caudas (五尾の穆王, Gobi no Kokuō) Kokuō é um híbrido de Golfinho com Cavalo que foi vendido para Iwagakure com Son Goku. Não se sabe quando se selaram Kokuō em Han, mas Iwa só usaram um Jinchūriki para cada Bijuu que eles tinham. Son foi selado em Rōshi e ficaram junto por 40 anos, deve ter sido parecido o caso do Kokuou com Han. Kokuō não foi explorado no anime, não se sabe quem o selou na Estátua Gedō Mazō, mas sabe-se que ele foi a única Bijuu que conseguiu escapar do controle de Tobi na Quarta Guerra Mundial Shinobi por pouco tempo. Ele também foi capaz de jogar o Gyuuki Longen usando seus chifres na cabeça com um só golpe. Sabe que ele está livre e que parte do seu Chakra está no Naruto. Não se sabe se ele foi capturado novamente. |

### Saiken
| Sinopse |
| --- |
| Saiken (犀犬) é a Sexta Besta com Cauda (六代目尾獣, Rokudaime Bijuu) conhecida como Seis Caudas (六尾, Rokubi) ou também Saiken de Seis Caudas (六尾の犀犬, Rokubi no Saiken). O Saiken é uma espécie de Lesma que solta um líquido viscoso com vapor de seu nariz, ele foi a única Bijuu capaz de mudar do manto de Chakra Vermelho para um Azul que quando está assim, corrói tudo que encosta. Não se sabe se o Saiken foi morar na Floresta Shikkotsu (Lar das Lesmas) assim como a Katsuyu (Lesma de Tsunade) quando ele estava livre pelo mundo. Quando Hashirama o capturou foi vendido para Kirigakure junto do Isobu. O Sandaime Mizukage selou Saiken dentro de Utakata. Durante um filler em Naruto Shippuden, foi mostrado no final dele que Pain luta com Utakata e extrai a Bijuu do mesmo. (Esse filler é alguns episódios antes da invasão de Pain em Konoha). Assim como todos as 6 Bijuus (Matatabi, Isobu, Son Goku, Kokuou, Saiken e Choumei) foram colocados dentro de seus respectivos Jinchūrikis, com exceção de Shukaku pois Gaara não havia morrido. Depois da Guerra, todas as Bijuus ficaram livres incluindo Saiken mas deixando um pouco de seu Chakra dentro de Naruto. Não se sabe o que aconteceu com Saiken atualmente. |

### Chōme
| Sinopse |
| --- |
| Choumei (重明, Chōmei) é a Sétima Besta com Cauda (七代目尾獣, Nanadaime Bijuu) conhecida como Sete Caudas (七尾, Nanabi) ou também Choumei de Sete Caudas (七尾の重明, Nanabi no Chōmei). Choumei é uma Bijuu bem peculiar, pois não possui 7 Caudas e sim 1 Cauda e 6 Asas. A mesma foi capturada por Kakuzu durante uma batalha contra Hashirama, que foi derrotado pelo mesmo. Não foi mostrado muito sobre o Choumei, mas sabe que ele foi selado em Fuu e que eles se davam bem apesar de controlar o poder da Besta. Choumei foi capturada antes do anime começar assim como fizeram com Kokuō, mas diferente dele foi mostrado que ela foi capturada por Hidan e Kakuzu. Depois da Guerra, Choumei é livre, e depois não é mais mostrado ele. Não se sabe oq aconteceu com ele. |

### Gyūki
| Sinopse |
| --- |
| Gyuuki (牛鬼, Gyūki) é a Oitava Besta com Cauda (八代目尾獣, Hachidaime Bijuu) conhecida como Oito Caudas (八尾, Hachibi) ou também Gyuuki de Oito Caudas (八尾の牛鬼, Hachibi no Gyūki). Gyuuki é a segunda Bijuu mais forte de acordo com o mediador de forças da Kurama. Ele foi vendido para o Primeiro Raikage junto do Matatabi. Gyūki foi selado dentro de Blue Bee depois selado dentro de uma cabaça do Rikudou Sennin pelo Sandaime Raikage e depois selado em seu último Jinchūriki, Killer Bee, que este conseguiu controlar o poder da Besta e virar amigo da mesma. O Time Taka tenta capturar o Hachibi para a Akatsuki mas falha pois Gyūki sacrifica um tentáculo pra se salvar. Na Guerra Mundial Shinobi, ele é extraído de dentro de Bee e para ele não morrer, Gyuuki deixa um tentáculo dentro de Bee, depois o Hachibi transfere um pouco de seu Chakra para Naruto. Em Boruto, foi mostrado que Momoshiki e Kinshiki lutaram com Bee e Gyuuki, mas parece que ele foi morto, aparentemente, no final do filme de Boruto, mostra-se o Bee junto de Gyūki vivos. |

### Kurama
| Sinopse |
| --- |
| Kurama (九喇嘛) é a Nona Besta com Cauda (九代目尾獣, Kyuudaime Bijuu) conhecida como Nove Caudas (九尾, Kyuubi) ou também Kurama de Nove Caudas (九尾の九喇嘛, Kyuubi no Kurama) Kurama era odiada por todos seus irmãos pelo seu jeito de medir a força deles. Sendo assim, Kurama era a mais forte. Kurama lutou contra Hashirama e depois foi capturado pelo mesmo. Kurama foi selada por Mito Uzumaki dentro da mesma. Perto de Mito morrer, ela selou a Kyuubi dentro de Kushina Uzumaki sendo mais uma Uzumaki a ser Jinchūriki da Kurama. Durante seu parto, Obito Uchiha conseguiu tirar a Kurama de dentro de Kushina e controlá-la, sendo assim começa a série Naruto. A série começa contando que a Raposa de Nove Caudas havia atacado de repente a Aldeia da Folha, e que o Quarto Hokage, Minato, havia selado ela metade em si e metade no seu filho recém-nascido. Durante todo Naruto Clássico e até o começo da Quarta Guerra Mundial Shinobi, Naruto não tinha controle da Kyuubi, mas depois de treinar com Killer Bee, conseguiu dominar a Kurama. Durante a Guerra, Madara Uchiha extraiu Kurama de dentro de Naruto, mas Minato imediatamente transferiu a metade selada dentro dele pra dentro de Naruto. Naruto consegue acabar com a Guerra e fica com uma parte do Chakra de cada Bijuu e Kurama toda dentro de si. Atualmente, Kurama é amiga de Naruto e ele é o mais forte do mundo. |

### Shinjū
| Sinopse |
| --- |
| A Árvore Divina (神樹, Shinjū) é a Árvore de Chakra que tem em alguns planetas, Kaguya que desceu não Terra, comeu o fruto da Árvore e assim se tornou suprema, depois quando lutou com seus filhos, a Árvore se transformou no Dez Caudas (十尾, Juubi). Depois de Hagoromo e Hamura vencer a luta, Hagoromo selou o Juubi em seu corpo. Perto de morrer, ele separou o Juubi em nove partes sendo assim, as nove Bestas com Caudas. E a Casca do Juubi se tornaria a Estátua Gedō Mazō. As Bijuus e o Juubi são capazes de lançar Esferas da Besta com Cauda (尾獣玉, Bijuudama), que são incríveis bolas de tom roxo escuro feitas de Chakra Azul e Vermelho. Na Quarta Guerra Mundial Shinobi, Obito invoca a estátua com as 7 Bijuus, tentando trazer a Árvore Divina e o Juubi novamente ao mundo. Ele e Madara, conseguem isso e colocam finalmente o Tsukuyomi Infinito (無限月読ま, Mugen Tsukuyomi) no mundo e fazem todos sonharem, com exceção do Time 7. Depois do Tsukuyomi acabar, Zetsu Negro manipula Madara e ressuscita Kaguya que é selada por Naruto e Sasuke. Em Boruto foi mostrado uma Shinjū morta quando Momoshiki capturou Naruto pra extrair seu Chakra. |

| Topo da Página |
| -------------- |

## Jinchūriki
Os Jinchūrikis são shinobis que foram usados para selarem as Bijuus. Eles são tratados friamente, por serem conhecidos como monstros. Existem 3 Jinchūrikis vivos atualmente, sendo eles: Naruto, Killer Bee, e Gaara que apesar de não ter o Shukaku dentro de si, tem contato com ele. Antes da Guerra, existiam 9 Jinchūrikis sendo eles: Gaara, Yugito Nii, Yagura, Rōshi, Han, Utakata, Fuu, Killer Bee e Naruto. Durante a Guerra, houve mais 3 Jinchūrikis sendo os 2 Uchihas: Obito e Madara, e por pouco tempo, Zetsu Negro. Mais antigamente, houve também o Bunpuku (Jinchūriki do Shukaku), Rin Nohara (Jinchūriki do Isobu), Blue Bee (Jinchūriki do Gyūki), Mito Uzumaki, Kushina Uzumaki, Minato Namikaze, Ginkaku e Kinkaku, Sora, (Todos eles sendo Jinchūrikis do Kurama) e por último Hagoromo Ōtsutsuki (Jinchūriki do Juubi). Tem também o Yuukimaru, que apesar de não ter o Isobu dentro de si, tinha poder sobre a Besta. Totalizando todos os Jinchūrikis resulta em 22 e serão apresentados aqui.
| Nome                | Data de Nascimento                                        | Idade                             | Status                         |
| ------------------- | --------------------------------------------------------- | --------------------------------- | ------------------------------ |
| Bunpuku             | 9 de Fevereiro (09/02)                                    | Desconhecida                      | Morto                          |
| Gaara Sabaku        | 19 de Janeiro (19/01)                                     | 32 anos                           | Vivo                           |
| Yugito Nii          | 24 de Julho (24/07)                                       | Morreu com 29 anos                | Morta                          |
| Rin Nohara          | 15 de Novembro (15/11)                                    | Morreu com 13 anos                | Morta                          |
| Yagura Karatachi    | 3 de Abril (03/04)                                        | Morreu com 32 anos                | Morto                          |
| Yūkimaru            | Desconhecida                                              | 12 anos                           | Provavelmente Vivo             |
| Rōshi               | 4 de Junho (04/06)                                        | Desconhecida                      | Morto                          |
| Han                 | 10 de Maio (10/05)                                        | Desconhecida                      | Morto                          |
| Utakata Lirium      | 16 de Junho (16/06)                                       | Morreu com 18 anos                | Morto                          |
| Fuu da Cachoeira    | 8 de Agosto (08/08)                                       | Desconhecida                      | Morta                          |
| Blue Bee            | Desconhecida                                              | Morreu com 22 anos                | Morto                          |
| Killer Bee          | 15 de Maio (15/05)                                        | 52 anos                           | Vivo                           |
| Mito Uzumaki        | 3 de Maio (03/05)                                         | Morreu com 47 anos                | Morta                          |
| Kushina Uzumaki     | 10 de Agosto (10/08)                                      | Morreu com 28 anos                | Morta                          |
| Minato Namikaze     | 25 de Janeiro (25/01)                                     | Morreu com 26 anos                | Morto                          |
| Naruto Uzumaki      | 10 de Outubro (10/10)                                     | 33 anos                           | Vivo                           |
| Zetsu Negro         | Não existe                                                | Não existe                        | Selado junto com Kaguya        |
| "Ginkaku e Kinkaku" | Ginkaku = 9 de Abril (09/04) Kinkaku = 7 de Março (07/03) | Ambos tem 44 anos                 | Mortos                         |
| "Sora"              | 10 de Outubro (10/10)                                     | Provavelmente 32 anos             | Provavelmente Vivo             |
| Hagoromo Ōtsutsuki  | 6 de Agosto (06/08)                                       | {\displaystyle \cong {1400}} anos | Reencarnado em Naruto e Sasuke |
| Obito Uchiha        | 10 de Fevereiro (10/02)                                   | Morreu com 30 anos                | Morto                          |
| Madara Uchiha       | 24 de Dezembro (24/12)                                    | Morreu com 100 a 110 anos         | Morto                          |

### Bunpuku
| Sinopse |
| --- |
| Bunpuku (分福) Não se sabe quase nada sobre ele como Jinchūriki do Shukaku. Sabe que ele tinha um contato frequente com o Shukaku e que foi o 2º Jinchūriki do mesmo. |

### Gaara Sabaku
| Sinopse |
| --- |
| Gaara do Deserto (砂瀑の我愛羅, Sabaku no Gaara) Gaara foi o terceiro Jinchūriki do Shukaku. Devido à Gaara ser um Jinchūriki, teve uma péssima infância e cresceu com ódio puro em todo seu coração. Mais tarde, Naruto consegue fazer Gaara acordar e Gaara muda de um psicopático mortal, para um shinobi amoroso. No Shippūden, Deidara derrota Gaara e extrai o Shukaku, fazendo-o morrer, mas é revivido por Chiyo. Obito vira Jinchūriki do Shukaku quando ele começa a Quarta Guerra Mundial Shinobi, devido a ele não ter o seu Jinchūriki morto. Gaara atualmente tem contato com Shukaku, mas não é mais um Jinchūriki. |

### Yugito Nii
| Sinopse |
| --- |
| Yugito Nii (二位ユギト, Nii Yugito) Não se sabe muito sobre ela, mas ela foi a única Jinchūriki do Matatabi. Ao contrário de Killer Bee que não podia fazer da vila, Yugito podia sair quando quisesse de Kumogakure. Ela foi capturada por Hidan e Kakuzu e foi revivida com sua Bijuu durante a Quarta Guerra Mundial Shinobi. |

### Rin Nohara
| Sinopse |
| --- |
| Rin Nohara (のはらリン, Nohara Rin) era uma kunoichi do Time Minato, Rin foi forçada a aceitar ser jinchūriki do Sanbi, por Kirigakure, que estava sendo controlada por Madara. Madara fez com Zetsu levasse Obito até onde Rin estava. Ele queria que Obito presenciasse sua amada morrendo para que perdesse todos os seus laços com o mundo. O plano de Madara funcionou muito bem, Obito ficou com ódio no coração e despertou seu Mangekyou. Pensando em Rin, Obito aceitou a ideia de Madara. Depois da morte de Obito, Rin se encontra com ele, e eles provavelmente ficaram juntos no mundo dos mortos. |

### Yagura Karatachi
| Sinopse |
| --- |
| Yagura Karatachi (枸橘やぐら, Karatachi Yagura) foi escolhido como Jinchūriki do Sanbi depois da morte de Rin Nohara. Yagura controlava muito bem o poder de sua Besta, tanto que foi escolhido para se tornar o Yondaime Mizukage. Nessa época, Yagura estava sendo controlado por Obito (Tobi/Madara), ele fez com que a Vila sofresse por causa da morte de Rin, mas não sabia que isso tudo era plano de Madara. Obito transformou Yagura em uma pessoa cruel e sanguinária, que deixou a Aldeia da Névoa, virar Aldeia da Névoa Sangrenta. Muito tempo depois, Yagura é despertado do Genjutsu de Obito e morre. Depois disso, não se sabe se Yūkimaru tem relação com o Yondaime. |

### Yūkimaru
| Sinopse |
| --- |
| Yuukimaru (幽鬼丸, Yūkimaru) é uma criança que Orochimaru e Kabuto tinham, eles queriam usar Yūkimaru para pegar o Três-Caudas já que ele tinha poder para controlá-lo. Guren ficou responsável pelo garoto, pois Orochimaru sabia que ela iria se apegar ao menino, tendo sido ela a responsável pela morte da mãe dele. Depois de Guren e Yuukimaru ficarem muito mal, os dois ficam juntos e deixam tudo isso de lado. No fim, o Isobu é capturado por Deidara e Tobi. Não se sabe se Yūkimaru tem relação com Yagura e posteriormente com Kagura. |

### Rōshi
| Sinopse |
| --- |
| Roushi (老紫, Rōshi) é um Jinchūriki de Iwagakure que tem o Yonbi à 40 anos dentro de si. Devido ao Son Goku, Rōshi tem como usar o Youton (Lava). Não foi muito mostrado sobre ele, mas durante as lutas contra Kisame e Naruto com Bee, ele se mostrou sendo um difícil inimigo. Kisame conseguiu vencer de Rōshi pois tinha o Suiton que é mais forte contra coisas quentes como Fogo e Lava. Assim que ele o derrotou, Rōshi morreu e Son Goku foi extraído. |

### Han
| Sinopse |
| --- |
| Han (ハン) assim como Rōshi era de Iwagakure, não se sabe à quanto tempo, ele era Jinchūriki. Ele era o Jinchūriki do Gobi. Han tinha como usar o Futton (Vapor) mas não se sabe se é porque ele tinha o Kokuō dentro de si ou porque ele tinha esse Kekkei Genkai mesmo. Não se sabe quem capturou Han e extraiu o Gobi. Mas foi mostrado, que Kokuō foi a única Bijuu que conseguiu escapar do controle de Obito, e tentar atacar o mesmo. Não se sabe muito mais sobre Kokuou e Han. |

### Utakata Lirium
| Sinopse |
| --- |
| Utakata Lirium (リリウムウタカタ, Ririumu Utakata) era um Nukenin de Kirigakure, Kiri tentou 2 duas vezes com o Sanbi e uma só com o Rokubi, Hashirama deveria ter dado só uma Bijuu para Kiri. Utakata fugiu depois de quase ser "morto" por seu Sensei. Utakata vivia andando pelo mundo. Mais tarde, Utakata vai procurar um membro ANBU de Kiri, mas descobre que ele está morto. E logo em seguida, luta contra Pain. Pain vence e mata Utakata retirando sua Bijuu. |

### Fuu da Cachoeira
| Sinopse |
| --- |
| Fuu (フウ, Fū) é a única Jinchūriki que não faz parte das Cinco Grandes Nações. Fuu vive em Takigakure, e é a única Jinchūriki do Nanabi. Fuu foi mostrada que não ter muitos poderes, mas parece ter um pouco do controle de sua Bijuu. Fuu foi capturada por Hidan e Kakuzu e morta ao ter o Choumei retirado de si. |

### Blue Bee
| Sinopse |
| --- |
| Blue Bee (ブルービー, Burū Bī) Não se sabe muito sobre ele, sabe-se que ele foi o Jinchūriki do Gyūki e que seu corpo não aguentou uma Bijuu dentro dele. E por isso, ele morreu e o Hachibi foi passado pra Killer Bee |

### Killer Bee
| Sinopse |
| --- |
| Killer Bee (キラービー, Kirā Bī) é o irmão adotivo de A (4º), ele é o Jinchūriki atual do Gyuuki. Bee controla 100% do Hachibi e tem um ligação amigável muito forte. Hachibi foi extraído por Madara mas para que Bee não morresse, ele deixou um de seus tentáculos dentro dele. Depois da Guerra, Gyūki volta pra dentro de Bee. Killer Bee ainda continua vivo e sendo o Jinchūriki do Hachibi. |

### Mito Uzumaki
| Sinopse |
| --- |
| Mito Uzumaki (うずまきミト, Uzumaki Mito) foi a 1ª Jinchūriki do Kurama. Após Hashirama capturar as Bestas, Mito selou Kurama dentro de si. Perto de sua morte, Mito mandou Kushina ir para Konoha e quando chegasse a hora, selar a Kyuubi dentro de Kushina. |

### Kushina Uzumaki
| Sinopse |
| --- |
| Kushina Uzumaki (うずまきクシナ, Uzumaki Kushina) é a 2ª Jinchūriki do Kurama, sendo sucessora de Mito. Kushina ficou com a Kyūbi desde pequena até o parto de seu filho. Devido ao Obito (Tobi/Madara), Kushina ao dar à luz de Naruto, é sequestrada por ele e o mesmo força a extração da Kyuubi para fora de Kushina. Kushina não morreu instantemente devido ao seu Chakra Uzumaki. Minato após derrotar Obito, sela o Kurama dentro de si com a metade Yin e em Naruto, seu filho recém-nascido com a metade Yang da Besta. |

### Minato Namikaze
| Sinopse |
| --- |
| Minato Namikaze (波風ミナト, Namikaze Minato) é marido de Kushina e pai de Naruto. Durante o ataque de Obito com a Nove-Caudas em Konoha, Minato se torna um Jinchūriki parcial do Kurama, pois ele não podia selar toda a Kyuubi dentro de Naruto. Minato fica com a parte Yin e deixa Naruto com a parte Yang. Durante a Guerra, Minato é trazido de volta a vida pelo Edo Tensei, e devido ao Naruto ter conseguido controlar o poder da Besta, Minato também consegue acessar o Modo de Chakra da Kyuubi. Após Madara extrair o Kurama de Naruto, Minato imediatamente transfere a outra metade da Besta para dentro de Naruto, para que ele não morra com a extração. Depois, Minato volta para o mundo dos mortos. |

### Naruto Uzumaki
| Sinopse |
| --- |
| Naruto Uzumaki (うずまきナルト, Uzumaki Naruto) é o 3º Jinchūriki do Kurama. Kurama foi selada dentro dele quando ele ainda era recém-nascido. A infância de Naruto foi péssima por causa disso. Depois de seu treinamento com Jiraiya, ele ficou mais forte, mas ainda sim não era suficiente para derrotar Kurama. Nessa época, Naruto já havia mostrado até o manto de Quatro Caudas da Besta. Durante a Guerra, Killer Bee e Naruto, estavam escondidos e foi nessa época que Naruto com ajuda de Bee conseguiu controlar o poder da Besta. Depois da Guerra, Kurama que havia sido extraída uma parte por Madara volta pra dentro de Naruto. |

### Zetsu Negro
| Sinopse |
| --- |
| Zetsu Negro (黒ゼツ, Kuro Zetsu) foi uma criação de Kaguya. Ele se tornou Jinchūriki do Kurama temporariamente quando roubou o Chakra da Besta. Pouco tempo depois ele deixa de ser Jinchūriki da mesma. |

### Ginkaku e Kinkaku
| Sinopse |
| --- |
| Ginkaku (銀角) e Kinkaku (金角) eram conhecidos como os irmãos Ouro e Prata. Eles são pseudos-jinchūrikis do Kurama, pois conseguiram ficar uma semana dentro do estômago da Besta só se alimentando da carne dela e ainda sim, saíram com vida. Não se sabe como eles morreram. |

### Sora
| Sinopse |
| --- |
| Sora (ソラ) é um ninja monge do Templo do Fogo, que quando Naruto nasceu, ele também nasceu. Quando Minato selou Kurama, os monges do Templo recolheram os resquícios de Chakra que tinham e depois implantaram em Sora. Sora ficou sendo um pseudo-jinchūriki. Depois de batalhar contra Naruto e soltar três caudas, Sora desmaiou pois não aguentava o poder que havia lhe sido inserido dentro de seu corpo. Provavelmente Sora está vivo sendo um monge no Templo do Fogo. |

### Hagoromo Ōtsutsuki
| Sinopse |
| --- |
| Hagoromo Ōtsutsuki (大筒木ハゴロモ, Ōtsutsuki Hagoromo) foi o 1º Jinchūriki de todo o mundo. Após lutar e selar Kaguya, ele sela o Juubi dentro de si para que não faça mais mal à ninguém. Perto de morrer, Hagoromo divide o Chakra do Juubi em 9 partes, sendo tão grandes que foram considerados monstros para shinobis comuns. Essas partes de Chakra são as Bijuus. Até o dia de sua morte, Hagoromo cuida das Bijuus. |

### Obito Uchiha
| Sinopse |
| --- |
| Obito Uchiha (うちはオビト, Uchiha Obito) depois que perdeu Rin, se tornou tão mal quanto Madara. Ele ficou sendo Madara Uchiha até o dia em que o próprio fosse revivido. Obito pegou as 7 Bijuus que estavam dentro do Gedō Mazō e tentou invocar um Juubi imperfeito. Ele conseguiu, o plano Tsuki no Me de Madara estava finalmente pronto. Mas Madara havia voltado a vida como Edo Tensei, e sendo assim, não poderia se tornar o Jinchūriki do Juubi. Obito então se torna o 2º Jinchūriki do Juubi. Tempo mais tarde, ele volta pro lado do bem e decidi usar o Rinne Tensei para reviver todos aqueles que ele matou em troca de sua vida, mas Zetsu Negro impede isso e faz ele reviver Madara Uchiha. Madara extrai o Juubi e Zetsu da uma vitalidade temporária para Obito não morrer instantaneamente. Obito morre quando Kaguya faz seu corpo apodrecer. |

### Madara Uchiha
| Sinopse |
| --- |
| Madara Uchiha (うちは マダラ, Uchiha Madara) Madara foi o 3º Jinchūriki do Juubi. Madara é revivido pelo Rinne Tensei quando Zetsu Negro faz com que Obito reviva ele. Madara extrai o Juubi de Obito e se torna o 2º Rikudou Sennin. Madara fica com poder semelhante a Hagoromo. Madara só foi derrotado depois que Zetsu Negro o manipula e conta que desde o começo ele planejava reviver sua mãe, A Ōtsutsuki Kaguya. Kaguya usa o corpo de Madara como receptáculo para sua ressurreição. Após Naruto e Sasuke a selarem novamente, ela cospe o corpo velho de Madara, que morre. |

| Topo da Página |
| -------------- |

## Recepção
Os personagens de Naruto receberam tanto elogios como críticas de publicações especializadas em anime, mangá e outras mídias relacionadas. O Active Anime elogiou-os, devido às suas personalidades. Adam Cook do Anime Boredom, concorda com essa avaliação, qualificando-os como "bem distintos" e "imaginativos", e comemorou o fato deles permitirem que a série com sucesso incorporasse comédia, ação e drama juntos de uma maneira convincente. Christina Ross do T.H.E.M. Anime Reviews, discordou, dizendo que os personagens eram como personagens estereotipados de shōnen e observou que vários deles não eram simpáticos. Uma segunda revisão, de Derrick Tucker, também do T.H.E.M. Anime Reviews ofereceu uma visão mais positiva, comentando que Naruto Uzumaki combina os valores mais finos de seus antecessores shōnen, mas lamentou que as personalidades dos personagens tendem a ser algo entre o "carisma e frieza" de Naruto e a "suavidade" de Sasuke, tornado difícil pensar sobre os personagens em "qualquer nível profundo ou significativo".

## Lista de Personagens de Boruto
Boruto: Naruto Next Generations é um anime que serve para ser uma continuação do grande anime Naruto amado por todos. Boruto até então tem sido mostrado um anime bom, não superou Naruto e pela opinião de algumas pessoas, nunca irá superar. Masashi Kishimoto conseguiu criar quase 1000 personagens para o anime Naruto, enquanto que em Boruto foi mostrado um número pequeno de personagens sendo que o anime ainda não tem muitos anos de exibição. Boruto tem 100 personagens que foram mostrados até então, mas sem dúvida terão muito mais. Quando surgirem novos personagens, estará sendo adicionado aqui para que não se percam e saibam quais os personagens que existem. Vamos agora conhecer os personagens do anime.

## Lista Geral de Personagens de Boruto
| Akemaru             | Akita Inuzuka          | Akkun              | Amado             |
| Ashina              | Boro                   | Boruto Uzumaki     | Buntan Kurosuki   |
| Chamaru             | Chōbee Akimichi        | Chō-Chō Akimichi   | Delta             |
| Denki Kaminarimon   | Dōshu Goetsu           | Enko Onikuma       | Enra              |
| Ereki Kaminarimon   | Gamagorō               | Garou              | Gekkō             |
| Gyokurō Chabashira  | Haguruma               | Hako Kuroi         | Hassaku Onomichi  |
| Hebiichigo          | Himawari Uzumaki       | Houki Taketori     | Ichikishimahime   |
| Ichirōta Oniyuzu    | Ikkyū Madoka           | Inojin Yamanaka    | Isshiki Ōtsutsuki |
| Iwabee Yuino        | Jigen                  | Jin Kaminari       | JeiJei (JJ)       |
| Kagura Karatachi    | Kashin Koji            | Katasuke Tōno      | Kawaki            |
| Kinshiki Ōtsutsuki  | Kirara                 | Kiri (Monte Verde) | Kokuyō            |
| Kontsuchi           | Koshō                  | Kyōho Fuefuki      | Kōtarō Fūma       |
| Kū                  | Log                    | Magire Kakuremino  | Makinami Senka    |
| Metal Lee           | Mikazuki               | Mitsuki            | Momo              |
| Momoshiki Ōtsutsuki | Mugino                 | Namida Suzumeno    | Nue               |
| Oko                 | Plankton com Sharingan | Remon Yoimura      | Renga Kokuō       |
| Ryōgi               | Sarada Uchiha          | Sasami             | Satō              |
| Sazanami Senka      | Sekiei                 | Sekki              | Shikadai Nara     |
| Shinki              | Shio                   | Shojoji            | Sumire Kakei      |
| Tagitsuhime         | Tagorihime             | Takanami Senka     | Tamaki            |
| Tanuki Shigaraki    | Tarui                  | Tatsumi            | Tayori Kuroyagi   |
| Tentou Madoka       | Tomaru                 | Toneri Ōtsutsuki   | Toroi             |
| Tosaka              | Tsubaki Kurogane       | Tsuru Itoi         | Tsurushi Hachiya  |
| Urashiki Ōtsutsuki  | Victor                 | Wasabi Izuno       | Yamaoka           |
| Yodo                | Yurito                 | Yurui              | Code              |
|                     |                        |                    |                   |

## Time 5
O Time 5 é um time composto por Denki Kaminarimon, Iwabee Yuino, Metal Lee e Udon Ise. Esse Time é diferente dos outros por terem 3 shinobis ao invés de ser 2 shinobis e 1 kunoichi, ele e o Time 15 são semelhantes pois se diferem do padrão.
| Nome              | Data da Nascimento | Idade      | Status |
| ----------------- | ------------------ | ---------- | ------ |
| Denki Kaminarimon | Não Revelada       | 12 anos    | Vivo   |
| Iwabee Yuino      | Não Revelada       | 14~15 anos | Vivo   |
| Metal Lee         | Não Revelada       | 12 anos    | Vivo   |
| Udon Ise          | 3 de Abril (03/04) | 28 anos    | Vivo   |

### Denki Kaminarimon
| Sinopse |
| --- |
| Denki Kaminarimon (雷門デンキ, Kaminarimon Denki) é um estudante da Academia Konohagakure e o herdeiro da Companhia Kaminarimon. Denki carrega um laptop com ele na maioria das vezes e sabe muito sobre tecnologia por causa de seu pai. No entanto, ele não é proficiente em jutsu, pedindo a Iwabee para ajudá-lo a passar no exame de jutsu na academia. Denki é conhecido por ser inteligente e tímido. |

### Iwabee Yuino
| Sinopse |
| --- |
| Iwabee Yuino (結乃イワベエ, Yuino Iwabee) é um estudante da Academia Ninja de Konohagakure. Enquanto um destaque durante todo o seu tempo de inscrição, suas notas baixas nos testes o levam a ser retido repetidamente. Iwabee estreou como um personagem solitário e arrogante que mata aula e se mete em brigas com muita frequência. Após conhecer o Boruto, Iwabee se torna mais amigável a seus colegas de classe e consegue estudar e passar nos exames de graduação genin. Iwabee usa técnicas de Doton |

### Metal Lee
| Sinopse |
| --- |
| Metal Lee (メタル・リー, Metaru Rī) é o filho de Rock Lee que frequenta a academia ninja de Konoha. Metal é um jovem muito respeitoso, honrado e extrovertido.Como seu pai, Metal confia em seu taijutsu, mas fica nervoso ao ser observado, fazendo com que ele estrague suas técnicas. |

### Udon Ise
| Sinopse |
| --- |
| Udon Ise (伊勢ウドン, Ise Udon) é um membro da Equipe Ebisu, composta por ele mesmo, Konohamaru Sarutobi e Moegi, com quem eles formam o "Esquadrão Ninja Konohamaru". A equipe ainda é estudante de academia na Parte 1, mas se formou em Genin na Parte 2. Na série de mangás Boruto: Naruto Next Generations agora adulto Udon foi promovido a Jonin e lidera Metal Lee, Iwabee e Denki como parte de seu time. |

## Time 7 "B"
Assim como na geração passada, o Time 7 é composto pelos protagonistas do anime, sendo eles: Boruto Uzumaki, Sarada Uchiha, Mitsuki e Konohamaru Sarutobi. O Time 7 é o Time principal do anime.
| Nome                | Data da Nascimento     | Idade        | Status |
| ------------------- | ---------------------- | ------------ | ------ |
| Boruto Uzumaki      | 27 de Março (27/03)    | 12 anos      | Vivo   |
| Sarada Uchiha       | 31 de Março (31/03)    | 12 anos      | Viva   |
| Mitsuki             | 25 de Julho (25/07)    | Desconhecida | Vivo   |
| Konohamaru Sarutobi | 30 de Dezembro (30/12) | 28 anos      | Vivo   |

## Time 10 "B"
Assim como na geração anterior, o Time 10 é a famosa formação de ataque: Ino-Shika-Chō sendo formada pelos clãs Yamanaka, Nara e Akimichi. No anime de Boruto, os responsáveis por esse Time são: Inojin Yamanaka, Shikadai Nara, Chō-Chō Akimichi e Moegi Kazamatsuri. Moegi sendo a Sensei do Time 10.
| Nome              | Data da Nascimento     | Idade   | Status |
| ----------------- | ---------------------- | ------- | ------ |
| Inojin Yamanaka   | 5 de Dezembro (05/12)  | 12 anos | Vivo   |
| Shikadai Nara     | 23 de Setembro (23/09) | 12 anos | Vivo   |
| Chō-Chō Akimichi  | 8 de Agosto (08/08)    | 12 anos | Viva   |
| Moegi Kazamatsuri | 8 de Junho (08/06)     | 28 anos | Viva   |

## Time 15
O Time 15 assim como o Time 5 tem todos os membros do mesmo sexo. O Time 5 contém três Genins homens e o Sensei homem, já o Time 15 contém 3 Genins mulheres, a Sensei mulher, e uma samurai mulher. O Time 15 é composto por: Sumire Kakei, Wasabi Izuno, Namida Suzumeno. A Sensei do Time que é a Hanabi Hyūga e a Tsubaki Kurogane que entrou no Time depois de Sumire entrar pro Departamento de Ferramentas Científicas Ninja.
| Nome             | Data da Nascimento  | Idade                 | Status |
| ---------------- | ------------------- | --------------------- | ------ |
| Sumire Kakei     | 12 de Junho (12/06) | 12 anos               | Viva   |
| Wasabi Izuno     | Não Revelada        | 12 anos               | Viva   |
| Namida Suzumeno  | Não Revelada        | 12 anos               | Viva   |
| Hanabi Hyūga     | 27 de Março (27/03) | 28 anos               | Viva   |
| Tsubaki Kurogane | Não Revelada        | Provavelmente 12 anos | Viva   |

### Sumire Kakei
| Sinopse |
| --- |
| Sumire Kakei (筧スミレ, Kakei Sumire) é uma representante de classe durante o tempo de Boruto na Academia de Konoha, e é amiga íntimo de Sarada e Chocho. Enquanto sob o disfarce de "Sumire Kakei", ela era uma garota bastante dócil e gentil que, como muitas crianças de sua idade, adorava o Sétimo Hokage. Na realidade, Sumire é uma pessoa muito determinada, vingativa, analítica e metódica. Sumire herdou uma marca de maldição criada por seu pai, um ex-membro da Fundação chamado Tanuki Shigaraki, baseado em Kaguya Ōtsutsuki que lhe permite convocar uma criatura artificial chamada Nue. No primeiro arco do anime, órfão como resultado dos ex-membros da Fundação serem ostracizados enquanto tentavam se integrar de volta à sociedade, Sumire acreditava que queria continuar seu trabalho para se vingar de Konoha. Mas Boruto a convence a deixar seu passado e encontrar seu próprio caminho. Depois de voltar ao seu status de representante de classe, Sumire voltou à sua atitude gentil e introvertida. Sumire mais tarde se forma em um Genin e se torna membro de uma equipe sob Hanabi Hyuga com Wasabi Izuno e Namida Suzumeno como colegas de equipe, além de ganhar um lugar na Equipe Científica de Armas Ninja. |

### Wasabi Izuno
| Sinopse |
| --- |
| Wasabi Izuno (伊豆野ワサビ, Izuno Wasabi) é um ninja genin de Konohagakure. Wasabi é uma pessoa sincera, extrovertida, determinada e hiperativa. Como a maioria das garotas adolescentes, ela se interessa por relacionamentos românticos com garotos. Ela é capaz de executar ninjutsu médico básico, mas foi dito que ela não será um ninja médico. Ela luta usando jutsus de transformação que lhe permitem assumir características de gato. |

### Namida Suzumeno
| Sinopse |
| --- |
| Namida Suzumeno (雀乃なみだ, Suzumeno Namida) é um genin ninja de Konohagakure que é propenso a chorar, possuindo um jutsu lamentável que incapacita quem o ouve. Namida é uma garota doce e gentil. Como a maioria das garotas adolescentes, ela se interessa por relacionamentos românticos com garotos. Ela também é bastante tímida e facilmente assustada. Como sua habilidade é destreinada, ela evita usá-la para evitar prejudicar seus companheiros de equipe. Ela tende a confiar em Wasabi como fonte de orientação e proteção. |

### Hanabi Hyūga
| Sinopse |
| --- |
| Hanabi Hyūga (日向ハナビ, Hyūga Hanabi) é a filha mais nova de Hiashi Hyūga e irmã mais nova de Hinata Hyūga. Hiashi sempre preferiu mais Hanabi do que Hinata. Hanabi foi pouco explorada no anime Naruto, mas sabe que ela foi sequestrada por Toneri durante o filme The Last, ele arrancou o Byakugan de Hanabi e implantou em si mesmo. Depois, Hinata e Naruto consegue recuperar tanto Hanabi como também seu Byakugan. Hanabi atualmente em Boruto é uma Jounin e lidera do Time 15. |

### Tsubaki Kurogane
| Sinopse |
| --- |
| Tsubaki Kurogane (鉄ツバキ, Kurogane Tsubaki) é uma samurai que foi discípula de Mifune. Não se sabe muito sobre ela, mas sabe que ela é uma ótima samurai e sendo assim domina perfeitamente o Kenjutsu (Uso de Espadas). Muito madura para sua idade, Tsubaki é uma jovem muito motivada. Disciplinado e comprometido com a tarefa em mãos, Tsubaki adaptou uma mentalidade sensata, arrogante, introvertido e orgulhosa. Também possui um lado infantil oculto. Ela aparentemente não gosta de ninjas e diz não ter convicção. Mas depois de conhecer Wasabi e ver o jeito Ninja dela, começa a pensar um pouco diferente. Ela foi trazida à Konoha para substituir Sumire que entrou para o Departamento de Ferramentas Científicas Ninja. |

## Time 25
O Time 25 não se tem muito o que falar dele. Ele é composto por: Houki Taketori, Hako Kuroi, Renga Kokuō e o Sensei do Time que é o Sai Yamanaka.
| Nome           | Data da Nascimento     | Idade   | Status |
| -------------- | ---------------------- | ------- | ------ |
| Houki Taketori | Não Revelada           | 12 anos | Vivo   |
| Hako Kuroi     | Não Revelada           | 12 anos | Viva   |
| Renga Kokuō    | Não Revelada           | 12 anos | Vivo   |
| Sai Yamanaka   | 25 de Novembro (25/11) | 33 anos | Vivo   |

### Houki Taketori
| Sinopse |
| --- |
| Houki Taketori (竹取ホウキ, Taketori Hōki) é um Genin de Konoha que mostrou ser um grande fã de Kakashi Hatake imitando seu estilo de roupa, usando uma máscara no rosto e a bandana tampando o olho esquerdo. Não se sabe muito do seu poder, mas foi mostrado que ele estava liderando seu time enquanto seu Sensei estava no hospital. |

### Hako Kuroi
| Sinopse |
| --- |
| Hako Kuroi (黒衣ハコ, Kuroi Hako) é uma Kunoichi Genin de Konoha que faz parte do Time 25 junto de Houki e Renga. Ela mostrou ter conhecimento sobre Marionetes e usa sua Boneca como uma marionete para lhe ajudar nas missões. Ela tem um estilo gótica de roupas. |

### Renga Kokuō
| Sinopse |
| --- |
| Renga Kokuou (国防レンガ, Kokuō Renga) é um Genin de Konoha e assim como os outros acima, faz parte do Time 25. Renga não mostrou ter muitos jutsus, mas deu para ver que ele consegue carregar bastante coisa de uma só vez poupando o trabalho de ter que fazer algo varias vezes. Ele é grande e forte e consegue ficar ainda mais forte com seu Chakra, diferente dos outros dois do Time, Renga usa um roupa mais simples sem muitos detalhes. |

### Sai Yamanaka
| Sinopse |
| --- |
| Sai Yamanaka (山中サイ, Yamanaka Sai) Sai faz parte do Time de Investigação de Konoha e lidera o Time 25 por recomendação de Kakashi após ele ver como estava o Time. Não foi mostrado como está o trabalho de Sai como Sensei do Time, mas provavelmente não está ruim pois Sai é um excelente shinobi. |

## Time 40
O Time 40 é um Time que não teve exploração nenhuma praticamente. Ele é composto pelos Genins: Enko Onikuma, Dōshu Goetsu e Tsuru Itoi. O Sensei do Time é Desconhecido, mas depois mostra que Ibiki Morino é o novo líder do Time, e o Time 40 é o único time que possui 2 meninas e 1 menino.
| Nome         | Data da Nascimento  | Idade   | Status |
| ------------ | ------------------- | ------- | ------ |
| Enko Onikuma | Não Revelada        | 12 anos | Viva   |
| Dōshu Goetsu | Não Revelada        | 12 anos | Vivo   |
| Tsuru Itoi   | Não Revelada        | 12 anos | Viva   |
| Ibiki Morino | 20 de Março (20/03) | 47 anos | Vivo   |

### Enko Onikuma
| Sinopse |
| --- |
| Enko Onikuma (鬼熊えんこ, Onikuma Enko) é uma Genin de Konoha, não se sabe quase nada sobre ela, mas foi mostrado que ela tem uma Invocação dentro dela que a possui quando ela se sente muito solitária, mas desde que tenha pessoas junto com ela para que ela não se sinta solitária, ela consegue usar seu Jutsu para ajudar as pessoas, esse Jutsu é um Jutsu Secreto do clã Onikuma e não sabe nada sobre ele. Sabe também que Enko sempre amou animais de Invocações. |

### Dōshu Goetsu
| Sinopse |
| --- |
| Dōshu Goetsu (呉越ドウシュ, Goetsu Dōshu) é um Genin de Konoha que não se sabe praticamente nada dele. Foi mostrado que ele era medroso assim como Tsuru mas que depois superou seu medo. Ele usa uma espécie de arco ferroso para prender seu inimigos junto dos seus colegas de Time, formando um combo bem poderoso. |

### Tsuru Itoi
| Sinopse |
| --- |
| Tsuru Itoi (糸井つる, Itoi Tsuru) é uma Genin de Konoha, assim como Dōshu, não se sabe quase nada de Tsuru, mas ainda sim tem algumas coisas que foram reveladas. Sabe-se que Tsuru usa um Jutsu semelhante ao Jutsu de Jiraiya, que é prendendo seus inimigos com o próprio cabelo. Não se sabe qual é seu verdadeiro poder, mas que juntando seu poder de prender as coisas com seu cabelo é um combo poderoso quando usado junto do poder de Dōshu e Enko. |

### Ibiki Morino
| Sinopse |
| --- |
| Ibiki Morino (森乃イビキ, Morino Ibiki) é um Jounin Especial de Konoha, conhecido por toda Vila da Folha e também é chamado de Sádico, pelo seu modo de tortura tanto física quanto mental. Não se sabe o motivo de ele ser o novo líder do Time 40, mas ele ficou liderando após substituir o antigo líder do Time. Nota-se que esse é o mesmo caso do Time 25, ambos tiveram líderes trocados. Não se sabe como será o Time 40 com esse novo líder, mas provavelmente será excelente, pois Ibiki é um Jounin Especial, especializado em Tortura e Investigação. |

## Clã Ōtsutsuki "B"
O Clã Ōtsutsuki é um clã com muitos membros. Alguns deles foram apresentados em Naruto e estão na Lista de Personagens de Naruto, os que foram apresentados em Boruto estão logo abaixo.
Eles são: Toneri Ōtsutsuki, Momoshiki Ōtsutsuki, Kinshiki Ōtsutsuki, Urashiki Ōtsutsuki e por fim, Isshiki Ōtsutsuki. Sendo Isshiki, o Ōtsutsuki provavelmente mais poderoso.
| Nome                | Data da Nascimento | Idade                             | Status                               |
| ------------------- | ------------------ | --------------------------------- | ------------------------------------ |
| Toneri Ōtsutsuki    | Desconhecida       | {\displaystyle \cong {1550}} anos | Selado na Lua pelo Jutsu de Urashiki |
| Momoshiki Ōtsutsuki | Desconhecida       | {\displaystyle \cong {1600}} anos | Morto                                |
| Kinshiki Ōtsutsuki  | Desconhecida       | {\displaystyle \cong {1600}} anos | Morto                                |
| Urashiki Ōtsutsuki  | Desconhecida       | {\displaystyle \cong {1600}} anos | Provavelmente Morto                  |
| Isshiki Ōtsutsuki   | Desconhecida       | {\displaystyle \cong {1700}} anos | Vivo                                 |

### Toneri Ōtsutsuki
| Sinopse |
| --- |
| Toneri Ōtsutsuki (大筒木トネリ, Ōtsutsuki Toneri) é o antagonista de The Last: Naruto the Movie, um descendente de Hamura Ōtsutsuki cuja família deixou o mundo e vive na lua para manter a prisão da estátua Gedō Mazō. Mas a Estátua Gedō Mazō acabou sendo removida do centro da lua por Madara e Toneri, portando um ódio contra o povo do mundo por armas de chakra, age o que ele acreditava ser uma decisão milenar de julgar neles, apagando-os com a lua. Precisando obter o Tenseigan para realizar o julgamento de seu clã, e como ele nasceu sem um Byakugan, Toneri tem como alvo Hinata, pois o Clã Hyūga é o único outro membro sobrevivente da linhagem de Hamura. Mas ele acaba sequestrando Hanabi e usa os olhos dela para obter o Tenseigan que seu clã estava preparando para a destruição do mundo, capturando Hinata como sua noiva. Mas uma vez derrotado por Naruto e Hinata, Toneri aprende o verdadeiro significado do decreto de seu ancestral e se resigna ao exílio na lua depois que ela volta à órbita. |

### Momoshiki Ōtsutsuki
| Sinopse |
| --- |
| Momoshiki Ōtsutsuki (大筒木モモシキ, Ōtsutsuki Momoshiki) é um dos dois antagonistas de Boruto: Naruto the Movie e um membro da família principal do clã Ōtsutsuki. Um homem pálido e andrógino, ele é um membro do clã Ōtsutsuki que foi a razão pela qual Kaguya criou o Exército Zetsu, que vem à Terra para plantar um novo Shinju, pois o que ele usou está morrendo de usar os recursos do mundo. Momoshiki possui um par de Byakugan e Rinnegan, este último localizado nas palmas das mãos, que ele usa para absorver e liberar ninjutsu. Ele também consome pílulas vermelhas que aumentam suas habilidades. Visando as Bestas de Caudas pelo seu chakra, atacando Killer Bee antes, Momoshiki e seu parceiro Kinshiki chegam a Konohagakure com o objetivo de capturar Kurama de Naruto. Os dois conseguem sequestrar Naruto à sua dimensão depois de destruir o estádio do Exame Chūnin, mas antes que eles pudessem terminar o processo de extração, o casal é confrontado por Boruto, Sasuke, e os quatro Kage. Oprimido, Momoshiki consome uma pílula vermelha improvisada do corpo de Kinshiki, tornando-o ainda mais forte com outro Rinnegan aparecendo na testa. No entanto, ele é morto por Rasengan combinado de Naruto e Boruto. Mas Momoshiki usou seus momentos finais de vida para ter uma discussão privada com Boruto, congelando o tempo, marcando o garoto com a marca Karma ao ver seu potencial inexplorado, enquanto o avisava enigmaticamente das tribulações que ele enfrentará em seu futuro. Momoshiki é dublado por Mas Momoshiki usou seus momentos finais de vida para ter uma discussão privada com Boruto, congelando o tempo, marcando o garoto com a marca Kama ao ver seu potencial inexplorado, enquanto o avisava enigmaticamente das tribulações que ele enfrentará em seu futuro. |

### Kinshiki Ōtsutsuki
| Sinopse |
| --- |
| Kinshiki Ōtsutsuki (大筒木キンシ, Ōtsutsuki Kinshiki) é um dos dois antagonistas de Boruto: Naruto, o Filme. Ele é o subordinado obediente de Momoshiki e um membro da família principal do clã Ōtsutsuki. Como com seu mestre, Kinshiki era um membro de seu clã que veio à Terra para roubar o chakra das bestas com cauda. Tendo conseguido sequestrar Naruto para a extração de Kurama, o casal é confrontado por um grupo de ninjas que chegam para resgatar Naruto. Percebendo que eles estão sobrecarregados, Kinshiki rompe sua ligação com o Kage e se transforma em uma pílula vermelha para seu mestre consumir, aumentando os poderes deste último, embora Momoshiki seja morto logo. |

### Urashiki Ōtsutsuki
| Sinopse |
| --- |
| Urashiki Ōtsutsuki (大筒木ウラシキ, Ōtsutsuki Urashiki) é um membro da família principal dos Ōtsutsuki. Ele foi o Ōtsutsuki com um potencial muito bom, mas infelizmente foi derrotado por um Jutsu muito comum, o Rasengan Colaborativo. Urashiki era o único Ōtsutsuki que usava uma vara de pesca para roubar o Chakra de todos que ele encontrava, tinha varios poderes desconhecidos como os seus Rinnegans diferentes. Urashiki assim como Momoshiki teve uma transformação ao aumentar gradativamente seu poder, porém o que foi ruim foi seu design que parecia um frango com asas. Mas ainda sim, Urashiki foi um ótimo Ōtsutsuki. Não se sabe se ele morreu ou continua vivo. |

### Isshiki Ōtsutsuki
| Sinopse |
| --- |
| Isshiki Ōtsutsuki (大筒木イッシキ, Ōtsutsuki Isshiki) é o Ōtsutsuki mais misterioso de todos que já foram mostrados. Ele aparentemente parece ser o Ōtsutsuki mais forte de todos, tendo um Juubi Infantil como animal de estimação, tendo lutado também com Naruto e Sasuke juntos com seu poder ao máximo, e Isshiki os venceu facilmente. Isshiki apareceu somente no mangá e ele vive dentro de Jigen. Isshiki diz que Jigen é um péssimo receptáculo e diz que Kawaki precisa ser seu próprio receptáculo logo. Não se sabe muito sobre Isshiki. |

## Kara
Kara (殻) é uma organização de ninjas que serve como a principal força antagônica em Boruto. Embora grande parte de sua história ainda seja desconhecida, eles estão interessados naqueles com Jutsu Proibido, como Boruto, e procuram um "navio" para seus objetivos. A liderança de Kara são conhecidos como os Inners (内陣インナー, Inna), cada um responsável por uma determinada região com um numeral romano tatuado em seus rostos. Eles usam agentes adormecidos conhecidos como Outers (外陣アウトー, Auto) para atendê-los em uma variedade de maneiras.
| Nome        | Data da Nascimento | Idade        | Status       |
| ----------- | ------------------ | ------------ | ------------ |
| Jigen       | Não Revelada       | Desconhecida | Morto        |
| Delta       | Não Revelada       | Desconhecida | Desligada    |
| Kashin Koji | Não Revelada       | Desconhecida | Desconhecido |
| Amado       | Não Revelada       | Desconhecida | Vivo         |
| Boro        | Não Revelada       | Desconhecida | Morto        |
| Kawaki      | Não Revelada       | Desconhecida | Vivo         |
| Code        | Não Revelada       | Desconhecida | Vivo         |
| Garou       | Não Revelada       | Desconhecida | Morto        |
| Victor      | Não Revelada       | Desconhecida | Morto        |

### Jigen
| Sinopse |
| --- |
| Jigen (ジゲン) O líder de Kara, que usa Genjutsu para se comunicar com os outros Inners, e faz uma tatuagem intravenosa sob o olho esquerdo. Ele possui a capacidade de conceder marcas de Karma a outras pessoas. Ele é o receptáculo antigo de Isshiki, e pretende fazer Kawaki esse novo receptáculo. |

### Delta
| Sinopse |
| --- |
| Delta (デルタ, Deruta) é um membro feminino com um temperamento destrutivo cujo corpo fortemente modificado permite que ela lute em pé de igualdade com Naruto quando ela tenta recuperar Kawaki, com uma tatuagem em sua testa. |

### Kashin Koji
| Sinopse |
| --- |
| Kashin Koji (果心居士, Koji Kashin) é uma figura mascarada que designou seu agente adormecido Ao para recuperar Kawaki. Ele possui o jutsu Chamas da Verdade de Samashi, que cria chamas quentes o suficiente para negar a regeneração de um oponente, e pode usar o jutsu de invocação de sapo e o Rasengan. |

### Amado
| Sinopse |
| --- |
| Amado (アマド) é o membro interno da Kara que mexe com a tecnologia da organização. Ele perdeu Kawaki, e isso fez com que a Kara tivesse que lutar com as pessoas de Konoha já que eles que estavam com Kawaki. Amado também fez a Delta, ela é praticamente uma máquina completa. |

### Boro
| Sinopse |
| --- |
| Boro (ボロ) é um humano que tem uma imensa resistência. Sua habilidade de regeneração está em um nível jamais visto em Naruto, sendo capaz de ter regenerado sua cabeça e metade do seu corpo. Boro foi o responsável por guardar a chaleira onde Naruto está selado. Boro também tem um Jutsu de Névoa que envenena e paralisa quem respira o ar que foi contaminado pela Névoa. Boro é bem forte e sendo assim faz parte dos membros internos da Kara. |

### Kawaki
| Sinopse |
| --- |
| Kawaki (カワキ) é um jovem tatuado que se tornou membro de Kara depois de ter sido trazido por Jigen por um pai bêbado, com uma tatuagem do número romano IX sob o olho esquerdo e conferindo uma marca Kama de Jigen para viver. arma para Kara. Ele foi fortemente modificado com o Shinobi-Ware microscópico implantado em seu corpo, que lhe dá habilidades semelhantes à Transformação Sábia de Jugo em alterar sua fisiologia no nível celular. Por razões ainda a serem reveladas, Kawaki deixou Kara e encontrou Boruto, que o leva para a Folha Escondida, enquanto ele vive com a família Uzumaki. Os dois acabariam se tornando inimigos, como sugerido no prólogo do Boruto. Na série, um Kawaki mais velho parece ter perpetrado a destruição de Konoha enquanto ele confronta um Boruto mais velho enquanto declara que a era dos shinobi chegou ao fim. |

### Code
| Sinopse |
| --- |
| Code (コード, Kōdo) Code apesar de ter sido mostrado apenas no capítulo 34 do mangá de Boruto até o momento (11/03/2020), foi oficialmente dito que ele é mais forte que Delta e Boro. Assim como Victor e Garou eram os mais fracos, foram esquecidos e muito pouco mostrados, era de se pensar antes que Code era o mais fraco comparado com os outros membros internos da Kara, mas como foi dito que ele é mais forte que a Delta, então temos que esperar até que seja melhor mostrado-o. |

### Garou
| Sinopse |
| --- |
| Garou (我婁, Garō) é um membro externo da Kara, ele foi mandado em missão para recuperar Kawaki, mas não conseguiu e foi morto pelo mesmo. Não se sabe muito sobre Garou já que ele não é nem um membro interno da organização. |

### Victor
| Sinopse |
| --- |
| Victor (ヴィクタ, Vikuta) é um membro externo da Kara e foi morto por Kashin Koji. Victor já era muito velho e não ia conseguir ajudar muito para a organização. Kashin Koji o matou secretamente, mas ninguém sentiu falta dele. Ele não foi explorado no mangá então não tem muito o que dizer sobre ele. |